# シン・ゴジラ
『シン・ゴジラ』（英題: 『Shin Godzilla』、『Godzilla Resurgence』）は、2016年の日本の怪獣映画。庵野秀明脚本・総監督、樋口真嗣監督・特技監督による特撮映画。
ゴジラシリーズの第29作目であり、国内では『ゴジラ FINAL WARS』（2004年）以来約12年ぶりの日本製作のゴジラ映画である。カラー、16:9スコープサイズ。
キャッチコピーは「現実対虚構」。

## あらすじ
11月3日8時30分ごろ、東京湾羽田沖で折り鶴が置かれていた無人状態のプレジャーボートが発見された後、大量の水蒸気が噴出し、アクアトンネル構内では突然の浸水に走行中の車輌が巻き込まれる。政府は、熱源が海中で発見されたため、原因を海底火山の噴火か大規模な熱水噴出孔の発生と見て対応を進め、湾内を封鎖する。内閣官房副長官・矢口蘭堂は、インターネット上の一般人による目撃報告や配信動画などから、いち早く事故の背景にある巨大生物の存在を推測するが、周囲はそれを一笑に付す。しかし、浮島沖海上で水蒸気煙が唐突に収束したのち、海面から出現した巨大生物の尾部分がテレビ報道されたことで、政府は対処方法を検討する。さらに自重で潰れるため上陸は不可能という専門家の意見とは裏腹に、巨大生物は多摩川河口から大田区内の呑川を這いずるように遡上して次々と停泊する船舶を蹴散らして蒲田に上陸し、自動車や建造物を破壊しながら北進を始める。
相手は生物であること、陸上で行動可能であることを前提として捕獲か駆除かを検討した結果、政府による対処方針は駆除と決定。その大きさや性質が不明であり、生半可な攻撃では駆除は困難であると予想され、無制限に火器を使用できる防衛出動での自衛隊出動を模索。半ば超法規的にではあるが害獣駆除を目的とした戦後初の防衛出動が要請される。巨大生物は当初こそ蛇行と後脚で進行していたものの、品川区北品川品川湊の船着場付近で急速な進化（変態）と巨大化を遂げ、八ツ山橋方面へ二足歩行を開始する。しばらく歩行した後に停止、そこへ自衛隊の対戦車ヘリコプター隊が攻撃位置に到着するが、射線上に逃げ遅れた住民が発見され、攻撃は中止される。直後に巨大生物は突如、再び蛇行に切り替えて京浜運河から東京湾へ姿を消すが、一連の行動による被害は上陸から2時間強で死者・行方不明者100名以上にもなっていた。
政府は海上自衛隊を出動させて足取りを探る一方で巨大生物の再襲来に備え、矢口を事務局長とした「巨大不明生物特設災害対策本部」（巨災対）が官邸内に設置される。被害地域では未知の放射性元素の検出や軽微な放射線量の上昇が確認され、その空間線量分布図が巨大生物の移動ルートと一致したことから、放射線源は巨大生物と判明する。米国からは大統領次席補佐官および大統領特使が極秘裏に来日し、巨大生物の正体は太古から生き延びていた深海海洋生物が、不法に深海の生息地域に海洋投棄された大量の放射性廃棄物の影響下でも生き残る耐性を有するように適応進化した「ゴジラ」（GODZILLA）と呼称される未発表の生物であることや、その研究をしていた牧悟郎という老人の学者が行方不明であることを伝え、牧の遺品である解析表などを日本側に提供する。巨災対は、ゴジラが体内の生体原子炉から活動エネルギーを得ており、そこから生じる熱はメーンの冷却機能としている血液流によって発散しているため、体内の血液流を強制停止すればゴジラは生命維持のために自らスクラム停止・急激な冷却を行い、活動停止するはずであると結論づけ、血液凝固促進剤の経口投与によってゴジラを凍結させる「矢口プラン」（仮称）の具体検討を始める。
4日後の11月7日、前回よりもさらなる進化を遂げ、倍近い大きさに成長したゴジラが相模湾に出現した後、鎌倉市稲村ヶ崎辺りに再上陸、横浜市や川崎市の工業地帯を縦断して川崎市武蔵小杉に至る。Jアラートを通して付近住民に避難を呼びかけるとともに、自衛隊は事前に策定していたいくつかの上陸パターンに応じた迎撃作戦の中から、多摩川に絶対防衛線を引き、多摩川河川区域を主戦場とした、ゴジラの都内進入を阻止するための総力作戦「タバ作戦」を発動する。空からの攻撃「フェイズ1」と陸の攻撃「フェイズ2」など、投入できるすべての火力を持って挑むも傷一つ付けることができずに自衛隊の大部隊は蹴散らされて多摩川を通って都内に侵入されてしまい作戦は失敗、ゴジラは10式戦車が破壊された際の噴煙を突き破って大田区・世田谷区・目黒区へ侵入する。
作戦失敗を受けて政府は在日米軍へ日米安保に基づく駆除協力の要請を検討し始めるが、すでに要請を待たずして米国は独自に大使館防衛を理由に爆撃機をグアムから日本に向かわせたとの通知を受け、米国に駆除協力を正式に要請する。日が暮れて赤く体の各部が輝き、港区にまで進行してきたゴジラに対し、飛来した米軍のB-2爆撃機3機は地中貫通爆弾MOPIIによる絨毯攻撃爆撃を始め、ゴジラに初めて傷を負わせることに成功するが、その直後にゴジラは口腔からの熱焔放出を開始し、それを放射熱線に変化させるとB-2のうち1機を撃墜。残った2機はゴジラの背部に回り込んで爆撃を続行するが、ゴジラは投下されたMOPIIに対して背鰭から複数の放射熱線を放射して全弾爆破したうえ、B-2もすべて撃墜する。その後、ゴジラは港・千代田・中央3区の市街地を破壊。都心に壊滅的状態までの被害と高濃度の放射能汚染をもたらしたうえ、都民に約300万人の死傷者を出してしまう。さらに、首相官邸から立川広域防災基地へ避難するところであった総理大臣を含めて11人が乗ったヘリコプターも放射熱線によって撃墜され、総理を含めた閣僚11名が死亡する。一方、ゴジラは核エネルギーを消費し尽くしたことで廃墟となり燃え盛る東京駅構内線路上で突然活動を停止する。
高濃度の放射能汚染と壊滅的な被害を受けた都心から官邸機能が立川広域防災基地内の災害対策本部予備施設に移管し、内閣総理大臣臨時代理も立てられ、矢口は巨大不明生物統合対策本部の副本部長および特命担当大臣に任命される。米軍の爆撃で得られたゴジラの組織片の分析より、今後ゴジラは無性生殖により個体増殖してネズミ算式に群体化する可能性や、個体進化により小型化や有翼化して大陸間を超えて拡散する可能性などが示唆されたほか、2週間後には活動を再開することが予測される。活動を再開すれば米本土への上陸も有り得るとのデータを受け取った米国は、国連での外交工作を行い、国連安保理はゴジラの処理の管轄を米国がするとともに、ゴジラの処分に熱核兵器の使用を決議、多国籍軍による核攻撃プランの策定が開始される。同時に、人道的配慮によって住民360万人の疎開が行われる。
巨災対は熱核攻撃ではなく矢口プランによるゴジラ停止の完遂を切望するが、ゴジラの細胞膜の分子構造には元素変換能力があり、熱核エネルギー変換生体器官を内蔵した混合栄養生物であると推測され、血液凝固促進剤を無力化される懸念が生じてしまう。その直後、それまで謎だった牧の解析表の解読の糸口が見つかり、解読・解析結果からゴジラの細胞膜の活動を抑制する極限環境微生物の分子構造が得られる。それを抑制剤として血液凝固促進剤と併せて経口投与することで、性質を維持して活動凍結することが可能な状態にまで漸く漕ぎ着けるに至った。国連軍の熱核攻撃開始が間近に迫る中、矢口プランは「ヤシオリ作戦」と改名され、日米共同作戦として開始される。まず、無人運転の列車を使った爆弾（N700系新幹線を使用した無人新幹線爆弾、E231系およびE233系を使用した無人在来線爆弾）でゴジラを覚醒させ、次にエネルギー消耗のみを狙った米軍の無人攻撃機群による誘導爆弾やヘルファイアを、ゴジラの核エネルギーの大量消費による熱線放射が不能になるまで続かせる。熱線が途切れたところを周囲の高層ビルをゴジラに向けてイージス艦からの攻撃で爆破・落下させ、ゴジラを転倒させる。そこへ建設機械部隊とコンクリートポンプ車隊が接近し、口内に入れたポンプ車のアームの先より累計数百キロリットルの血液凝固促進剤をゴジラの口内に経口投与する。途中、意識を取り戻したゴジラの不意討ちでの放射熱線による部隊の犠牲を伴いながらも、突進してきたすべての無人在来線爆弾が激突し、血液凝固促進剤が経口投与されたことで、再度立ち上がろうとしたゴジラは活動停止状態となり、東京駅の脇で立ち尽くしたまま凍結に成功する。
その後、都心を汚染したゴジラの新元素の放射性物質は半減期が20日と非常に短く、約2 - 3年で人体への影響はなくなると判明したことから復興の希望も見えかけたが、熱核攻撃カウントダウンは「一時停止」のままであり、ゴジラが活動を再開した場合はその58分46秒後に熱核攻撃が行われることとなる。矢口はそれらを世界中からの懸念解消のためにすべて呑んだ上で、凍結したゴジラを見つめながら改めてこれからの事態収束の決意をする。一方、東京駅脇に凍りついたまま立ちつくすゴジラの尾の先端部には、背びれを有する人型形状の小柄な数体が生じかけたまま静止していた。

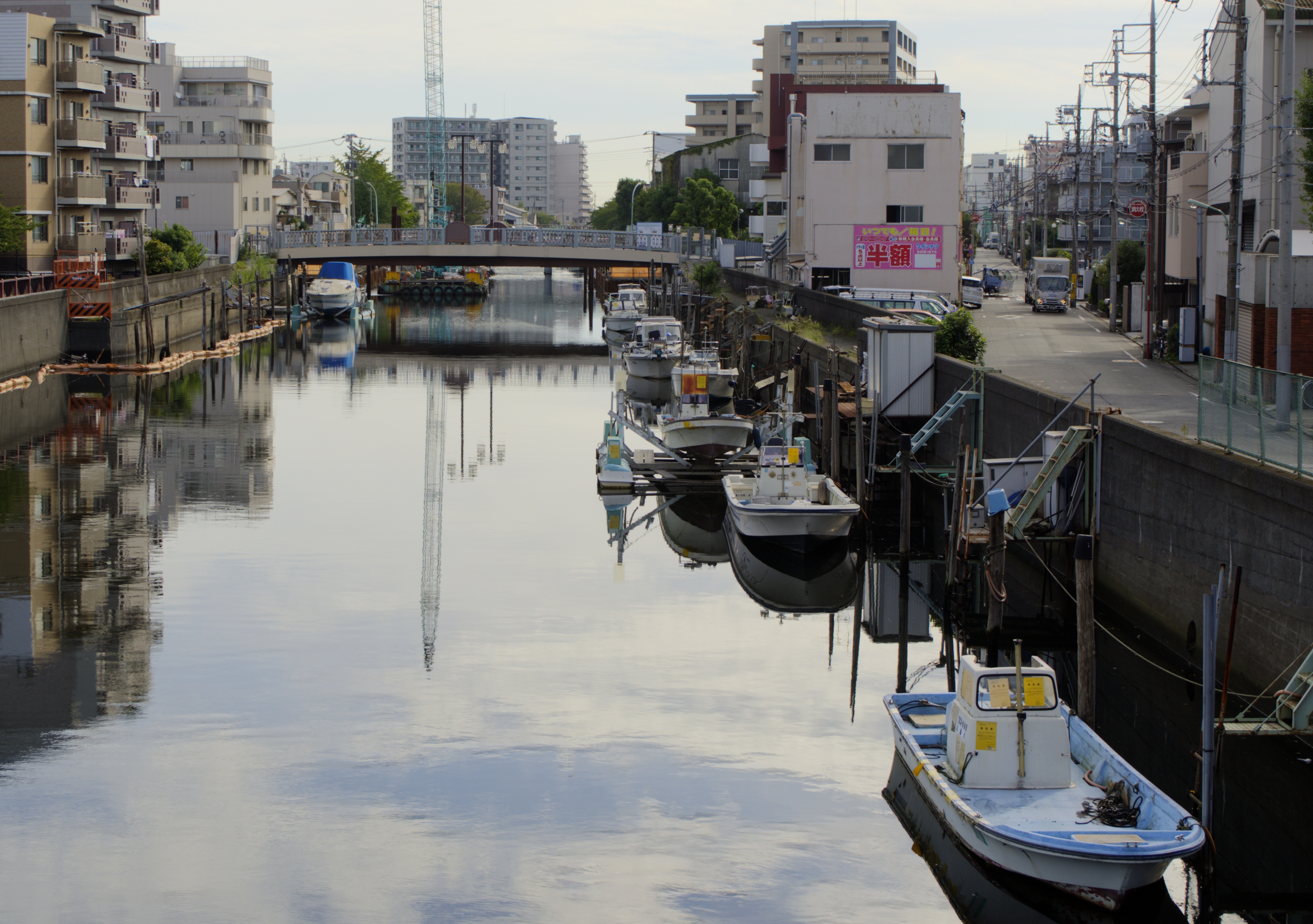
呑川の遡上場面の地点（産業道路呑川新橋、北緯35度33分39.45秒 東経139度44分16.66秒 / 北緯35.5609583度 東経139.7379611度）
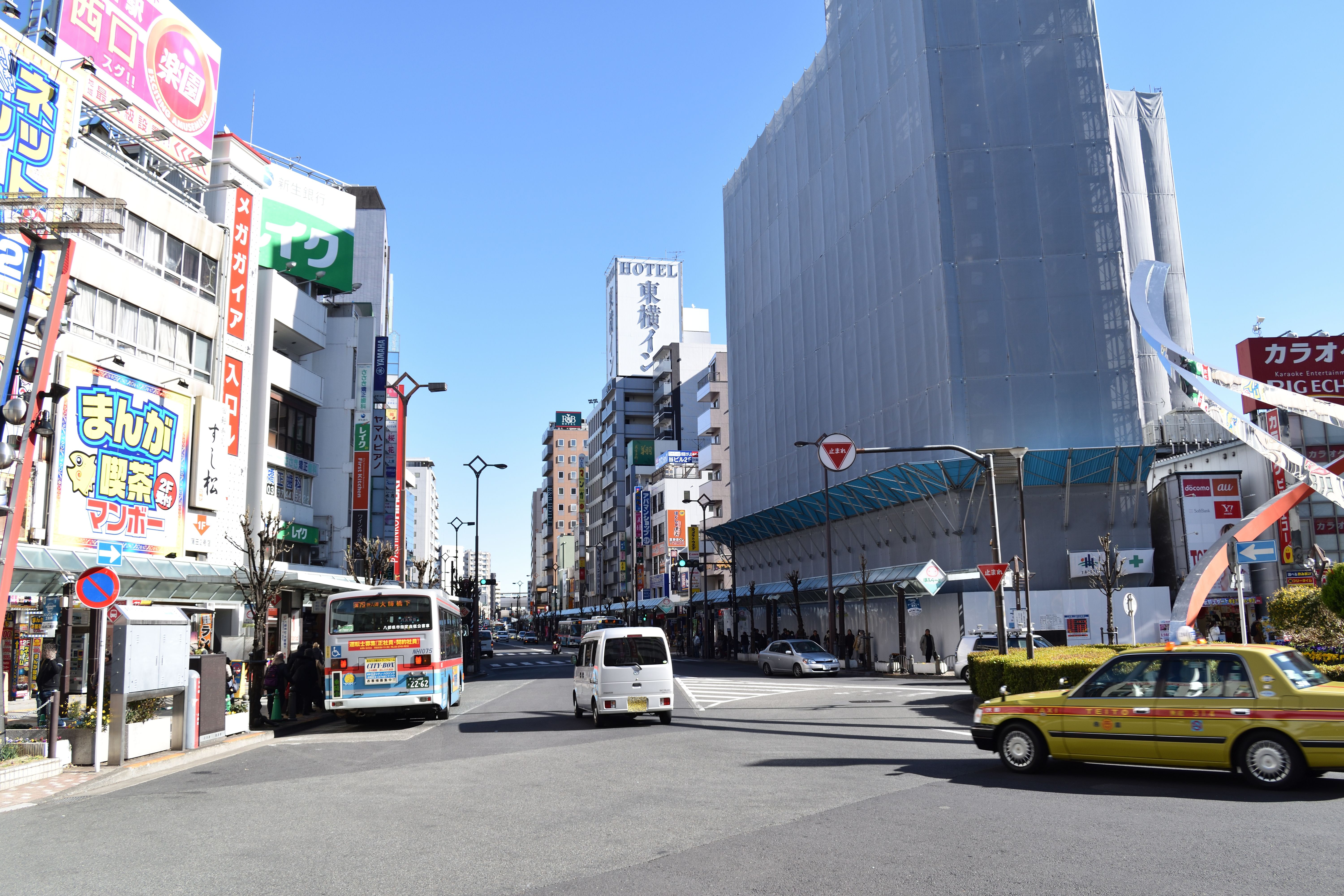
パニックシーンが撮影されたJR蒲田駅東口、[17]北緯35度33分44.71秒 東経139度43分02.52秒 / 北緯35.5624194度 東経139.7173667度
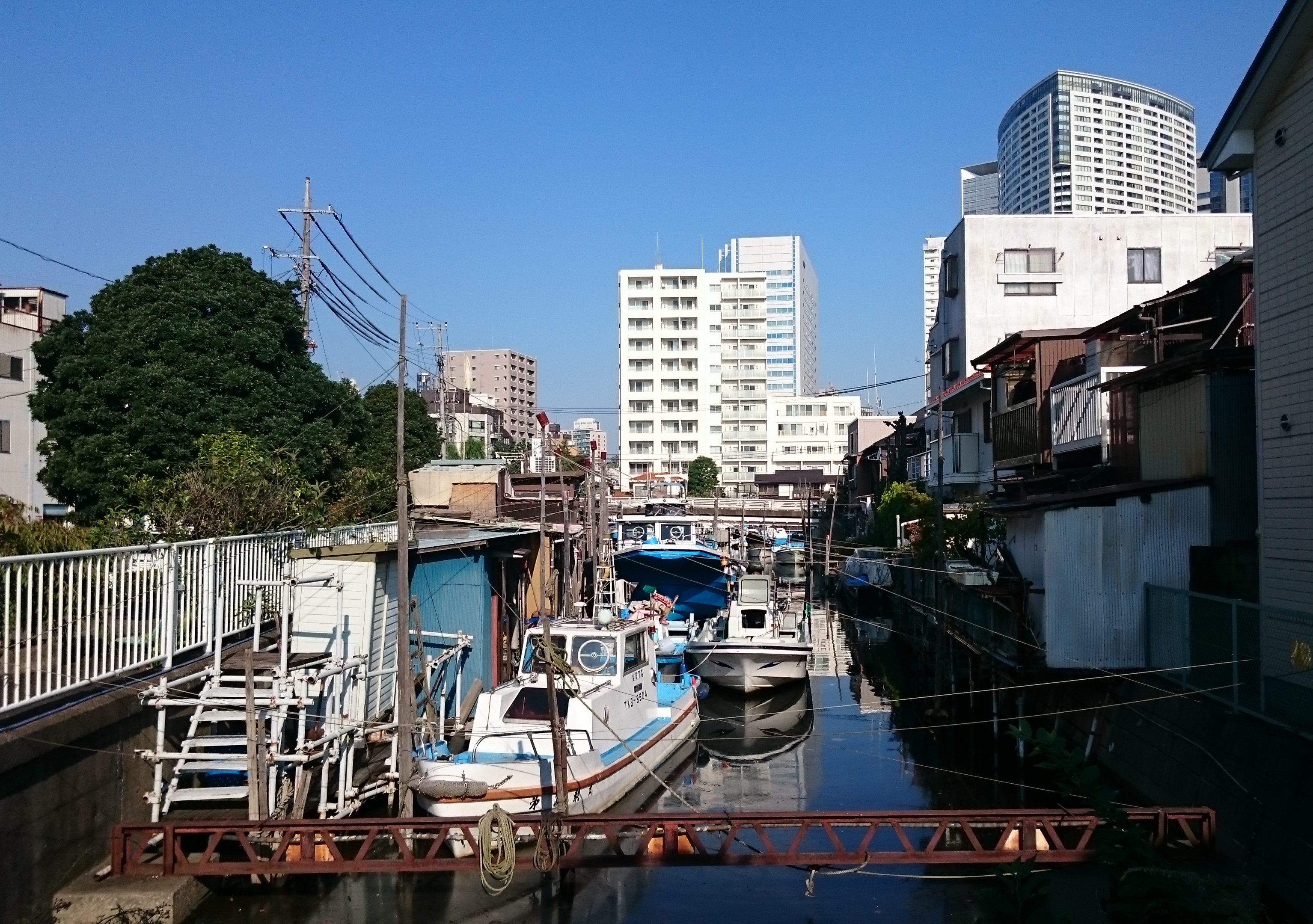
北品川襲来場面の地点（旧品川湊、北緯35度37分16.96秒 東経139度44分31.47秒 / 北緯35.6213778度 東経139.7420750度）
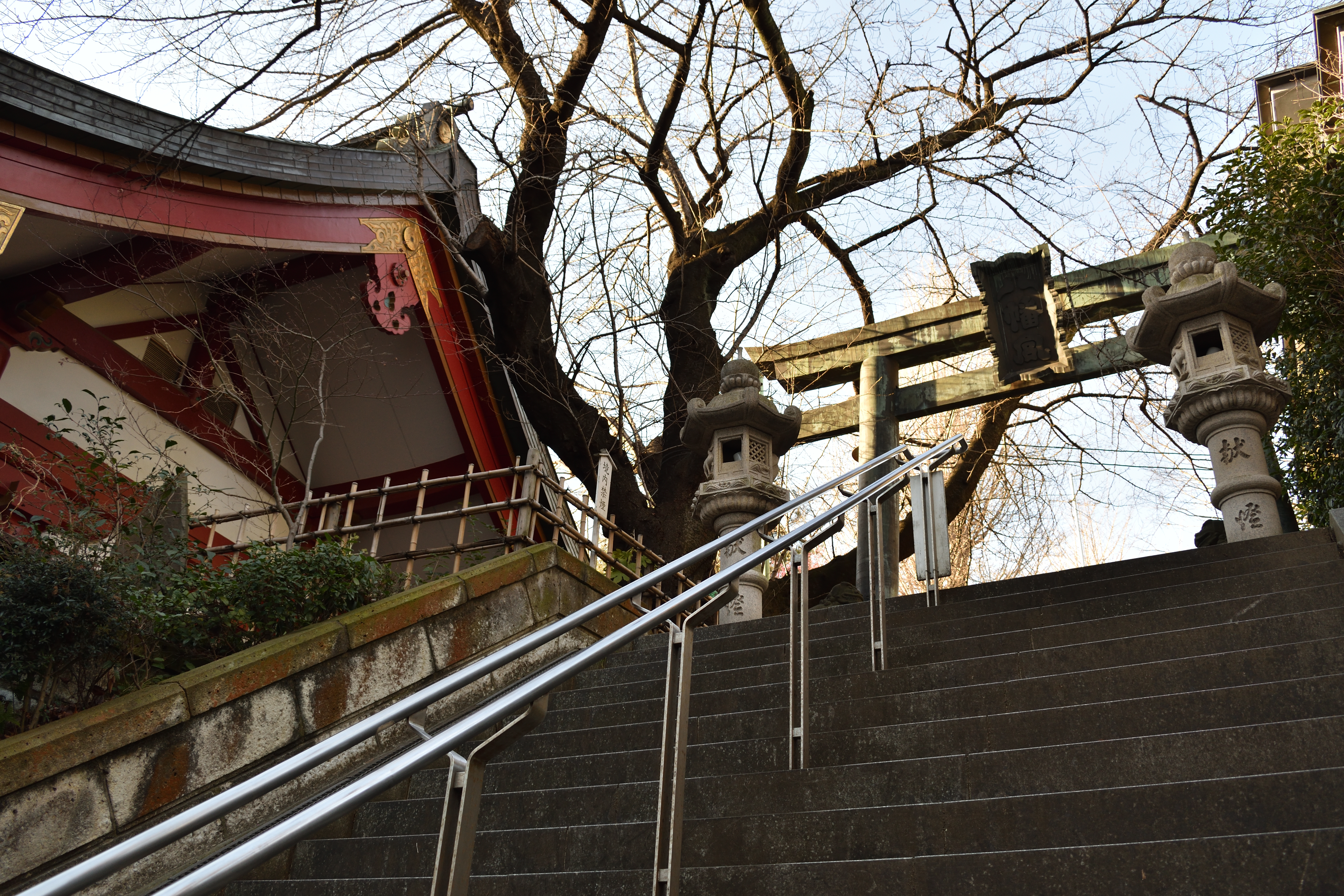
住民が避難した品川神社として撮影された市谷亀岡八幡宮[18]、北緯35度41分31.98秒 東経139度44分02.89秒 / 北緯35.6922167度 東経139.7341361度
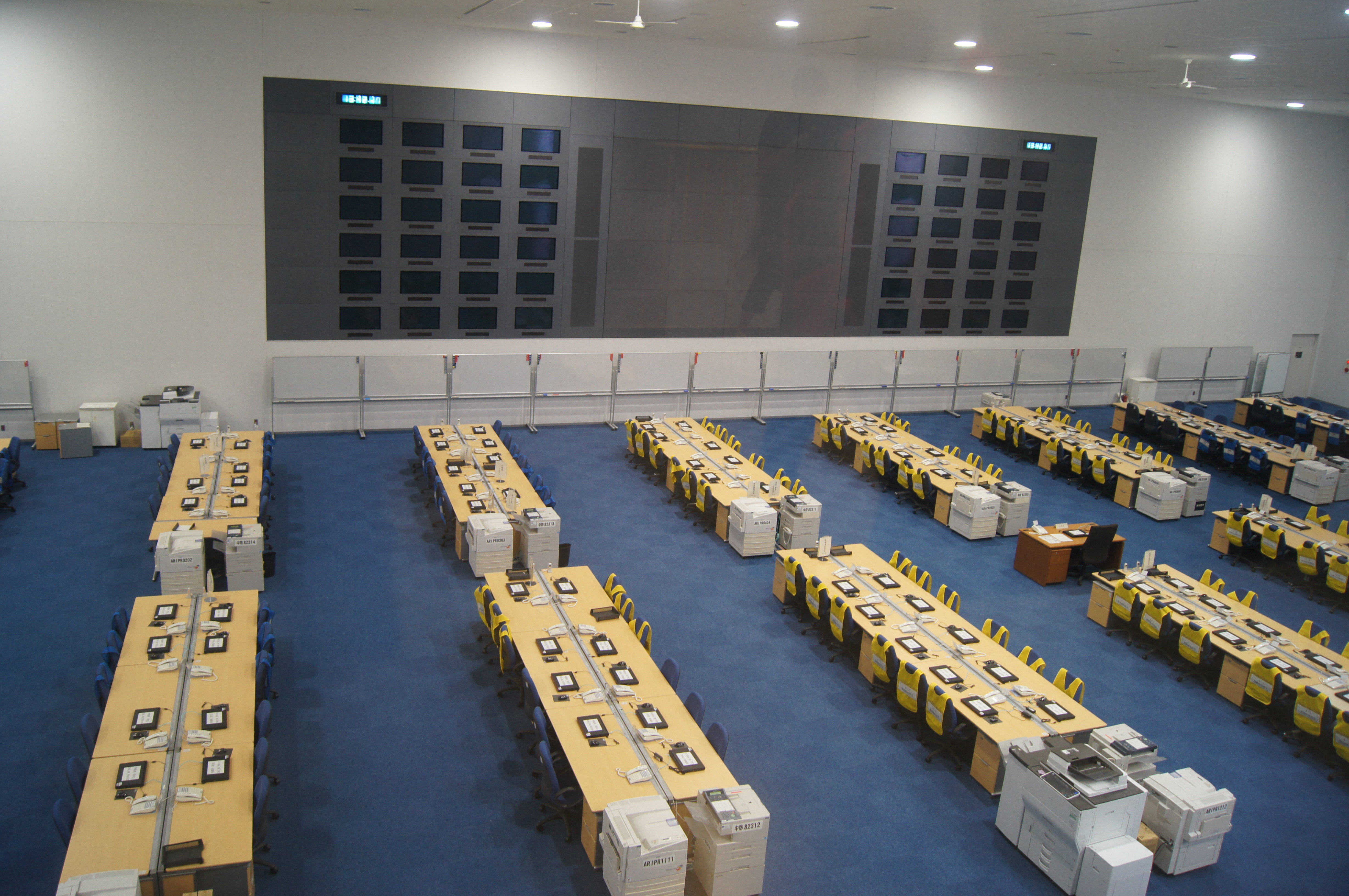
巨災対の当初の設置場所として撮影された東京臨海広域防災公園内オペレーションルーム[19]、北緯35度38分07.71秒 東経139度47分39.06秒 / 北緯35.6354750度 東経139.7941833度
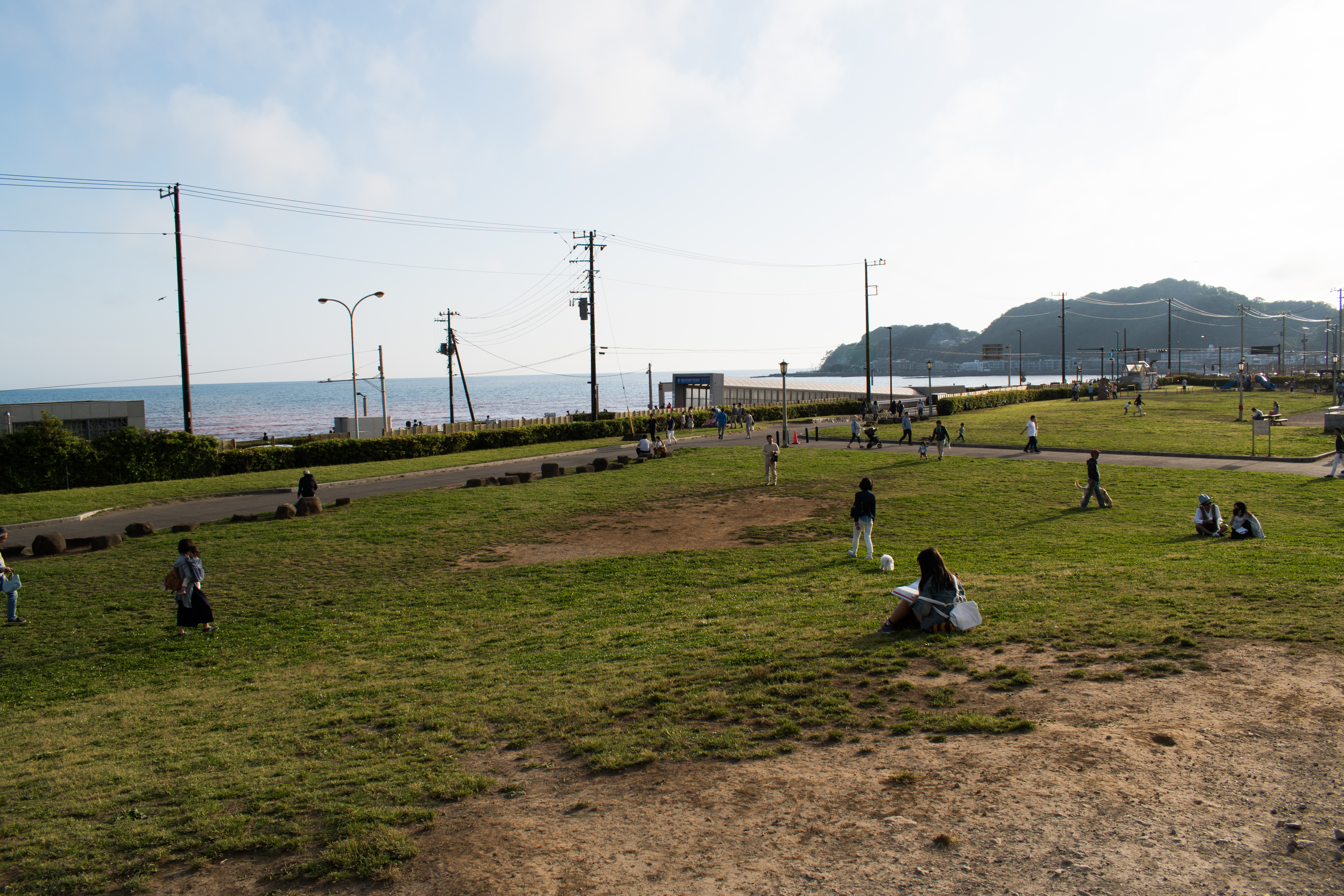
2度目の上陸場面の地点（鎌倉由比ヶ浜海岸、北緯35度18分36.04秒 東経139度32分39.79秒 / 北緯35.3100111度 東経139.5443861度）
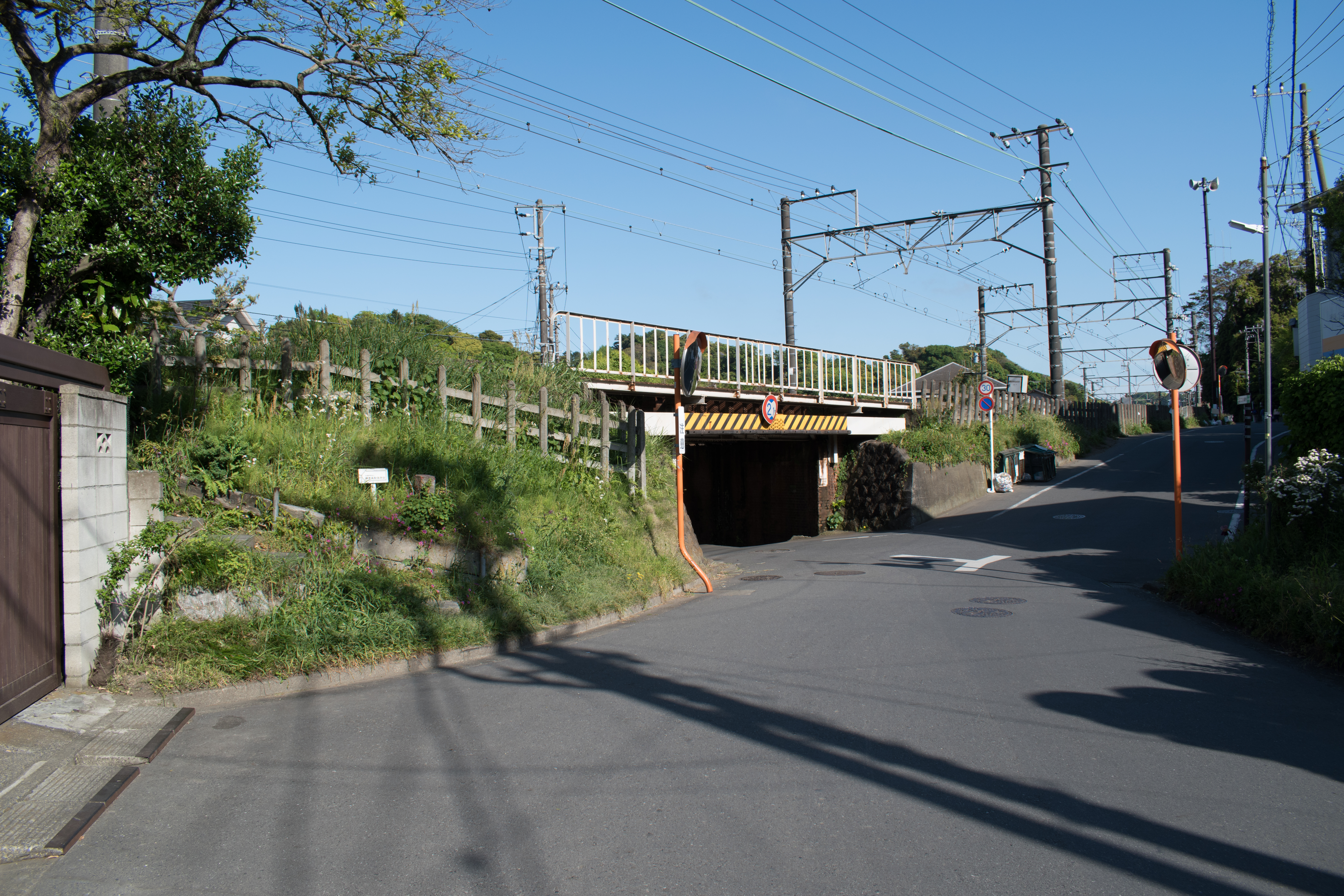
鎌倉市内の北上場面の地点（横須賀線扇ガ谷ガード、北緯35度19分38.03秒 東経139度32分54.85秒 / 北緯35.3272306度 東経139.5485694度）
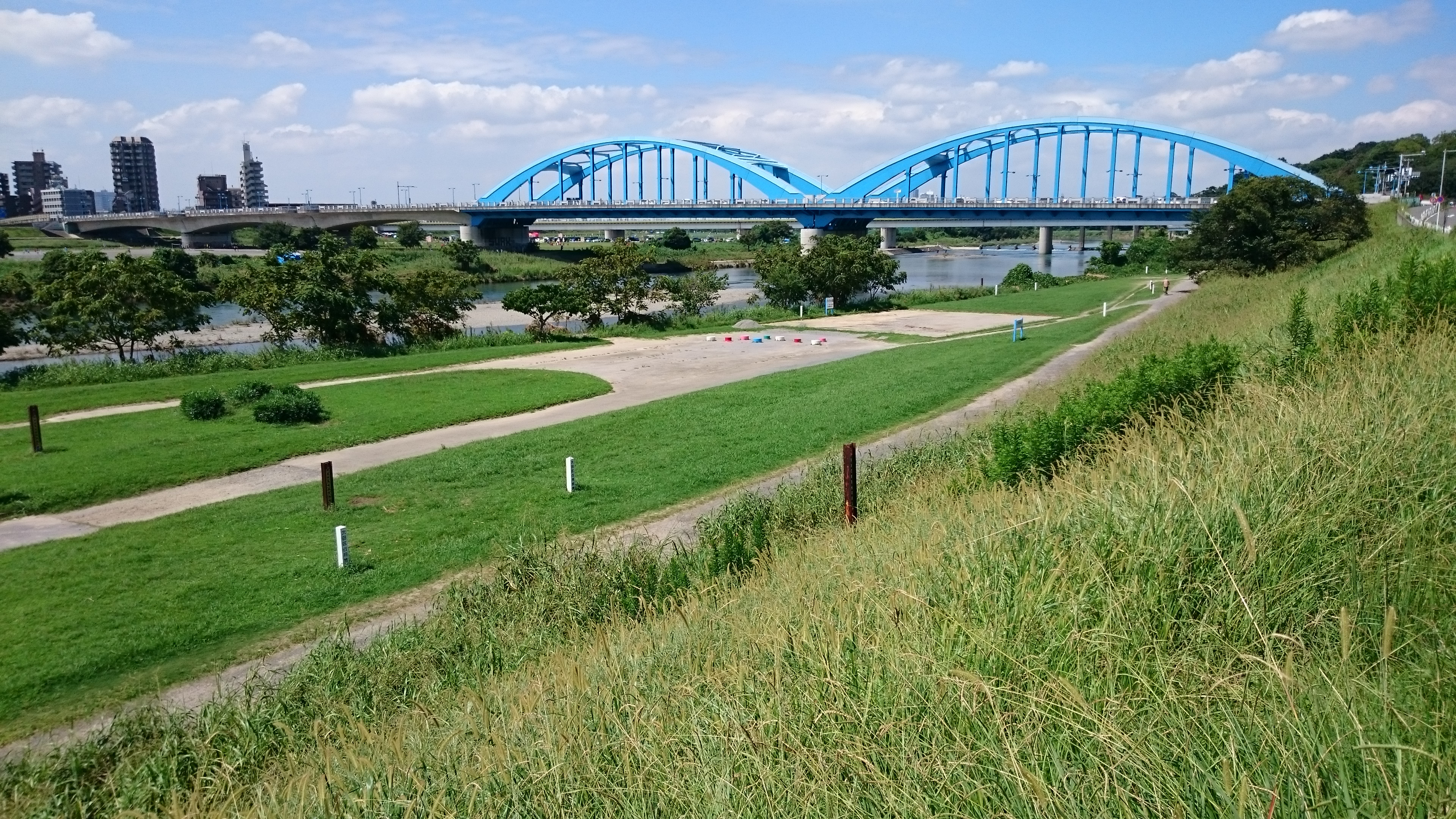
タバ作戦の戦車隊砲撃場面の地点（多摩川丸子橋緑地、北緯35度35分03.79秒 東経139度40分15.37秒 / 北緯35.5843861度 東経139.6709361度）
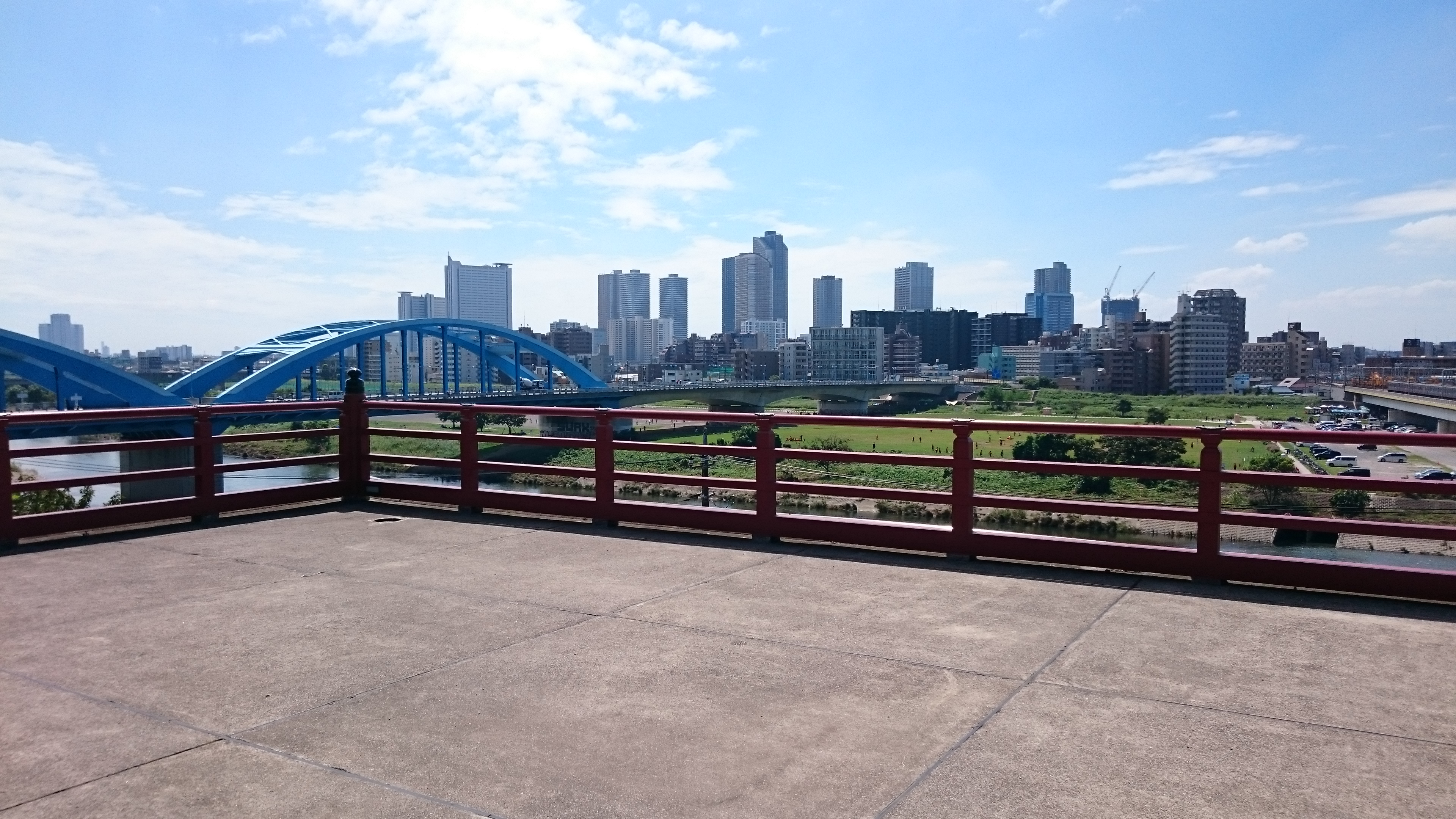
タバ作戦の指揮所が設置された多摩川浅間神社のテラス、北緯35度35分13.79秒 東経139度40分07.48秒 / 北緯35.5871639度 東経139.6687444度
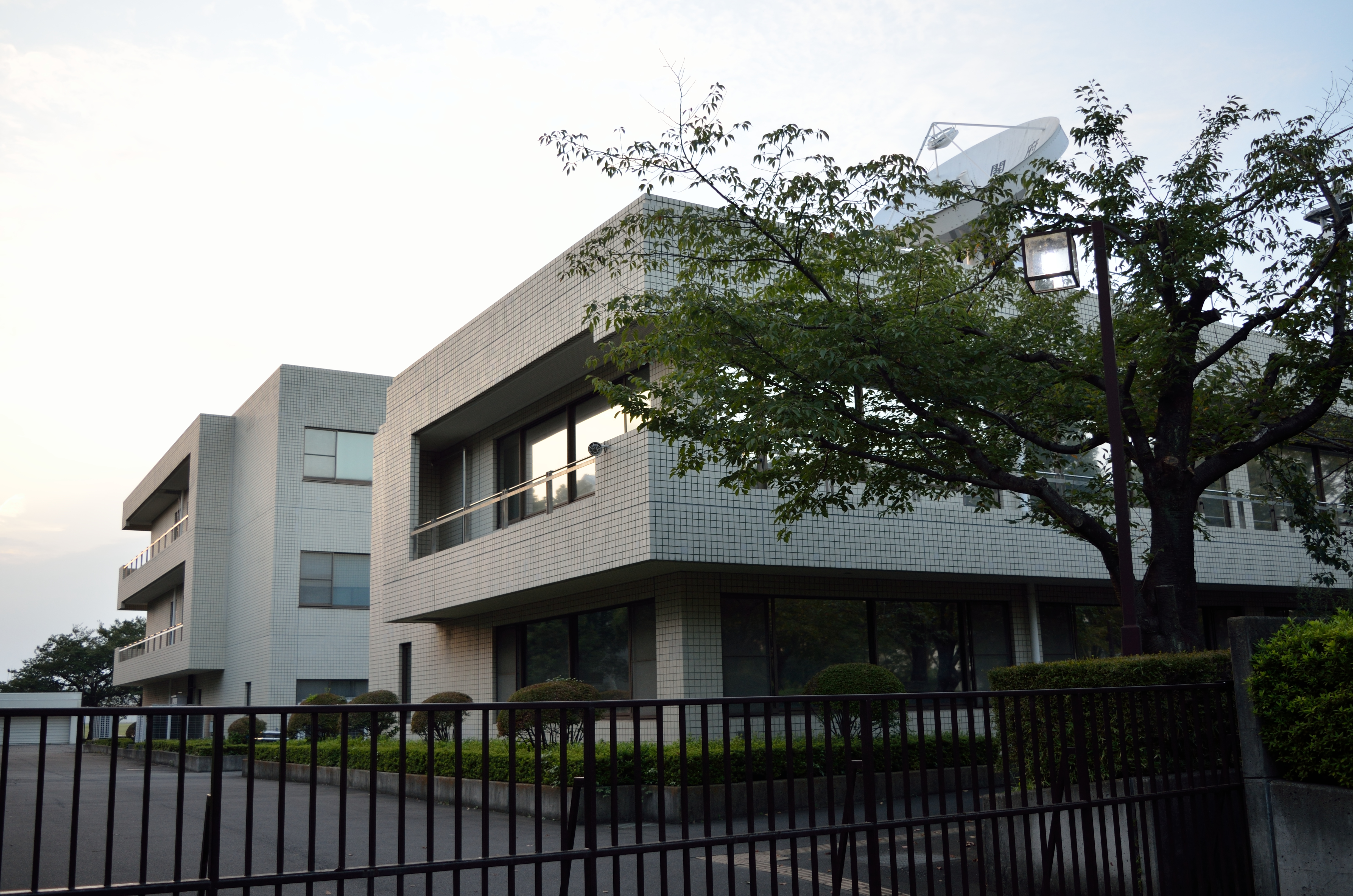
都心襲来後に巨災対が移転した立川災害対策本部予備施設[20]、北緯35度42分44.06秒 東経139度24分24.10秒 / 北緯35.7122389度 東経139.4066944度

## 登場怪獣
ゴジラ
モーションキャプチャ - 野村萬斎

日本列島に突如として出現した巨大生物。出現前に、牧悟郎教授が米国エネルギー省のコードネームとして“GODZILLA”と名付けていた。漢字で書くと『呉爾羅』で、牧教授の故郷の大戸島で神の化身を意味する。しかし矢口蘭堂はこれらの名称が言いにくいとして日本名は本来のゴジラとした。この名称は大河内清次総理大臣に承認され、政府首脳が非公式に巨大不明生物を「ゴジラ」と呼称するとの談話が発表されたことがニュースで流れた。
元々は遥か太古の昔より生き延びていた海棲生物だったが、自身の生息範囲の海域の海底に偶然大量投棄された放射性廃棄物を摂取したことで、放射性物質に対する耐性を獲得しただけでなく、それらの影響で急速な異常進化、成長を繰り返して誕生したとされている。本作品の序盤では、放射性廃棄物を食してエネルギー源とする生物だと考えられていたが、終盤で「熱核エネルギー変換生体器官を内蔵する混合栄養生物」、すなわち水や空気だけで生存・活動ができる生物だという推測および結論に至った。また、「細胞分裂による無性繁殖による群体化」「進化的見地から小型化、有翼化による大陸間の飛翔の実現」の可能性も示唆されている。
劇中では、5つの形態が確認されており、当初は水棲生物の姿をしていたが、短期間で急速に陸棲生物へ成長、進化を遂げていき、それに伴いより強大な存在となっていく。

## 登場人物

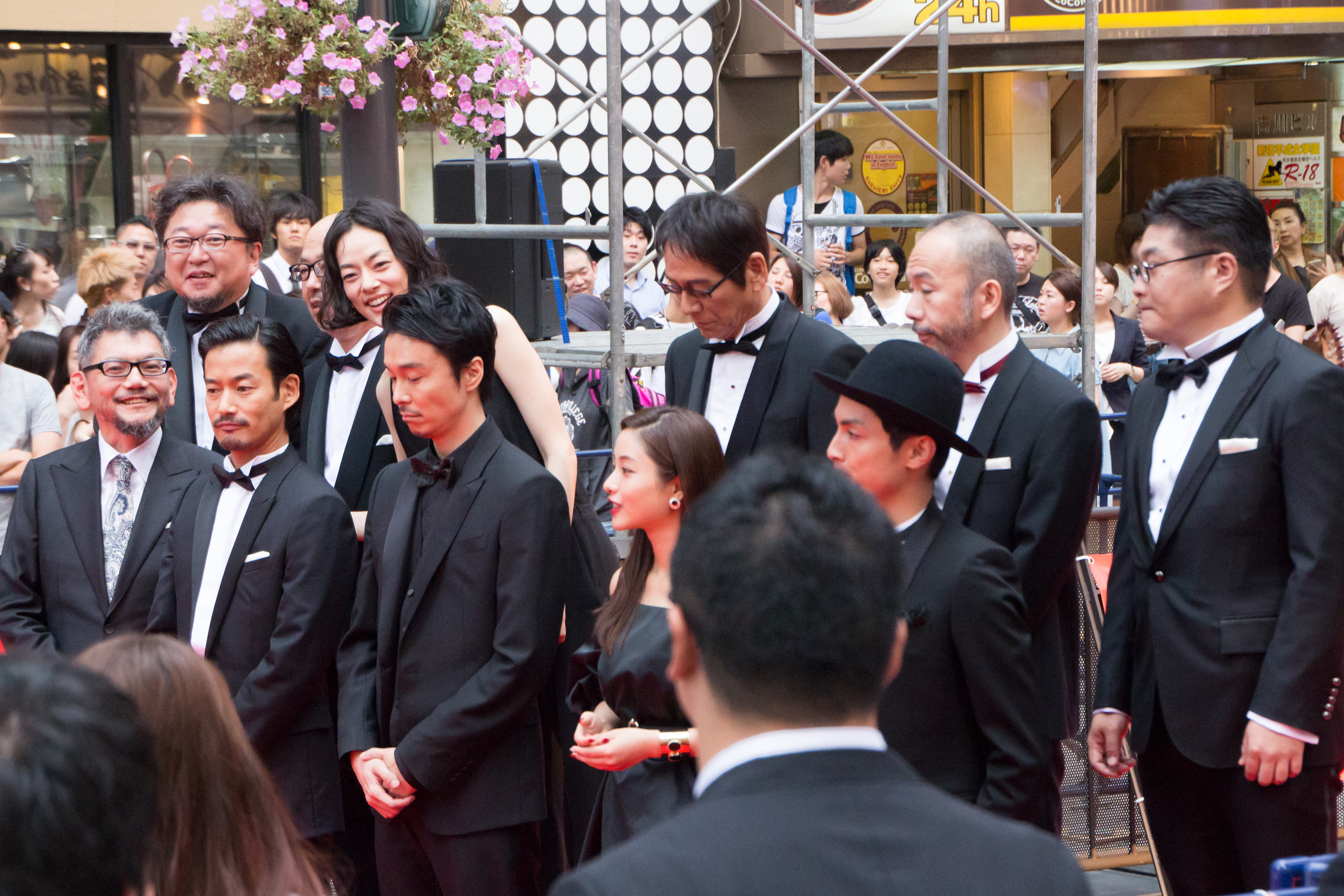
（前列左から）庵野秀明、竹野内豊、長谷川博己、石原さとみ、高良健吾（後列左から）樋口真嗣、尾上克郎、市川実日子、大杉漣、塚本晋也、松尾諭

記載順・区分は、完成台本の登場人物紹介に準じる。

### 主要人物
矢口 蘭堂（）
演 - 長谷川博己
本作品の主人公。保守第一党所属の衆議院議員。大河内内閣の内閣官房副長官（政務担当）。巨大不明生物特設災害対策本部の設置後は、同本部事務局長を兼任。首相官邸機能の立川への移管後は、里見臨時内閣の内閣府特命担当大臣（巨大不明生物防災担当）および巨大不明生物統合対策本部副本部長に就任。
他の政治家や官僚らとは異なり、既定路線や型にはまった考え方に捕らわれない人物。それゆえに、インターネット上に投稿された動画からゴジラの存在をいち早く認識し、ゴジラとの戦いに関わっていく。代々政治家の家系の3代目。39歳。選挙区は山口3区。
- 総監督の庵野秀明による東宝からの要望を受け人間ドラマを取り入れていたころのプロットでは、主人公の父親が事故で退場し、元交際相手である女性官僚がその意志を引き継ぐという展開も存在した。
- 演じる長谷川は、当時40歳前で矢口のような役職に就いた官僚が実際の日本にいなかったため、矢口が若くして役職を得た理由を理解しなければ演じられないと考え、政治について勉強し、リアリティのある役作りを心がけた。撮影の山田康介によれば、庵野は本作品で「OK」を言うことはあまりなかったが、矢口のヤシオリ作戦での訓示のシーンでは気持ちの良い「OK」が出たといい、庵野にとっても会心のシーンであったとされる。
- 選挙区の設定にあわせ、執務室にはそれに基づいた装飾がなされた。鉄道模型は、矢口の趣味を示唆するものである。執務室に飾られている額装された「不撓不屈」の色紙は、同郷の大先輩議員に寄贈されたものという想定で、文言は庵野の要望による。
- 大田区議会議員のおぎの稔は、矢口について物語の主人公としては好感が持てるが、非常時とはいえ官房副長官は服が臭うまで現場に張り付いて仕事をする立場ではないため、現実の政治家として捉えた場合、評価が分かれるだろうと述べている。

赤坂 秀樹（）
演 - 竹野内豊
内閣総理大臣補佐官（国家安全保障担当）。矢口とは旧知の仲であるが、徹底した沈着冷静な現実主義者であり、本心も彼には見せず、矢口の政府内の方針に背いた発言にはたびたび苦言を呈する。決して不仲ではないものの、政治に対する信念と価値観の相違から幾度か小さな対立をすることもあった。首相官邸機能の立川への移管後は、里見臨時内閣の内閣官房長官臨時代理に就任。42歳。選挙区は東京8区。元外務官僚。
- 演じる竹野内は、赤坂のような政治家をテレビなどで見ることがなく、調べても参考になるものがなかったため、わからない部分は庵野や樋口に相談して撮影に望んだといい、現実的にはリアリティのない役柄であると述べている。

カヨコ・アン・パタースン
演 - 石原さとみ
アメリカ合衆国大統領の特使。日系三世であり、日本語を話していても、時節英語交じりになる。日本語の敬語を使うことも使われることも苦手としており、矢口にタメ口で話すよう頼んでいる。
代々政治家の名門家の生まれで、父は有力な上院議員。自身も、40代で大統領に就任することを目標としており、そのためか「汚点が残る仕事」を極度に嫌っている。
日本に派遣された当初から、日本の現政権に関するレポートを通して矢口に興味を持ち、ゴジラに関する情報を巡って直接的に交渉して以降、ゴジラ対策を通して矢口と交流を深めていき、彼ら寄りの立場を強めていく。祖母は日本人被爆者であり、自身も被爆三世というルーツであるためか、米国がゴジラが存在する東京に対して核攻撃を行うという決定には当惑する。終盤では、日本への3度目の核兵器投下を阻止するためにゴジラを凍結しようと、矢口ら巨災対と共同戦線を張る。矢口からは政治家としての資質を高評価された。
- 当初のプロットでは女性は官僚1人だけで、閣僚も1人女性にする想定ではあったものの、東宝側からメインの女性が1人だけでは営業的に弱いため若い女性をもう1人登場させることを要望され、他と役回りが被らない人物として女性米国特使が設定された。庵野は、現代日本の描写としてアメリカとの関係は外せないと考えたものの、初期は背景描写として考えていたが具体性が欠けるためアメリカの印象が薄まってしまい、一方で外国人俳優をメインに起用するのも現実的ではないため、日系3世とした。
- 演じる石原は、カヨコが場の空気を変える存在であるため喜怒哀楽をはっきり表現することを意識したといい、メイクや衣装なども石原が提案した。

志村 祐介（）
演 - 高良健吾
内閣官房副長官秘書官（防衛省）。尾頭は大学時代の先輩に当たる。矢口を事務面で補佐する一方、牧に関する情報を収集するため、早船と情報交換を行う。
ゴジラ1回目の出現の際、想定外の事態と既存の法律に縛られてゴジラへの対策がもたついて遅延した際は「こんなことしてる場合かよ……」と閣僚たちの対応に不満を漏らしている。

郡山 肇（）
演 - 渡辺哲
内閣危機管理監。
1回目の上陸時より、事務方の枢要として内閣を補佐する。
ゴジラ2回目の出現時には、大河内に首相官邸からの撤退を進言し容れられたものの、各閣僚と共に搭乗したヘリが撃墜され死亡。

大河内 清次（）
演 - 大杉漣
内閣総理大臣。
選挙区は秋田1区。65歳。
ゴジラが初上陸した際は困惑した様子で周りの意見に流されがちであり、腰の据わらない態度を見せる。上陸すれば自重で潰れるとの識者見解から、ゴジラ出現に関する記者会見では国民を安心させようと、用意された原稿に沿わずに「上陸は有り得ませんのでご安心ください」と発言した矢先に蒲田にゴジラが上陸した報を受け、裏目に出てしまう。
災害緊急事態の布告と防衛出動の決断を迫られたときには逡巡したが、東・矢口・赤坂らに説得されようやく決断した。戦後初となる武力行使命令を下し、品川駅上空に展開したヘリ部隊に攻撃実施を下命するも、逃げ遅れた住民が射程圏内にいたことより射撃の可否を問われる。悩み抜いた末に国民に銃を向けることは出来ないとして攻撃中止を命じ、結果としてゴジラを取り逃がすことになってしまう。以降、自衛隊に火器の無制限使用許可を出す。
タバ作戦が失敗すると、都心に向けて侵攻を続けるゴジラの予想進路内にある首相官邸の放棄を郡山から進言され、米軍の攻撃を前に都民を残しての脱出に反対したものの、矢口・東の説得により了承する。立川広域防災基地に向かう途上、搭乗したヘリにゴジラの熱線が直撃し、搭乗していたほかの閣僚共々死亡する。
- 選挙区の設定にあわせ、総理執務室にはそれに基づいた装飾がなされた。
- 弁護士の田上嘉一は、大河内内閣の動向についてゴジラに対して後手に回っているものの現行法の中でやれることをすべてやっていると評している。

東 竜太（）
演 - 柄本明
内閣官房長官。65歳。
鹿児島県出身。選挙区は東京10区。
大河内を補佐する一方、閣内がまとまらない際には議論をリードするなど、内閣の屋台骨として活躍。矢口を内閣官房副長官に推薦し引き上げた人物でもある。また、ゴジラが出現したと分かると即座に災害対策会議を中止、ゴジラ対策の会議に切り替えさせるなど、臨機応変に柔軟に対応ができる。
ゴジラ1回目の出現時は、出現前までは、ほかの閣僚同様、矢口の巨大不明生物の可能性の示唆を「冗談はよせ」と諌めていたが、ゴジラの出現が現実のものとなったと分かると、即座に会議を中止し、ほかの閣僚を別室に誘導してゴジラ対策会議に切り替えさせる。
ゴジラ2回目の出現時においても、首相官邸で引き続き対応に当たる。首相官邸からの撤退時には、立川臨時施設での再会を矢口と誓うが叶うことなく、搭乗したヘリが撃墜され死亡。
- 鹿児島出身という設定にあわせ、執務室にはそれに基づいた装飾がなされた。

花森 麗子（）
演 - 余貴美子
防衛大臣。56歳。
大河内の指示の下、自衛隊を統率。ゴジラ駆除への日米安保条約適用を推す一部閣僚に対し、一義的には日本国政府（自衛隊）の手でゴジラを撃退すべきと主張する。
自衛隊が20mm・30mm機関砲、TOW、ヘルファイアをゴジラに対して使用しても効果が得られずほかの閣僚らが動揺するなか、淡々と報告を行っていた。
一方で、タバ作戦が失敗すると机を叩きながら声を上げて悔しがり、米軍のゴジラ爆撃が一定の効果を収めた際にも、ほかの閣僚が感服するなか複雑な表情を浮かべるなど、強く感情を露にする場面も見受けられる。
ゴジラ2回目の出現時に、搭乗したヘリが撃墜され死亡。
- モデルは2007年に防衛大臣を務めた小池百合子と言われており、小池自身も東京都知事を務めていた公開当時に定例会見で本作品について言及している。

尾頭 ヒロミ（）
演 - 市川実日子
環境省自然環境局野生生物課長補佐。巨災対設立時に挨拶する際には「一匹狼」というカットでクローズアップされる。首相官邸機能の立川への移管後は課長代理。志村は大学時代の後輩に当たる。
ゴジラ1回目の出現時には、野生生物の専門家として総理官邸に招集され、閣僚たちにゴジラの生態に関する私見を述べる。その際、ゴジラ上陸の可能性についても言及したが、上陸は万が一にもあり得ないとする有識者見解によって黙殺される。
後に設置された巨災対にも参加し、ゴジラの生態解析を担当する。立川が発したゴジラのエネルギー源に関する疑問を聞いて、核分裂反応によるエネルギー源供給の可能性について最初に言及しており、立川と共に「矢口プラン」後の「ヤシオリ作戦」立案の切っ掛けを作った人物である。
常に無表情かつクールだが、ゴジラから発生していた放射性原子が数年で無害化して無くなると分かった際には笑顔を浮かべ、安堵した表情を見せた。

財前 正夫（）
演 - 國村隼
統合幕僚長。制服組のトップとして政府首脳に随伴し、補佐する。
矢口からヤシオリ作戦立案の感謝をされた際には、「礼は要りません。仕事ですから」と返した。

里見 祐介（）
演 - 平泉成
農林水産大臣。73歳。
ゴジラ1回目の出現時はオーストラリア外遊中で不在。
ゴジラ2回目の出現時には難を逃れ、首相官邸機能の立川への移管後、内閣総理大臣臨時代理に就任する。しかし矢口たちは「大河内内閣発足の論功行賞と派閥順送りで農林水産大臣になり、生き残った閣僚や党幹事長に臨時総理を押し付けられた」と酷評しており、手腕を疑問視していた。また、泉からは「腹の内の読めないお方」と評されてもいる。
就任直後は、事象報告が長引いた余り昼食のラーメンが伸びたことを嘆いたり、総理の職責の重さを厭う発言をしたりと、昼行灯的な態度が目立つ。
一方で、里見自身で全責任を取るために、熱核攻撃案件に対する臨時総理への全権委任法案を成立させるよう下命したり、自身が直接コネをもっているフランスに熱核攻撃実施の寸前まで交渉するなど、上記の矢口たちの酷評に反して老練な政治手腕を見せる策士である。また、住人に避難命令を下さざるを得なくなった際には「"避難"というのは国民に今の生活や財産などを根こそぎ捨てさせることだ。簡単に言わないでほしい」と、国民を第一に考えていることをうかがわせる発言もしている。
また、ゴジラ対策が一段落した後の政局を睨んで矢口・赤坂・泉といった若手政治家を臨時内閣に登用し、自身たちは核使用決定の責任を取り内閣総辞職することを決めていた。
- 演じる平泉は、脚本の内容からも自身が起用されたことに意味があると考え、あえて役作りは行わなかった。セリフも他の官僚と異なり早口ではない。
- 物語後の里見の去就について平泉は、内閣解散後は若手に委ねて引退し、政治に関わるとしても別の形で携わるだろうと述べている。
- 大田区議のおぎのは、里見について一見凡庸だが、器の広さや政治家としての覚悟が感じられ、やるべきことのために頭を下げることをいとわず、何が何でも結果を残そうという姿勢に政治家としての有能さを感じたと評している。田上も鈴木貫太郎を彷彿とさせる東洋的なリーダー像であると述べている。

### 官邸内
金井 光二（）
演 - 中村育二
国家公安委員会委員長兼内閣府特命担当大臣（防災担当）。56歳。
ゴジラ襲来が自然災害と定義されたため、主任の大臣にあたる。ゴジラ駆除を強く推す。「想定外」というフレーズを頻繁に使用する。
ゴジラ2回目の出現時には、米軍の攻撃に「いけるぞ」と感服していたが、直後に搭乗したヘリが撃墜され死亡。

河野 純（）
演 - 浜田晃
総務大臣。71歳。
ゴジラに関するインターネット上の情報収集や、消防行政を担当する。ゴジラ駆除に賛同する。引き続き里見臨時内閣の総務大臣に就任する。

柳原 邦彦（）
演 - 矢島健一
国土交通大臣。58歳。
当初は東京湾アクアトンネル崩落の原因を海底火山か熱水の噴出としたが、後にゴジラが原因と知るや、当初は穏便に追い出すことを考えていたが、後にゴジラ駆除を推すようになる。
ゴジラ1回目の出現時には、自衛隊による駆除成功を見込み楽観的な意見を述べるものの、矢口に「先の大戦では、楽観論や希望的観測に基づく判断のために多数の犠牲を払った」と窘められる。
ゴジラ2回目の出現時に搭乗したヘリが撃墜され、死亡。

関口 悟郎（）
演 - 手塚とおる
文部科学大臣。50歳。
ゴジラの捕獲を推す。ゴジラの生態に対する文部科学省の見解を尾頭が一蹴した際には、露骨に不快な表情を浮かべた。
引き続き里見臨時内閣の文部科学大臣に就任する。

葉山 達也（）
演 - 信太昌之
経済産業大臣。52歳。
経済面への影響を考慮し、ゴジラ駆除に賛同する。引き続き里見臨時内閣の経済産業大臣に就任する。

菊川 俊介（）
演 - 横光克彦
環境大臣。72歳。
学会や環境保護団体などからの要請により、ゴジラ捕獲を推す。
引き続き里見臨時内閣の環境大臣に就任する。

佃 駒人（）
演 - 川井つと
法務大臣。
再び都内に侵攻するゴジラに、怒りを露にする。
なお、里見臨時内閣には死亡していないものの入閣せず、その後の消息は劇中では一切触れられていない。

国平 修一（）
演 - 大林丈史
副総理兼外務大臣。74歳。
諸外国から弱腰に見られることを懸念し、ゴジラ駆除を推す。また、ゴジラ駆除への日米安保条約適用を大河内に進言する。
ゴジラ2回目の出現時には米軍の攻撃に「さすが米軍だ」と感服していたが、直後に搭乗したヘリが撃墜され、死亡。

鵜飼 真一朗（）
演 - 松澤仁晶
財務大臣。49歳。
ゴジラ1回目の出現時に行動が鎮静化し「大したことなかったな」と安堵する。
引き続き里見臨時内閣の財務大臣に就任する。

岩田 剛（）
演 ‐ 児玉頼信
厚生労働大臣。67歳。
ゴジラ2回目の出現時、搭乗したヘリが撃墜され死亡。

森戸 柊志（）
演 - 土屋良太
内閣官房副長官（事務担当）。
ゴジラから出た放射能を公表することに「国民に不安を煽ることになる」と懸念する。
里見臨時内閣でも引き続き内閣官房副長官を務める。

会田 晴臣（）
演 - 水野智則
内閣官房副長官（政務担当）。参議院議員。

平岡 君男（）
演 - 佐藤貢三
内閣官房副長官補（事態対処・危機管理担当）。
ゴジラ1回目の出現時に矢口から各省庁でのゴジラ対策をケース別に練るよう指示され「それ、どこの役所に言ったんですか」と困惑する。
ゴジラ2回目の出現時に死亡した郡山の代わりに内閣危機管理監に就任する。

森田 健児
演 - 中田裕一
46歳。里見臨時内閣の農林水産大臣兼海洋政策担当大臣に就任する。

森 文哉（）
演 - 津田寛治
厚生労働省医政局研究開発振興課長（医系技官）。巨災対においては、年長者として便宜上の仕切り役を務める。巨災対設立時に挨拶する際には「はぐれ者」というカットでクローズアップされる。
ゴジラの生態の解析や、血液凝固剤の試験・生産を担当する。
妻子持ちであり、登場人物の家族関係の描写の希薄な本作品の中で僅か一瞬ではあるが、その存在が語られている数少ない人物である。
- 当初は安田がリーダーという想定であったが、津田がキャスティングされたことにより森がリーダーに改められた。

間 邦夫（）
演 - 塚本晋也
国立城北大学大学院生物圏科学研究科准教授。同「学界の異端児」。
生物科学の専門家として、ゴジラの生態解析を担当する。立川のゴジラに対する数々の疑問を足掛かりに次々とゴジラの生態や性質を解明、「ヤシオリ作戦」の目処を立てるのに立川と共に大きく貢献した。パソコンなどの電子情報機器を使わず常に一人中央の卓で作業していた。
- 間のパソコン嫌いという設定は、撮影段取り時に庵野が発想した。間のメモ書きのうち「わかりそう」という文字は演じる塚本が書いたものである。

安田 龍彥（）
演 - 高橋一生
文部科学省研究振興局基礎研究振興課長。同「オタク」。
ゴジラの生態解析や、関係研究機関との折衝・調整などを担当する。当初、ゴジラの動力源となるエネルギーが核分裂による反応で得られるエネルギーであるという尾頭の予測を嘲笑しながら有り得ないと否定していたが、後にゴジラの進行方向に沿って放射能の反応があったことから事実であると判明した際は尾頭に謝罪している。
ヤシオリ作戦決行時は矢口と共に前線に参加し、ゴジラに投入する血液凝固剤投与量をモニタリングしている。
- 演じる高橋は、登場人物の背景などをあえて描かない作風を尊重し、安田の人物像を特定するような発言は避け、観客の受け取り方に委ねている。
- ゴジラと放射線の関係に気づいて騒ぎ、尾頭へ謝罪する一連のシーンは、庵野の要望を受けて高橋がアドリブで演じたもので、庵野はこのシーンで安田のキャラが決まったと述べている。

袖原 泰司（）
演 - 谷口翔太
防衛省統合幕僚監部防衛計画部防衛課長（統幕運用第1課長）。同「厄介者」。
ゴジラ撃退のための作戦立案・部隊運用計画を担当する。
ヤシオリ作戦決行時は矢口と共に前線に参加している。

小松原 潤（）
演 - 三輪江一
外務省総合外交政策局長。同「問題児」。
ゴジラ1回目の上陸後、採集した検体がほとんど処分され残りも米国に持ち去られた事情について「米国の圧力があったらしい」と暴露する。

立川 始（）
演 - 野間口徹
資源エネルギー庁電力・ガス事業部原子力政策課長。同「変わり者」。
巨災対の最初の会合でゴジラのエネルギー源に着目する。尾頭と共に「矢口プラン」後の「ヤシオリ作戦」の立案へと繋がる切っ掛けを作った人物であり、彼が最初に述べたゴジラのエネルギー源や行動に対する疑問が、その後の生態解明に重要な役割を果たしていき、やがて「ヤシオリ作戦」へと繋がっていく。

根岸 達也（）
演 - 黒田大輔
原子力規制庁監視情報課長。中盤より巨災対に合流する。
ヤシオリ作戦決行時は矢口と共に前線に参加し、ゴジラの放出する放射線量をモニタリングしている。

町田 一晃（）
演 - 吉田ウーロン太
経済産業省製造産業局長。中盤より巨災対に合流する。
血液凝固剤を大量生産するために、化学・医薬品業界との調整や省内への根回しに奔走する。また、熱核攻撃を順延させるための外交工作を実施する際、国際連合安全保障理事会常任理事国であり原子力先進国でもあるフランスを相手にすることを提案する。

竹尾 保（）
演 - 小松利昌
国土交通省大臣官房危機管理・運輸安全政策審議官。同「鼻つまみ者」。
ホイールローダー・コンクリートポンプなど、ヤシオリ作戦実施に必要な車両・重機の調達に奔走する。

安西 光
演 - 中脇樹人
総理政務秘書官。

大門 裕也
演 - 佐藤一平
総理事務秘書官（警察庁）。

澁沢 真
演 - 島津健太郎
総理事務秘書官（外務省）。

尾高 泰之
演 - 隅部洋平
総理事務秘書官（財務省）。

原 貴史
演 - 伊藤明賢
総理事務秘書官（経産省）。

壱岐 治（）
演 - 日中泰景
大河内内閣の内閣総理大臣秘書官（防衛省）。

大井 理恵
演 - 山本カナコ
内閣官房長官秘書官。

津秋 健吾（）
演 - 村上航
内閣官房副長官秘書官（総務省）。

庭野 啓介（）
演 - 市オオミヤ
内閣官房副長官秘書官（外務省）。パタースンと矢口の初会合時に同席し、矢口プラン準備佳境に上海の業者からのタンク車提供を取り付け、核攻撃カウントダウン引き延ばしのためのフランスとの裏交渉を泉が買って出た際は外務省欧州局長への根回しを行うなど、外国の政府や企業に関連する事案で、矢口および巨災対の活動を補佐する。

檜山 勝秀
演 - 野仲イサオ
内閣官房副長官秘書官（財務省）。

沖 良郎（）
演 - 野口雅弘
気象庁次長。

笹上 高尋
演 - 北山雅康
海上保安庁海上保安監。

松本 誠一（）
演 - 蒲生純一
防衛省運用政策統括官。

志賀（仮名）
演 - 犬童一心
古代生物学者。
ゴジラ初回上陸時、緊急設置された有識者懇談会の一員として総理官邸に招集されるが、「映像だけでは判断できない」と述べた。
シナリオでの名称は志賀勝秀。

柳（仮名）
演 - 緒方明
海洋生物学者。
ゴジラ初回上陸時、緊急設置された有識者懇談会の一員として、総理官邸に招集されるが、「実物を見ないことには何も言えない」と述べた。
シナリオでの名称は丹波満男。

塙（仮名）
演 - 原一男
生物学教授。
ゴジラ初回上陸時、緊急設置された有識者懇談会の一員として、総理官邸に招集されるが、ゴジラに対する意見を述べないばかりか、「そもそも（ゴジラが）生物かどうかの定義も決まっていないのに論評しては、最早生物学とは言えない」とし、政府の姿勢を批判した。
有識者懇談会を終えた後、大河内は「時間を無駄にした。御用学者じゃ何も分からん」と学者たちを酷評した。
シナリオでの名称は池田謙三。
- 撮影の山田は、学者役の他の2人は演技をそつなくこなしていたが、原はNGを30回ほど繰り返したと証言している。

弓成 順
演 - 大迫一平
内閣広報官。

柳 明久
演 - 小山田将
内閣府大臣官房審議官（防災）。

泉 修一（）
演 - 松尾諭
保守第一党政調副会長。首相官邸機能の立川への移管後は、内閣総理大臣臨時代理補佐官。選挙区は兵庫11区。矢口とは当選同期で、商家の息子。
「出世は男の本懐」と言い切るほど出世に対して貪欲であり、矢口に仕事の見返りに次期幹事長の座を要求したり、出世に比較的興味のない矢口に対して「なぜ政治家になった?」と聞き返すほどの野心家である。
しかし、各界へのコネクションやどのような状況下であっても動じない冷静さなど、その野心に見合うだけの実力も併せ持つ。
矢口からの依頼で、巨災対発足時のメンバー集めに協力する。ゴジラ2回目の上陸時には地元選挙区への「金帰火来」で難を逃れ、里見臨時総理の補佐官に就任。また、矢口に対してはゴジラ対策の協力だけに留まらず、ゴジラにより、大河内をはじめとする多くの閣僚を失い、焦燥と苛立ちに駆られて志村に声を荒らげる矢口に対し「まずは君が落ち着け」と促して落ち着かせるなど、メンタル面においてのバックアップも行うなど矢口の大きな支えとして活躍。
その後も里見へのヤシオリ作戦実施提案や、熱核攻撃順延のためのフランスへの外交工作実施など、矢口たち巨災対の支援に活躍する。終盤にてヤシオリ作戦の実施の際は、テレビを通して、巨災対のメンバーと共に作戦の行く末を見守る。
- 当初は立川から登場する予定であったが、唐突であるとの指摘を受け、その前に巨災対の人員を集めるシーンが設けられた。里見を説得するシーンも赤坂の予定から泉へ変更されており、庵野は泉についてお得でどんどんいい役になっていったと述べている。泉のセリフについて、松尾は樋口から他の官僚と異なり普通の速さで良いと伝えられていたが、本番直前に長谷川から早口で喋らないと出番を削られると聞かされ、泉も早口で喋ることとなった。
- 立川で泉が矢口に水を渡して落ち着きを促すシーンは差し込みで追加されたもので、テストで松尾はペットボトルを投げて渡したところ長谷川に当たってしまい、本番では強めに手渡す描写に改めた。このシーンは「発声可能上映」での松尾の発言から「水ドン」と通称されている。
- 矢口と泉のやり取りについて、庵野は長谷川と松尾が共演したテレビドラマ『デート〜恋とはどんなものかしら〜』（2015年）を観て信頼していたという。
- 赤坂が里見を説得するシーンでは、画面には映っていないが泉が赤坂を妬んで睨みつけるという演技を行っていた。

総理補佐官（赤坂）秘書官
演 - 伊藤竜也

危機管理担当要員（防衛省）
演 - 小久保寿人

危機管理担当要員（消防庁）
演 - 阿部翔平

危機管理担当要員（警察庁）
演 - 加藤厚成

危機管理担当要員（国交省）
演 - 大塚ヒロタ

危機管理担当要員（経産省）
演 - 倉田大輔

危機管理担当要員（総務省）
演 - 竹森千人

危機管理担当要員（内閣官房）
演 - 植木祥平

危機管理担当要員（内閣府）
演 - 大根田良樹

防衛省リエゾン
演 - イワゴウサトシ

ベテラン職員の小母さん
演 - 片桐はいり
執務中の矢口に絶妙なタイミングでお茶を出してくれる官邸職員。
- 企画協力の川上量生は、スタッフがおにぎりを配る描写は、政治家や官僚への取材で聞いたエピソードを元にしていることを証言している。

### 立川広域防災基地内
久松 明（）
演 - 加藤貴宏
保守第一党政調副会長公設第二秘書。

危機管理予備要員（内閣府）①
演 - 斎藤嘉樹

危機管理予備要員（内閣府）②
演 - 栃原智

危機管理予備要員（内閣府）③
演 - 紺野ふくた

風越 達雄（）
演 - 神尾佑
里見臨時内閣の新政務担当総理秘書官（外務省）。
対馬沖に不穏な動きがあることを報告する。

片山 修一（）
演 - 嶋田久作
里見臨時内閣の副総理兼外務大臣。58歳。
死亡した国平の後任として入閣。国連によるゴジラへの熱核攻撃実施に怒りを露にする。

外務審議官
演 - 安住啓太郎

同時通訳の女性職員
演 - 屋敷紘子

モレリ（フランス大使）
演 - ダニエル・アギラル
フランス駐日大使。

陸自隊員（1尉）
演 - 豊田茂

### 自衛隊関係
矢島
演 - 鶴見辰吾
統合幕僚副長。市ヶ谷の中央指揮所においてゴジラ対策の立案・現場指揮に携わる。

浜田
演 - 山中敦史
統合幕僚監部運用部長。

大庭
演 - 内藤大輔
陸幕運用支援・情報部長。

石倉
演 - 國本鐘建
陸上幕僚長。市ヶ谷の中央指揮所においてゴジラ対策の現場指揮・検討に携わる。

小沢
演 - 中田春介
航空幕僚長。

北野
演 - 近童弐吉
海上幕僚長。

山本
演 - 岸端正浩
統合幕僚監部運用部第1運用課長。タバ作戦を打ち破って都内に侵入したゴジラに対し、未だ健在である特科部隊による攻撃続行を具申するが、民間人への被害を懸念した矢島に却下される。

津川
演 - 岩田明
統幕運用副部長。

山岡
演 - 小林隆
東部方面総監。朝霞駐屯地の戦闘指揮所においてゴジラ対策の現場指揮・検討に携わる。

三木
演 - 橋本じゅん
東部方面総監部幕僚長。朝霞駐屯地の戦闘指揮所においてゴジラ対策の現場指揮・検討に携わり、タバ作戦を発令する。

高須
演 - 橋本拓也
情報部長。

鮫島
演 - 吉家章人
東部方面総監部防衛部長。

芦田
演 - 石垣佑磨
第2飛行隊第1小隊長。

貝塚
演 - 竹下宏太郎
ヘリ機長。

防衛部員①
演 - 逢笠恵祐

1等陸士
演 - 森優作

陸士長
演 - 小林健一

池田
演 - 斎藤工
第1戦車中隊長。タバ作戦では、多摩川河川敷に布陣した部隊の指揮を執る。
ゴジラが丸子橋を破壊して橋桁を跳ね上げた際、搭乗していた10式戦車がその下敷きとなる。その後の生死は不明。

村崎（第2中隊長）
演 - KREVA
第2戦車中隊長。タバ作戦では、多摩川河川敷に布陣した部隊の指揮を執る。

西郷
演 - ピエール瀧
タバ作戦戦闘団団長兼第1普通科連隊長。多摩川浅間神社の前線指揮所において、タバ作戦の陣頭指揮を執る。
作戦失敗後は落胆する部下を「攻撃だけが華じゃない」と叱咤激励し、民間人の避難支援を指示する。

観測班長
演 - 中村譲

観測員
演 - 小川紘司

AH-1S射撃手
演 - 末吉司弥

OH-1観測手
演 - 西泰平

戸川
演 - 川崎誠一郎
第4対戦車ヘリコプター隊長。

第1普通科連隊副官
演 - 中村尚輝

自衛隊リエゾン
演 - 柴崎佳佑
第1師団第3部員。

若い士長
演 - 来栖聖樹

やや年上の2曹
演 - 水野直

小隊長
演 - 志野リュウ

丹波
演 - 鳥山昌克
第32普通科連隊長。九段の科学技術館屋上において、ヤシオリ作戦の陣頭指揮を執る。

本部管理中隊第2科長
演 - 土方鉄

松井
演 - 松井晶熙
通信小隊長。

野城
演 - 大内厚雄
第32普通科連隊副連隊長。

甲斐
演 - 堀岡真
第32普通科連隊第3科長。

施設作業小隊長
演 - 助友智哉

陸自隊員
演 - 檜尾健太

村山
演 - ムラヤマ・J・サーシ
特殊建機第1小隊長。ヤシオリ作戦においては、八重洲側よりゴジラに接近し、血液凝固剤の経口投与を実施する。
特殊建機第1小隊はゴジラの放射線流の直撃を受けて壊滅するが、その後の生死は不明。

特殊建機隊員
演 - 野田博史、ラブ守永、若本勇人、本条雄太、島崎友之

菊池
演 - 菊池康弘
特殊建機第2小隊長。ヤシオリ作戦においては、丸の内側よりゴジラに接近し、血液凝固剤の経口投与を実施する。

由岐
演 - 久ヶ沢徹
統幕防衛計画副部長。

### 米国・独国および米軍関係者
ケネス・ランシング
演 - チャールズ・グラバー
駐日アメリカ合衆国大使。

大使館職員
演 - ボブ・ワーリー

リヒター（米国側研究者A）
演 - ドン・ジョンソン
統合調査団団長。休眠中にもかかわらず調査用ドローンを撃墜したゴジラに対し、「フェーズドアレイレーダーのような器官が備わっているとみられる」と分析する。

米国側研究者B
演 - クリスティアン・ブリュー

米国側研究者C
演 - デニス・ガン

リーマン・ペイン
演 - Gil
在日米軍司令官。

カートランド（米軍幹部）
演 - スミス・スティーブン
米軍大佐。

事務職
演 - ロバートZ

研究者
演 - マルクスM

女性研究所長
演 - インゲM
ドイツの研究機関所長。ヤシオリ作戦関連で日本への協力を決める。

グレアム・カスリー
演 - トム・ドラン
アメリカ合衆国連邦政府高官。

ロス
名前のみ登場。アメリカ合衆国大統領。日本国政府に対して強い態度で臨み、大河内や里見を辟易させている。

### その他
若い女性
演 - 前田敦子
東京湾アクアラインのトンネル崩落事故に巻き込まれ、避難する被災者のひとり。
被災シーンは、スタッフがカメラで撮影した映像よりも劇中の前田敦子がスマートフォンで撮影した映像の方がリアリティがあると判断され、用いられている。

運転手の男
演 - 森廉

小塚
演 - 光石研
東京都知事。東京都議会の責任者。
ゴジラ1回目の出現時には、後手後手に回る政府の対応に不満を持ち、有害鳥獣駆除としての自衛隊治安出動を公安委員会に要請する。
ゴジラ2回目の出現時には、ゴジラに対する米軍の総攻撃に際して地下に避難させるよう、指示を下す。以降は劇中に直接登場しないものの、新宿の都庁舎にて指揮を執っていることが台詞の中で説明される。

川又
演 - 藤木孝
東京都副知事。小塚と共にゴジラ対策に当たっており、小塚にたびたび助言している。

田原
演 - 諏訪太朗
東京都副知事。

恩地
演 - 河野洋一郎
警視総監。

官邸前の男性記者
演 - 梅中悠介

中年記者
演 - 川瀬陽太
首都圏偏重の防衛戦略についてシニカルな分析を新人記者に語る。

新人新聞記者
演 - 三浦貴大
首都防衛が最優先で地方が後回しだと、政府の対応を批判する。

カヨコの私設ボディーガード
演 - マフィア梶田
カヨコが初めて矢口らと接見した際など数シーンに登場。カヨコの傍らに立ち書類を手渡すなどしたが、セリフは一切無かった。

沢口 龍彦
演 - 古田新太
警察庁長官官房長。矢口からの依頼により、本部に牧元教授の身辺調査を指示する。矢口の父には過去に恩義があるらしく、彼の依頼を引き受けたのも、それが元である。

本部（）
演 - モロ師岡
警察庁刑事局長。牧元教授を"Red Notice"（国際手配）ではないかと疑う。

早船 達也
演 - 松尾スズキ
フリーの雑誌記者（フリージャーナリスト）。志村の依頼で牧元教授に関する情報収集にあたる一方、報酬としてゴジラ関係の情報を入手している。

速報を伝える女性アナウンサー
演 - 岩橋道子

アナウンサーの声、ラジオの声
演 - 住田洋

消防隊隊長（消防隊員）
演 - 小出恵介

担当者
演 - 赤山健太

母親
演 - 柳英里紗

母親にしがみついたままの子供
演 - 米村莉子

牧 悟郎（）
演 - 岡本喜八（写真のみの出演）
大戸島出身、帝都大学卒、元城南大学統合生物学部分子細胞生物学教授。本作品におけるキーパーソンである。
日本の学会から追放されるようにして渡米し、前後に妻と死別する。米国エネルギー省（DOE）の嘱託機関に勤務し、同省から海洋投棄された放射性廃棄物を捕食する不明海底生物の調査依頼を受け、中心的な地位に就任する。出身地の伝説にちなみ、近い将来に”呉爾羅”が出現することを予測するも突如として帰国し、行方不明となる。コードネーム「Godzilla」として同機関に残っていた調査データの一部は意図的に消去された痕跡が見つかり、通常では解析できないようになっていたが、紙に印刷してあったそれを折り紙の要領で線に沿って折り畳むと解析でき、完全な調査データとなる。
米国政府が消息を追っていたが、牧が使用していたプレジャーボートのGLORY丸は数点の遺留物を残して無人の状態で東京湾にて漂流しているところを、海上保安庁に発見される。それ以降は足取りが完全に途絶えており、生死すらも定かではない。
調査データを解読していた際の間曰く、「かなりの偏屈者」。住所は神奈川県川崎市多摩区5丁目11番地1号、電話番号は+81-03-322-857、EメールアドレスはGmaki@scl.johoku.ac.jpである。
- 岡本の写真は、物語のキーパーソンであり写真だけの登場で庵野や樋口が納得できる人物として選ばれた。
- 庵野は、ゴジラに人の業や科学の業を背負わせるためその誕生に科学者が関わっていることを示唆しつつ、科学者自身を直接描写すると想像の余地がなくなるためすでに死んでいる設定とした。庵野による初期プロットでは、科学者の娘が物語に関わり親子ドラマとすることも提案されていた。

新組閣を知らせる女性アナウンサー
演 - 関谷亜矢子
研究員
演 - 粟根まこと
老婆
演 - 原知佐子
警察に保護される兄妹（兄）
演 - 平林智志
警察に保護される兄妹（妹）
演 - 川島夕空
自宅に籠っている老人
演 - 五頭岳夫
自衛隊幹部
演 - 藤澤信泰
内閣審議官
演 - 白畑真逸
金融担当大臣秘書官
演 - 渡部遼介

## 登場兵器・メカニック
防衛省・自衛隊の協力を受け、実物も多く登場するが、一部のシーンを除き多くがCGまたは合成による映像。また、16式機動戦闘車など公開時点では未配備の装備もある。米軍の兵器は、米軍の協力を受けていないため米軍施設外から撮影したもの、CG、政府広報の転載である。

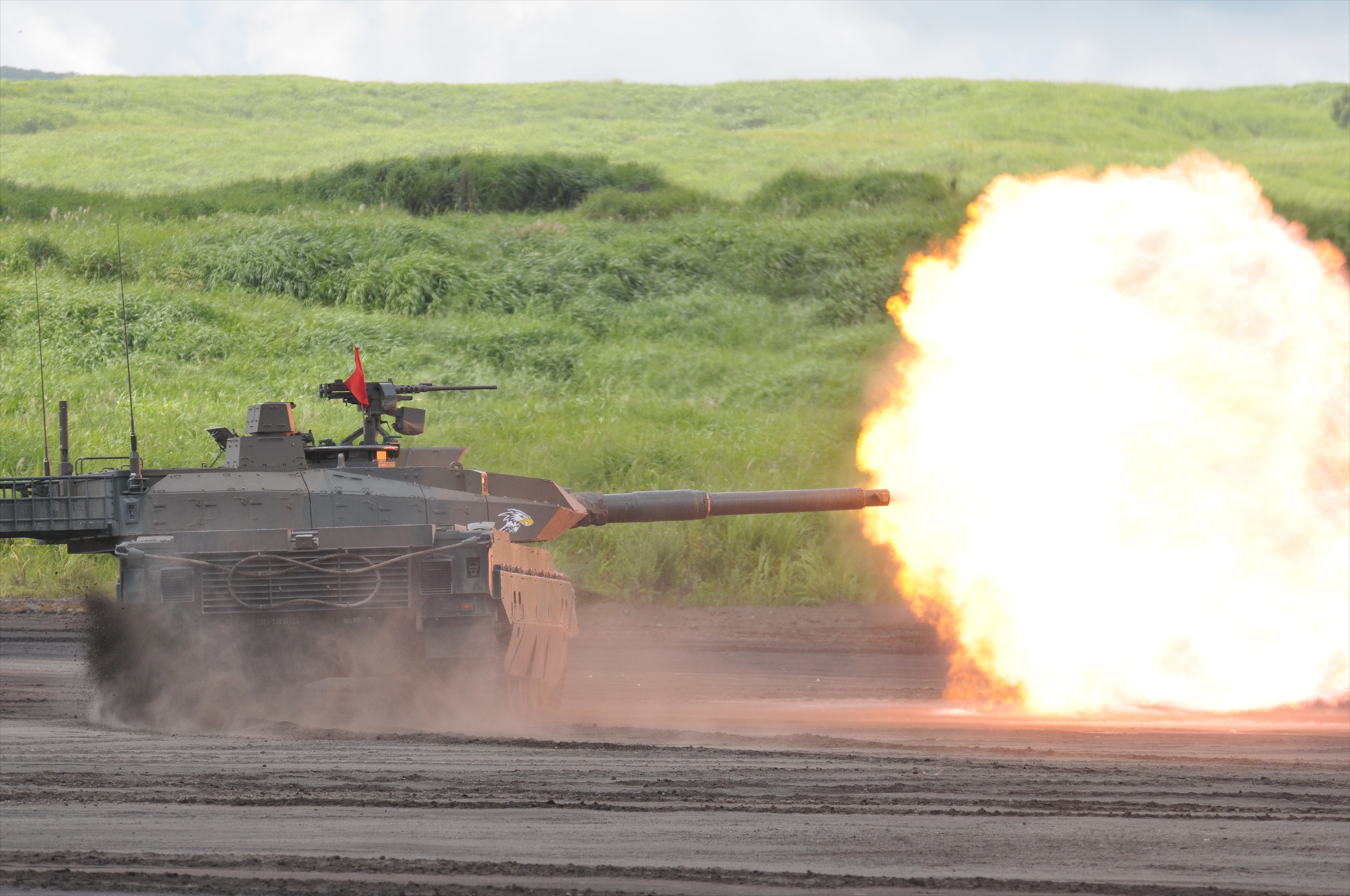
10式戦車
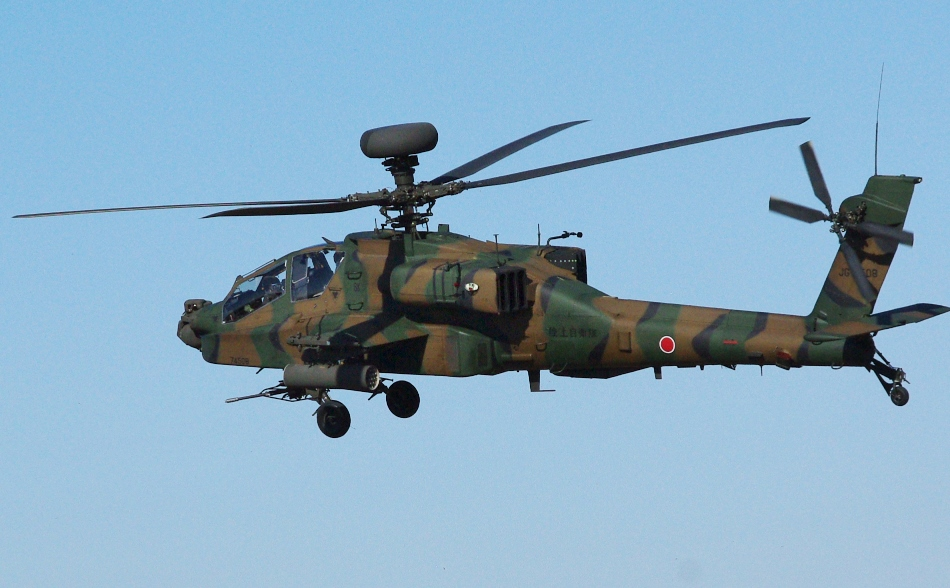
AH-64D
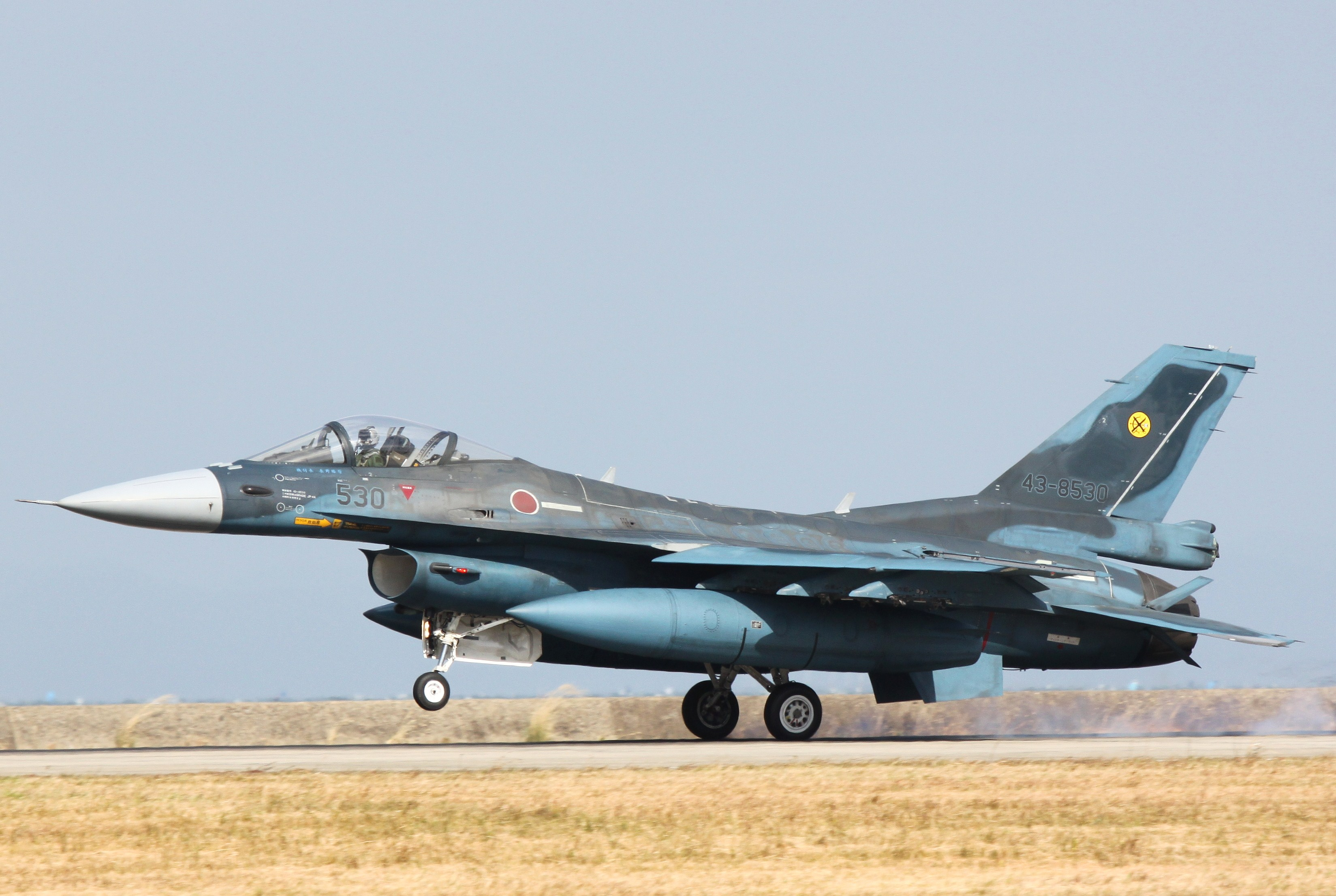
F-2A
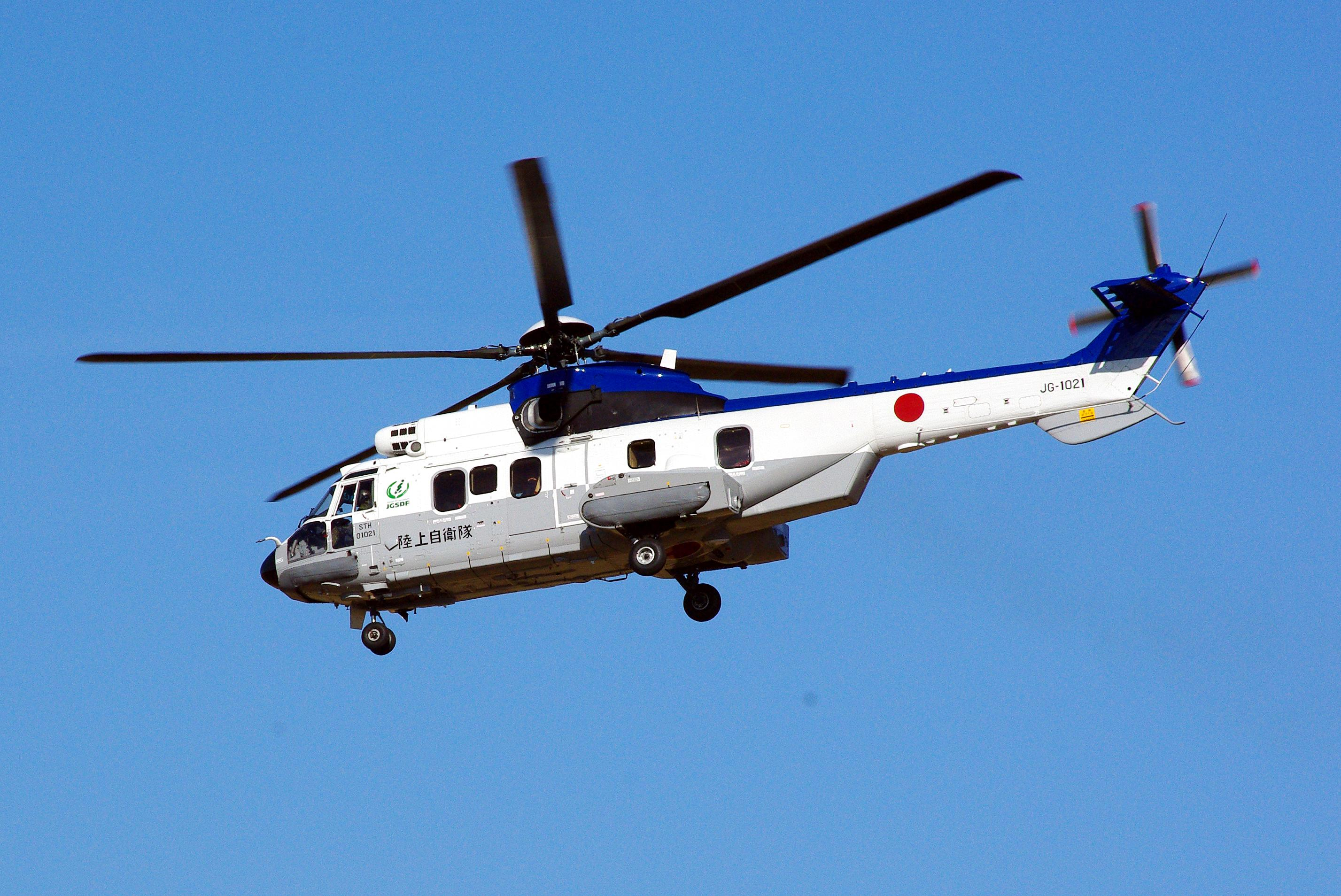
EC-225LP
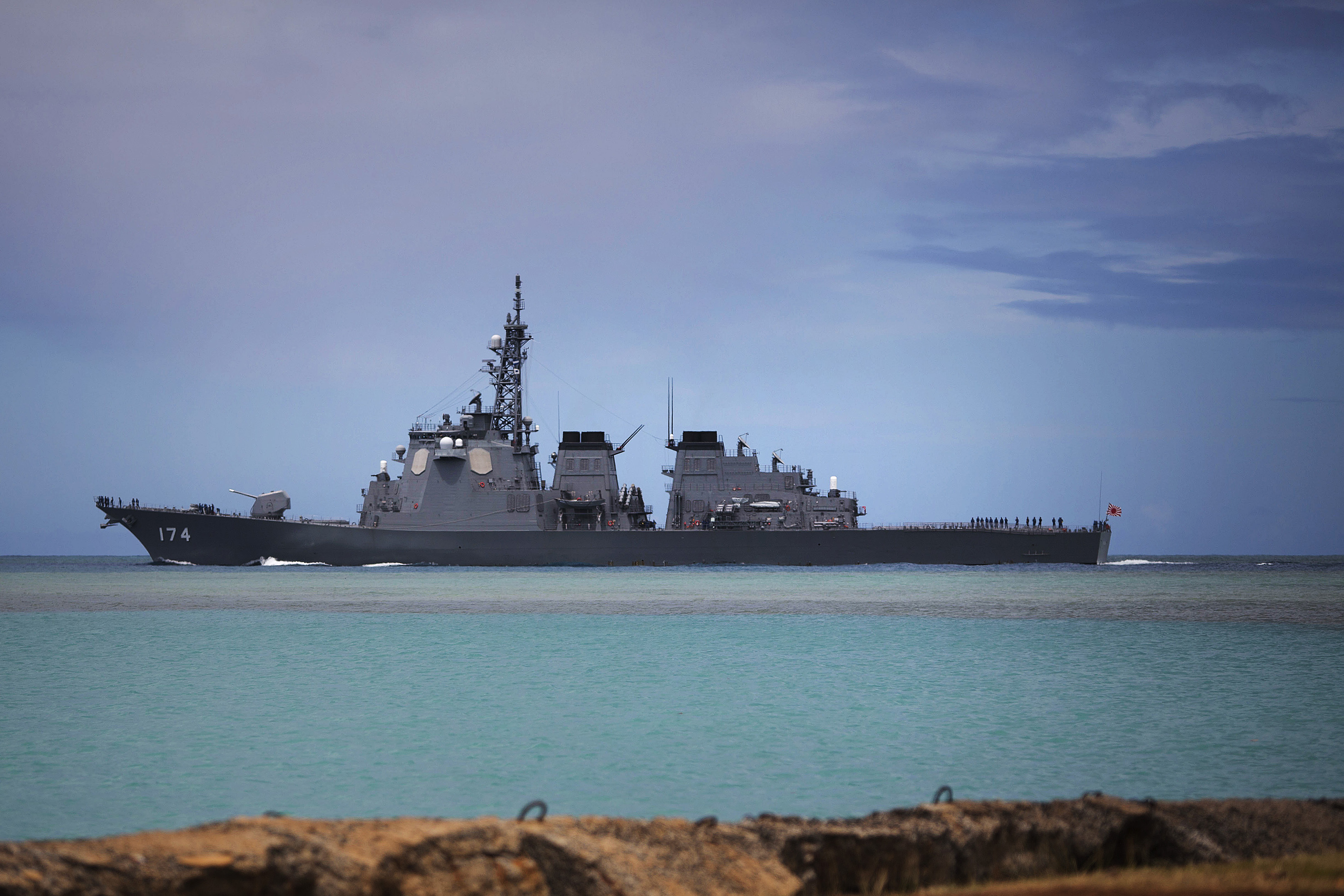
DDG-174 きりしま
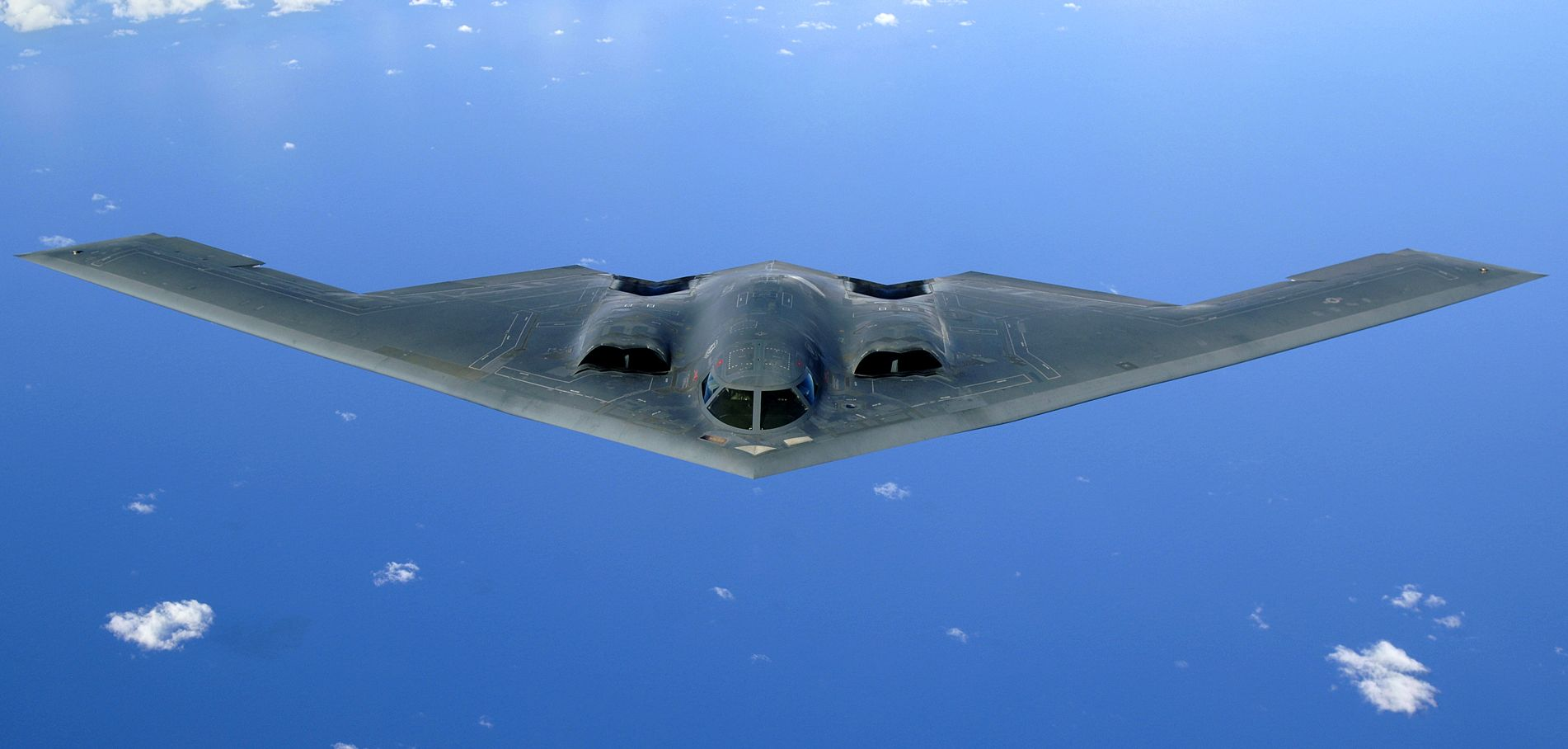
B-2
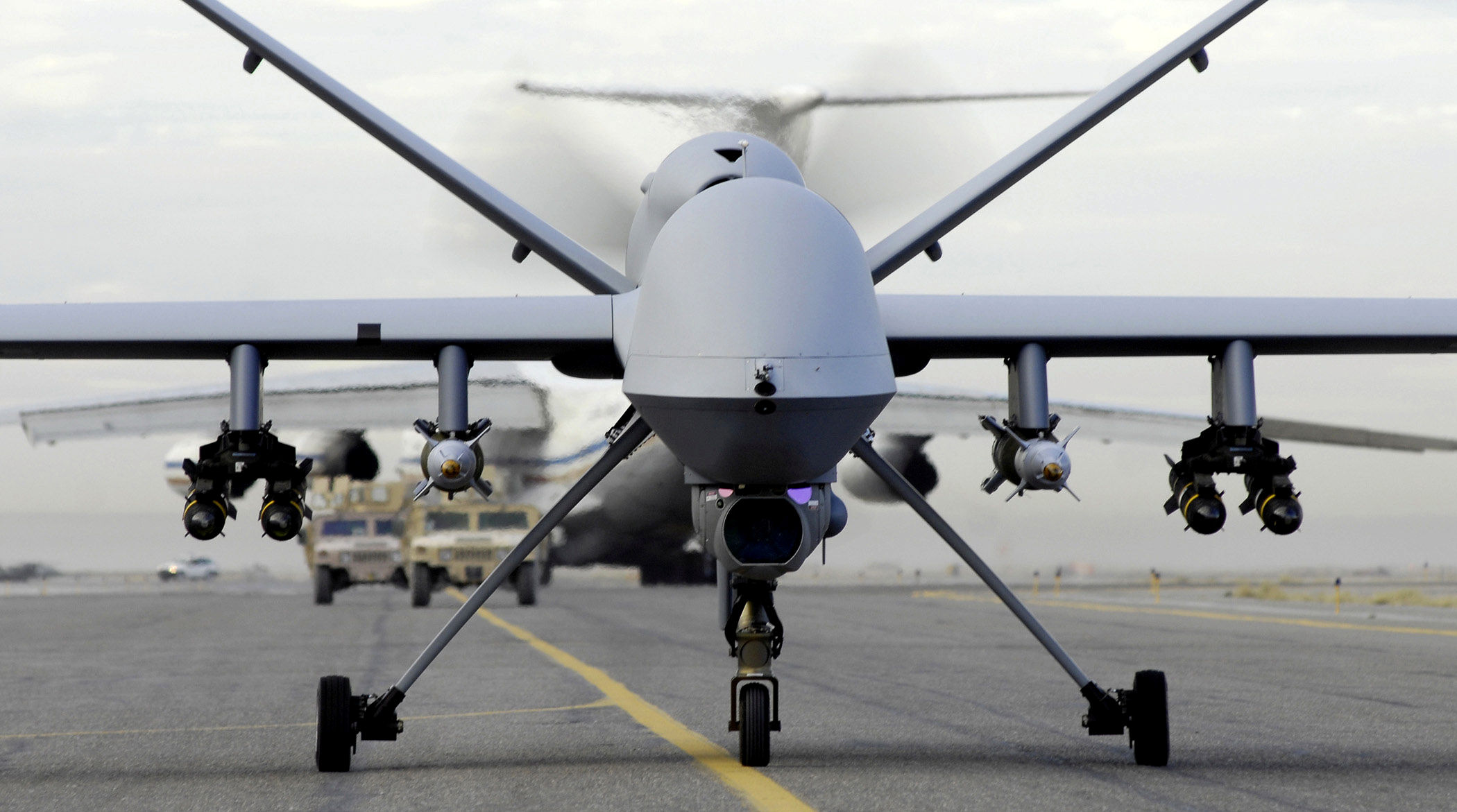
MQ-9
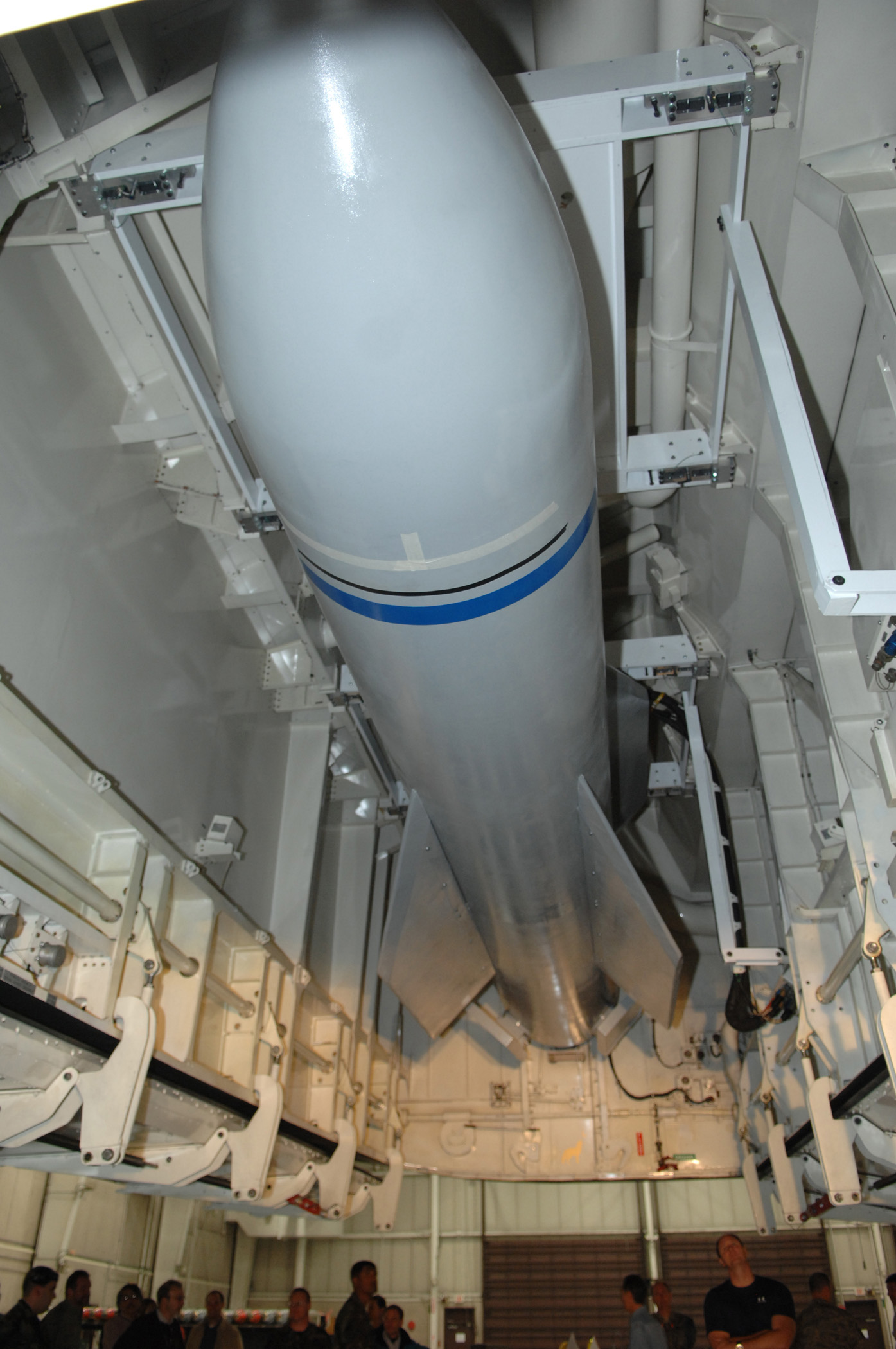
大型貫通爆弾MOP（作中では架空のMOP IIが登場）
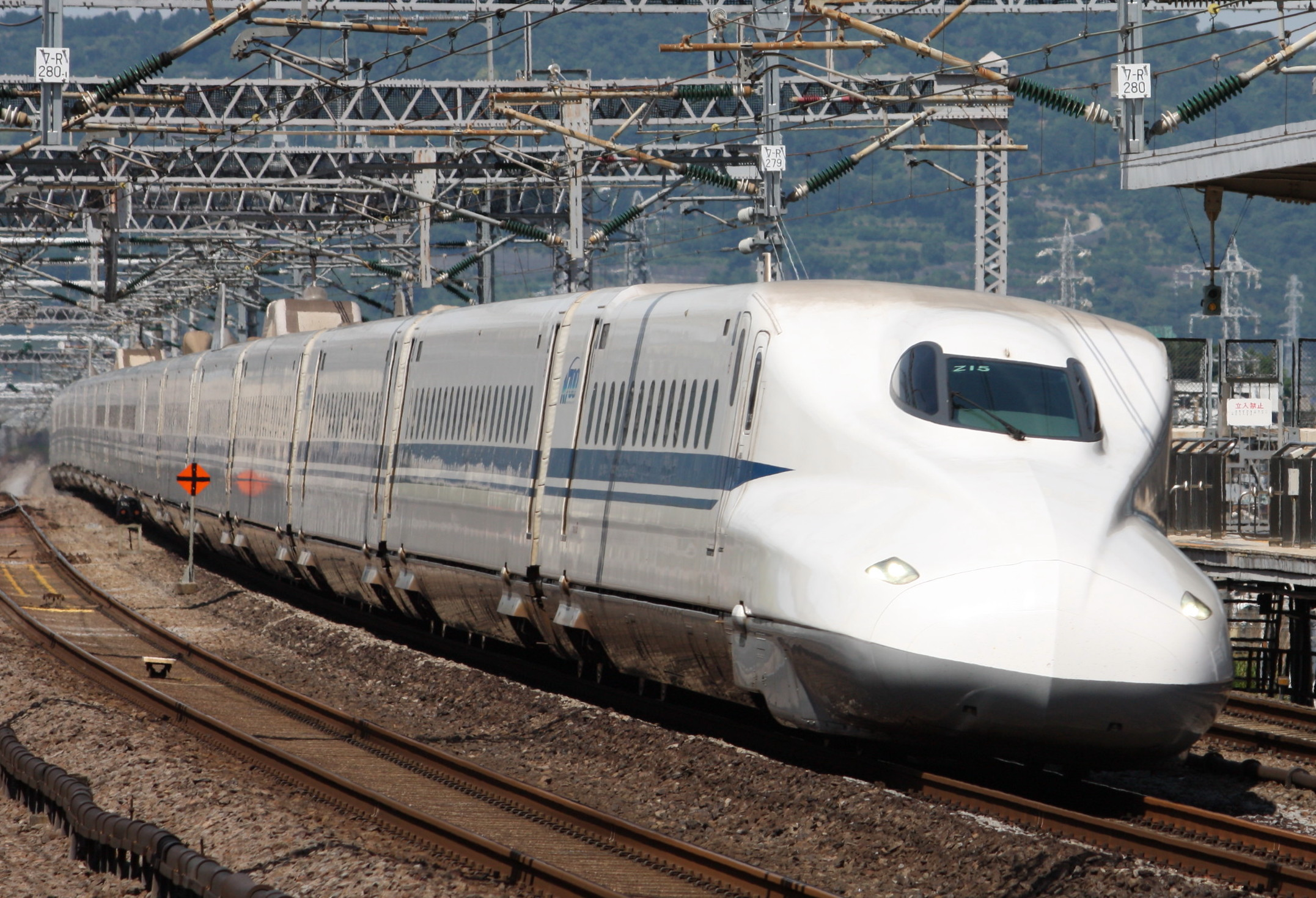
無人新幹線爆弾の母体となったN700系

### 自衛隊
小塚都知事や大河内内閣からの出動要請を受けてゴジラへの攻撃を展開し、作戦に航空、陸上、海上の自衛隊が参加するが、強大なゴジラの力には対抗できなかった。
10式戦車
「タバ作戦」フェイズ2に投入された。最新の国産4代目の主力戦車。速度は時速70キロメートル。多摩川河川敷から大量の同型車両が東京へ侵入するゴジラを攻撃している。12.7mm重機関銃M2、74式車載7.62mm機関銃などの兵器を搭載しており、破壊力が凄まじい10式戦車砲をゴジラに一斉射撃するが、倒れなかった。
- 映像作品で初めて実車が用いられた。実車両の撮影は、東富士演習場で1両のみを用いて行っており、信地旋回のカットでは車体にGoProを取り付けている。車長席は壁2面と天井のみが作られたセットで撮影された。

90式戦車
「タバ作戦」フェイズ2で登場。ゴジラを攻撃している。
16式機動戦闘車
「タバ作戦」フェイズ2で登場。10式戦車とともに河川敷へ展開したのち、移動しながらゴジラを攻撃している。2016年に一般公開された最新車両で公開時点では正式配備されておらず、撮影には陸上自衛隊富士学校のものが用いられ、丸子橋付近の実景に合成された。庵野は、同車がそれほど量産されておらず短時間で揃えることは難しいことも承知していたが、総力戦のイメージを見せるため多く配置したと述べている。
89式装甲戦闘車
「タバ作戦」に参加している。16式の後ろを走行している。
87式偵察警戒車
立川防災予備施設の入口付近に停車している。
82式指揮通信車
立川広域防災基地のシーンに登場。
化学防護車
ゴジラの体組織の回収に当たる。
NBC偵察車
立川広域防災基地のシーンに登場。
73式大型トラック
「タバ作戦」に参加。立川広域防災基地のシーンにも登場。
73式中型トラック
立川広域防災基地のシーンに登場。
73式小型トラック
立川広域防災基地のシーンに登場。
軽装甲機動車
立川広域防災基地のシーンに登場。
高機動車
偵察用オートバイ
練馬駐屯地のシーンに登場。
除染車
99式自走155mmりゅう弾砲
「タバ作戦」フェイズ2で登場。12.7mm重機関銃M2と52口径155mm榴弾砲を装備する、自走兵器。陸上部隊への直接火力支援を行う。
96式多目的誘導弾システム
「タバ作戦」フェイズ2で登場。直接火力支援を行う。
多連装ロケットシステム自走発射機M270 MLRS（多連装ロケットシステム）
「タバ作戦」フェイズ2で登場。12連装発射機から227mmロケット弾を撃ち出す攻撃兵器。陸上および航空部隊への長距離火力支援として、富士駐屯地より攻撃を行う。
- 脚本では立川基地から発射するという描写であったが、実際に行うと滑走路が損壊してしまうため変更となり、隣接する国営昭和記念公園も候補に挙がったが森が火事になると指摘され、富士駐屯地からの攻撃という描写となった。

軽レッカ
3 1/2t燃料タンク車
3 1/2t航空用燃料タンク車
救難消防車II型
けん引車航空機用2.5t
こんごう型護衛艦「きりしま」、あきづき型護衛艦「てるづき」、たかなみ型護衛艦「たかなみ」
スタッフロールで協力に艦名の記載あり。
たかなみ型護衛艦「おおなみ」
海中に隠れたゴジラを伊豆大島付近で捜索する。「おおなみ」「きりしま」「たかなみ」「てるづき」の4隻が1列に並んで航行するカットもみられる。
- 護衛艦の撮影は、演習へ向かうタイミングに合わせて行われた。

いずも型護衛艦「いずも」
360万人の都民の疎開のシーンで登場。
おおすみ型輸送艦「おおすみ」
360万人の都民の疎開のシーンで登場。
F-2戦闘機（F-2A）
「タバ作戦」のため第8飛行隊所属機が三沢基地から出動。フェイズ3でJDAMを装着した爆弾を投下する。
- 離陸シーンの撮影は、三沢基地で実機を用いて行われた。爆装はできないため、実際にはJDAMではなくAAM-3模擬弾を装着しており、合成で色のみ変えている。尾上はCGでJDAMを追加する予定でいたが、コストパフォーマンスの問題から不採用となった。庵野は、撮影ではアフターバーナーを噴かしてくれたなど破格の対応であったと尾上から伝え聞いたことを語っている。機内からのカットは、パイロットが広報部員でもあったため訓練時にカメラを預けて撮影した。飛行シーンはフルCGで描写している。

AH-64D戦闘ヘリコプター
「タバ作戦」フェイズ1の前衛戦力として、立川駐屯地所属機が登場。目標物を機関砲や重機関銃、空対地ミサイル、空対空ミサイル、ロケット弾などで攻撃する。M230 30mm機関砲、AGM-114 ヘルファイアを使用。編隊を数機で組み、集中攻撃をゴジラに浴びせるが、効果は低かった。
AH-1S対戦車ヘリコプター
1回目の上陸時に木更津駐屯地配備の第4対戦車ヘリコプター隊が迎撃のため出動したが、逃げ遅れた住民がいたため攻撃を中止して撤退する。「タバ作戦」ではフェイズ1にて前衛戦力として登場。M197 20mm機関砲、BGM-71 TOWを用いて攻撃を行う。
OH-1観測ヘリコプター
1回目の上陸時に迎撃のため出動し、観測手がAH-1Sの射線上に残っていた住民を発見する。「タバ作戦」ではフェイズ1の前衛戦力として登場。戦果確認を行う。
UH-1J多用途ヘリコプター
立川広域防災基地のシーンに登場。
CH-47JA大型輸送ヘリコプター
360万人の都民の疎開のシーンに登場。
- 自衛隊担当の岩谷浩によれば、木更津基地の広報から同機の登場を要望され、避難シーンに用いたという。

SH-60K哨戒ヘリコプター
海中に隠れたゴジラを吊下式ディッピングソナーで捜索する｡
EC-225LP特別輸送ヘリコプター
大河内ら閣僚を乗せ官邸から立川広域防災基地に向かうが、離陸直後にゴジラの熱線（放射線流）により撃墜される。
- 岩谷によれば、総理大臣と防衛大臣を乗せたヘリが撃墜されるという点が自衛隊内で問題視され撮影許可が遅れたが、最終的には問題なく許可された。

新無人偵察機システム
東京駅で活動停止中のゴジラを偵察するが、熱線によって撃墜される。作中に登場するのは同機が撮影したとされる映像のみ。
衛星単一通信可搬局装置 JMRC-C4
中継ノード装置 JWYC-R1
航空気象装置 JMMQ-M7
航法援助装置 JMRM-A2
野外炊具2号（改）
89式5.56mm小銃
戦闘装着セット
個人用防護装備
88式鉄帽2型
防弾チョッキ2型(改)
防弾チョッキ3型

### 米軍
ゴジラの東京進撃時やヤシオリ作戦第4段階での攻撃に参加した。その一方で日本本土にいたゴジラへの核攻撃も準備されていた。
アーレイ・バーク級ミサイル駆逐艦「ヒューイ」（架空の艦名）
「ヤシオリ作戦」第4段階（高層ビルの誘導爆破）で使用される、RGM-109C トマホーク巡航ミサイルを発射する。
ニミッツ級航空母艦「ジョージ・ワシントン」
1度目のゴジラ上陸による放射線量の上昇を受けて横須賀から緊急出港し、シンガポールへ向かっている。
戦略原潜
弾道弾によるゴジラへの核攻撃を準備。言及されたのみであり、艦級などは不明。
B-2 ステルス戦略爆撃機
在日米国大使館防衛の名目で第509爆撃航空団所属の3機（1号機から3号機）がグアムから東京へ出撃した後、日本から正式な支援要請を受けてゴジラを攻撃し、地中貫通型爆弾 MOP-II（架空の兵器）を投下。MOP-IIによって初めてゴジラに有効なダメージを与えたが、ゴジラの熱線（放射線流）により全機撃墜される。
MQ-1・MQ-9無人攻撃機
「ヤシオリ作戦」第2段階で多数使用。飛行物体を無差別に攻撃する特性を利用し、最初から撃墜されることを前提として、ゴジラにわざと熱線（放射線流）を撃たせて核エネルギーの大幅消費で光線を出せなくなるまで、ゴジラに対し、ヘルファイアやペイブウェイIIレーザー誘導爆弾による波状攻撃を行う。
B83熱核弾頭（水素爆弾）
米軍内でこの核弾頭の使用に向けて検討が進められていると、パタースンが矢口に伝えている。

### 海上保安庁
はやなみ型巡視艇「はまなみ」
羽田沖で漂流中のプレジャーボートの救援に向かう。ゴジラによるものとみられる水蒸気爆発に巻き込まれる。
ユーロコプター EC 225「いぬわし」
27名を搭乗させることが可能なユーロコプターが開発・製造した大型輸送ヘリコプター。羽田沖の水蒸気煙の状況を撮影する。

### 民間徴用装備
ヤシオリ作戦成功のため、さまざまな車両が民間から駆り出され、作業車や攻撃兵器として使用された。
無人新幹線爆弾
「ヤシオリ作戦」第1段階で東京駅のゴジラの陽動として使用。新幹線N700系電車を流用。大量のJDAMを搭載しており、2本の16両編成でゴジラに突撃して爆発を遂げた。
- 庵野は第1作『ゴジラ』でのゴジラに衝突する電車の主観カットが原点であるといい、『青島要塞爆撃命令』での弾丸輸送列車の爆破シーンのイメージも混ざっているとしている。
- 新幹線が並走する様子は、庵野が愛好する映画『新幹線大爆破』（1975年）を彷彿とさせる描写となっている。
- 準備稿の段階では、ゴジラにより架線が寸断されているという想定で後方からディーゼル機関車で押しているという設定であったが、最終的にこの設定は不採用となり、東京駅直前まで走行可能な復旧工事が行われたという設定となった。ただし、作戦直前に「無人列車全車切り離し完了」というセリフがあり、別車両による牽引を示唆するものとなっている。
- 新幹線主観カットは、様々な撮影方法が検討された結果、車両から東京駅ホームまですべてCGで制作された。車内の爆発描写をミニチュアで撮影することも検討されていたが、予算の都合により不採用となった。

ホイールローダー
「ヤシオリ作戦」最終段階で使用。ゴジラ周辺の瓦礫を撤去し、コンクリートポンプ車やタンクローリーの作業を支援する。
コンクリートポンプ車
「ヤシオリ作戦」最終段階で使用。大勢の車両によってゴジラの口内にアームの先を入れて数百キロリットルの血液凝固促進剤と抑制剤を投与する。
- ゴジラの口内への注入シーンは、福島第一原子力発電所事故での同車両を彷彿とさせる描写となっている。庵野は、ゴジラへの対処方法として薬品の経口投与しか思いつかなかったといい、原発事故を連想させる光景になることを承知で覚悟して決めたと述べている。現実的には走行しながらブームやアウトリガーを展開することはあり得ないが、庵野はスピード感を重視してあえて描写した。プリヴィズ制作を担当したunknownCASEの崎山敦嗣は、実際にやったら転倒するだろうと述べている。

タンクローリー
「ヤシオリ作戦」最終段階で使用。気体・液体・固体などを運搬する大型貨物自動車。血液凝固促進剤と抑制剤を積載し、ホースを連結してコンクリートポンプ車へ供給する。
無人在来線爆弾
「ヤシオリ作戦」最終段階で全車投入される。東京近郊を走行するE231系・E233系電車を流用。ゴジラを凄まじいまでの爆発で負傷させて戦闘力を奪った。
- 中央線車両のみ正面のラインが実際の車両と異なっている。
- 準備稿では、無人新幹線爆弾と無人在来線爆弾で一斉に攻撃するという展開であったが、ゴジラが一度転倒しただけで終わるのは面白くないという樋口の提案により、再度起き上がったゴジラへ無人在来線爆弾で攻撃するという展開に改められた。爆発時の描写についても、当初はゴジラの脚にぶつかるのみであったが、樋口からの提案により龍のように襲いかかるというイメージで描写された。また、樋口のこだわりにより中央線が最後に攻撃するかたちとなっているが、中央線の線路は一段高いため同時発車では最後にならずタイミングを遅らせている。
- 庵野は車両のCGを観て「HOゲージのようだ」と感想を述べ、VFXプロデューサーの佐藤敦紀はダメ出しかと思ったが、庵野の真意はリアルに作りすぎると実際の列車事故を想起させるためこれで良いということであった。

### 公共交通機関
東京モノレール
東京湾内での水蒸気爆発の際に画面手前側を走行していた路線。
- 撮影は羽田空港国際線ビル駅ホームで行われた。

京浜急行バス
京急蒲田駅付近に停車していた車両。上陸したゴジラ（第2形態）に遭遇する。
- 車内から逃げ惑う人々を見ている後ろ姿の運転手は、総監督の庵野がカメオ出演している。

京急800形電車
京浜急行電鉄の車両。ゴジラ（第3形態）が線路に尾を叩きつけた衝撃で4両編成の車両が吹き飛ばされた。
- 庵野が制作部から聞いた話では、東京近郊の鉄道会社で映画のロケに協力的なのは京浜急行だけであったという。
- 800形は、公開当時最も古い現役の京急車両であり、樋口の要望により選ばれた。鉄道ファンとして知られるホリプロ社員の南田裕介は、800形を選定したことのほか、吹き飛ばされた際に台車が外れる描写を知識がなければ描けない場面として高く評価している。

江ノ島電鉄305形
江ノ島電鉄の車両。ゴジラ（第4形態）が鎌倉へ上陸した際に逃げ惑う人々の中を走行している。
- 305形は、公開当時最も古い現役の江ノ電車両であり、庵野の要望により選ばれた。実際にはこの編成では運行しておらず、合成により処理された。

北総鉄道9000形
京浜急行線および都営地下鉄浅草線に乗り入れている北総鉄道北総線の車両。泉岳寺駅で逃げ惑う人々が乗車しようとする中、ホームが停電するが車内はバッテリーにより照明が点灯したままであった。
- 柱の形状などから、撮影は泉岳寺駅とは別の駅で行われた。

### その他
プレジャーボート GLORY-MARU
東京湾の羽田沖で漂流していた船舶。内部は無人で、牧五郎が残したと思われる書類と折り鶴、宮沢賢治の詩集『春と修羅』が置かれていた。
調査を行った海上保安庁の巡視船「はまなみ」が曳航しようとした際に界面に水柱が出現し衝撃に襲われる。
- 名称は、第1作『ゴジラ』でゴジラが最初に襲撃した貨物船「栄光丸」に由来する。「MJG15041」という船体識別番号は、庵野が愛好する特撮テレビドラマ『マイティジャック』（1968年）の主役メカ・マイティ号の略称と全幅・全高の設定数値に由来するものとインターネット上で推測されている。
- 船内に残された『春と修羅』は、宮沢賢治が妹の死に対する悲しみと怒りを記しており、牧の妻の死に対する悲しみと怒りを示唆しているものとみられる。

## 設定
巨災対
正式名称は巨大不明生物特設災害対策本部。泉修一の力を借りて矢口蘭堂が設立した、民間や各省庁のエキスパートが結集した巨大不明生物（ゴジラ）に対応する組織である。首相官邸機能の立川への移管後は、名称が巨大不明生物統合対策本部へと変更された。

タバ作戦
鎌倉から上陸したゴジラ（第4形態）に対し、多摩川を最終防衛ラインとして展開した陸上自衛隊と航空自衛隊による共同作戦。対戦車ヘリによる攻撃を行うフェイズ1、10式戦車と特科大隊による砲撃を行うフェイズ2、F-2によるJDAMでの爆撃を行うフェイズ3の3段階で展開する。
- 作戦名は、多摩地域の語源または旧名とされる「タバ」に由来する。多摩#語源や多摩川#名称の由来参照。

ヤシオリ作戦
放射線流の放出後、東京駅で活動を停止したゴジラに対し、日米共同で展開した最終作戦。無人新幹線爆弾で口火を切ったのち、米軍の無人航空機リーパーによる波状攻撃でゴジラのエネルギーを消耗させつつキルポイント1へ誘導し、周辺のビルを爆破してゴジラを固定し、コンクリートポンプ車により血液凝固促進剤を経口投与する。
- 作戦名は、日本神話に登場する「八塩折之酒」に由来する。脚本段階では作戦名はつけられておらず、プリヴィズ用のセリフ撮りの際に庵野が日本神話から発想した。

## スタッフ
- 製作：市川南
- エグゼクティブプロデューサー：山内章弘
- プロデューサー：佐藤善宏、澁澤匡哉、和田倉和利
- プロダクション統括：佐藤毅
- ラインプロデューサー：森徹、森賢正
- 編集・VFXスーパーバイザー：佐藤敦紀
- VFXプロデューサー：大屋哲男
- 撮影：山田康介
- 照明：川邊隆之
- 美術：林田裕至、佐久嶋依里
- 録音：中村淳
- 整音：山田陽
- 音響効果：野口透
- 音響設計：庵野秀明
- 美術デザイン：稲付正人
- 装飾：坂本朗、高橋俊秋
- 扮装統括：柘植伊佐夫
- ゴジラコンセプトデザイン：庵野秀明
- ゴジライメージデザイン：前田真宏[119]
- ゴジラキャラクターデザイン・造形：竹谷隆之
- CGプロデューサー：井上浩正
- CGディレクター：岩本晶
- CGスーパーバイザー：伏見剛
- コンポジットスーパーバイザー：小林晋悟
- ゴジラモデリング&コンポジター：上西琢也
- ゴジラアニメーションスーパーバイザー：佐藤篤司
- ゴジラコンセプトアニメーター：熊本周平
- 特殊造型プロデューサー：西村喜廣
- カラーグレーダー：齋藤精二
- 画像設計：庵野秀明
- スクリプター：田口良子、河島順子
- キャスティングプロデューサー：杉野剛、南明日香
- 総監督助手：轟木一騎
- 助監督：足立公良
- 企画協力：神山健治、浜田秀哉、川上量生
- 監督助手：大庭功睦、中川和博、原島孝暢、由岐実、発智新太郎
- 監督助手応援：小島朋也
- スタントコーディネーター：江澤大樹
- イメージボード：前田真宏、林田裕至、丹治匠
- 画コンテ：轟木一騎、摩砂雪、鶴巻和哉、前田真宏、樋口真嗣、庵野秀明
- タイトルロゴデザイン：庵野秀明
- タイトル：大槻彩乃、轟木一騎
- [プリヴィズ班]
  - スタジオカラー
  - ModelingCafe
  - ジャストコーズプロダクション
  - ディー・ビジュアル
  - CRESCENT
  - unknownCASE
  - エイワース
  - 日本CGサービス
  - WOW
- [B班（特技兼任）]
  - 監督・特技統括：尾上克郎
  - 撮影：鈴木啓造、桜井景一
  - 照明：小笠原篤志
  - 美術：三池敏夫
  - 特殊効果・操演：関山和昭
  - スクリプター：増子さおり
  - 助監督：中山権正
  - 監督助手：小串遼太郎、上田倫人
  - 録音：郷右近秀利
- [C班]
  - 監督：石田雄介
  - 助監督：市原直、伊野瀬優
- [D班]
  - 撮影・録音・監督：摩砂雪、轟木一騎、庵野秀明
- 音楽：鷺巣詩郎、伊福部昭 『ゴジラ』・『キングコング対ゴジラ』・『メカゴジラの逆襲』・『宇宙大戦争』・『三大怪獣地球最大の決戦』・『怪獣大戦争』・『ゴジラVSメカゴジラ』
- VFX&DI：piCTURE ELEMENT iNC.
- VFX：白組
- 宣伝プロデューサー：是枝宗男、稲垣優
- パブリシティ：大竹隆道、小宮良介、石原慎大、伊藤圭祐
- 広告制作：塚越一枝
- 宣材制作：大城仁
- 予告編制作：村田一、蔦川亜希
- 予告編演出：佐藤敦紀、庵野秀明、小江英幸、寺原泰地
- スチール：縄島明彦
- 宣伝監修・ポスター / チラシデザイン：庵野秀明、轟木一騎
- 特別協力：電通
- 製作プロダクション：東宝映画、シネバザール
- 准監督・特技統括：尾上克郎[120]
- 監督・特技監督：樋口真嗣
- 脚本・編集・総監督：庵野秀明
- 製作・配給：東宝[121][注釈 1]

## 製作
2014年公開の『GODZILLA ゴジラ』の世界的な大ヒットを受け、日本製ゴジラの製作が決定した。総監督・脚本には庵野秀明、監督・特技監督には樋口真嗣がそれぞれ起用された。当初、庵野はオファーを固辞していたが、東宝の誠意と樋口の説得を受けて「一度きりの挑戦」として承諾した。東宝特撮映画での総監督のクレジットは『さよならジュピター』の小松左京以来だが、監修的な立場で演出の大部分を監督の橋本幸治に一任していた小松と異なり、庵野はほぼ現場に張りついて演出作業にも携わった。なお、東宝からは「近隣諸国の国際情勢については劇中での明言を避けて欲しいという要望と、皇室に関しては一切触れてはならないという厳命」の2つを受けたという。
出演者は300人以上、スタッフは1,000人以上で、監督3人、4班体制という日本映画としては異例の規模で制作された。作品の直接制作費もシリーズ最高額となり、これまでのゴジラシリーズとしては撮影規模も異例の大スケールとなった。
日本の『ゴジラ』シリーズでは初となる、フルCGで制作されるゴジラのデザインには、『巨神兵東京に現わる 劇場版』などで雛型模型を手掛けた竹谷隆之が起用された。樋口から依頼を受けた際には詳細は知らされず、「背びれのある怪獣」とだけ伝えられていたという。デザインの詳細は前田真宏のコンセプトスケッチを基に庵野、樋口、竹谷、尾上克郎が打ち合わせを行い、庵野は本作品におけるゴジラのコンセプトを「完全生物」と定め、題名に「新」「真」「神」など、複数の意味を含ませた作名「シン・ゴジラ」と命名した。樋口は、フルCGとした理由について着ぐるみでやる費用対効果が低かったためとしている。
登場人物の名前は庵野秀明の妻で漫画家の安野モヨコの作品や、『白い巨塔』など10作以上から。また、名付けのルールとしては大きく5つある模様。
プロデューサーの佐藤善宏は、本作品のセリフについて「完成した映画でファンタジーなのはゴジラだけというくらい突きつめています」と述べている。庵野は脚本の執筆段階から精度を上げるために防衛省・自衛隊へ先行して取材に出向き、自衛隊担当の岩谷浩が撮影協力を依頼し、「実際にゴジラが現れた場合、自衛隊はどのように対処するのか」「ゴジラに対して武器の使用が認められるのか」などミーティングを繰り返し行い、事実に即した脚本に仕上げていったという。劇中ではゴジラが「巨大不明生物」と呼称されているが、これはミーティングに出席した官僚の発言に由来している。また、戦車による攻撃シーンの参考にするため、富士総合火力演習の撮影をしている。このほかに首相官邸や自衛隊基地をロケハンしているが、官邸職員から「そのまま再現するのはやめてほしい」と言われたり、作戦本部などはそもそも撮影が許可されなかった。富士総合火力演習の映像も素材として用いているが、撮影ではなく取材という名目でなければ許可が降りなかったという。従来の自衛隊が登場する映画では、指揮所など前線ではない場所にいる自衛官は制服姿であることが基本であったが、本作品では報道や資料に基づき全員戦闘服を着用させている。アメリカ軍についても横田基地の広報と協議したが、映像提供も叶わなかった。
字幕表示は、実写映像では字幕が主張しすぎるとバランスを崩すとの考えから、『エヴァンゲリオン』のようにフォントには凝らず、特徴のない明朝体を用いている。
劇中に登場するPCは、官僚が富士通やパナソニック、研究者はMacなど職種で機種を分けており、私物以外はリースのシールも再現している。
牧が残した解析表は、折り紙の研究で知られる筑波大学大学院システム情報工学研究科教授の三谷純に資料提供を受けて制作している。折り紙を用いるという展開は脚本にはなく撮影直前に追加された案で、巨災対での折り紙にたどり着くセリフが差し込み台本で追加されたほか、撮影済みであったプレジャーボート内のシーンにCGで折り鶴が追加された。
赤坂が未知の新元素について報告を受けた東洋原子力研究所は実在せず、『仮面ライダー』第13話に登場した同名の施設に由来するものとみられる。
ゴジラ（第2形態）が呑川を進むシーンで川沿いに建っている「ジャック&サリーねこ病院」は、庵野・安野夫妻の飼い猫の名前に由来している。放射線量についての投稿を表示したSNSの画面では、トレンド14位に「ジャック&サリー」があるほか、19位に安野の作品『働きマン』の主人公「松方弘子」の名も上がっている。

### 企画経緯
2013年（平成25年）1月21日、庵野秀明はスタジオジブリの鈴木敏夫からの誘いを受け、東宝の重役らとの食事会に同席し、その際に同社取締役の市川南からゴジラ新作の制作を打診される。当時庵野は『シン・エヴァンゲリオン劇場版』の制作中であり、また第1作『ゴジラ』（1954年）が怪獣映画の最高峰であり自身が制作する必要はないとの想いもあったことからこれを固辞するが、その後市川から庵野が手掛けた「館長 庵野秀明特撮博物館 ミニチュアで見る昭和平成の技」（2012年）の決着として庵野自身が特撮の未来を示すような作品を作って最後の責任を果たすべきだと意見され、庵野自身も同様のことを考えていたためこれを断らずに検討を行うことを始めた。当時の庵野は前作『ヱヴァンゲリヲン新劇場版:Q』（2012年）での精神的消耗からうつ状態となっており『シン・エヴァンゲリオン』の作業が苦しい時期であったが、自身が愛好する『ゴジラ』（1984年版）と東日本大震災や福島第一原子力発電所事故を巡る政府の動向などから、政治家か官僚を主人公にした官邸を中心とする物語を発想し、5月頃に正式に引き受けることとした。この時点で、庵野は樋口真嗣と尾上克郎の参加を要望していた。
この段階では東宝の正式なGOサインは出ておらず、当初から翌年公開予定であった『GODZILLA ゴジラ』の動向を見て判断するという状態であったといい、同作品の興行次第で企画自体がなくなる可能性もあった。そのため庵野は企画が流れたらプロットは庵野側で引き取るという条件を提示しており、庵野は『GODZILLA ゴジラ』が東宝の想定ラインを超えなかったら同じプロットで別の映画を撮っていた可能性も会ったと述懐している。
企画会議は、2013年6月5日に第1回が、7月30日に第2回が開催された。この段階では顔合わせと漠然とした内容のすり合わせが行われた程度であったが、この中で「大人の鑑賞に堪える一般映画を目指す」「徹底したリアルハード路線、ドキュメンタリズム、子供向けは考慮しない」といった方向性が提示されており、庵野はこの時に記したメモからほぼブレなかったと述べている。東宝側のプロデューサーもゴジラ映画を担当するのは初めてであったため対応がフレキシブルであったといい、庵野は従来の作品から世界観を一新することを東宝が揉めることなく許可してくれたことがありがたかったと述懐している。
その後、庵野は堅いポリティカル・サスペンスの話を自身で執筆するのは難しいと考え、その分野を得意とするアニメーション監督の神山健治を誘いでプロット制作を依頼した。神山によるプロットは9月から11月にかけて第8稿まで制作され、物語の大筋は決定したが、神山は自身の企画が動き出したため離脱することとなった。その後は庵野が単独でプロット作業を引き継ぎ、年末をもって改訂版プロットをまとめ作業を一区切りとしたが、この時点では東宝の要望により主人公側の親子や恋愛の要素を取り入れたり、ゴジラの有翼化、公安対テロリスト、自衛隊による米軍の核ミサイル撃墜などの展開が盛り込まれるなど、神山板プロットからは骨子以外離れたものとなっており、庵野自身も不十分な内容と感じ周囲からも酷評されたという。
2014年（平成26年）に入り、庵野は別作品の企画も並行することになったため単独での脚本作業が難しくなり、脚本はプロの脚本家により執筆されることとなった。その後、公開された『GODZILLA ゴジラ』の結果を受け正式に制作が決定するが、9月に脱稿された脚本第0稿は東宝の要望を取り入れていった結果、当初の路線とはまったく異なるものとなっており、10月に庵野は本作品からの降板を申し入れた。その後、約1ヶ月の休止を経て、庵野の意向に沿って行うかたちで制作は再開された。同年末に庵野がまとめたプロットからは、内容をABCの3パートに分けている。

### テーマ

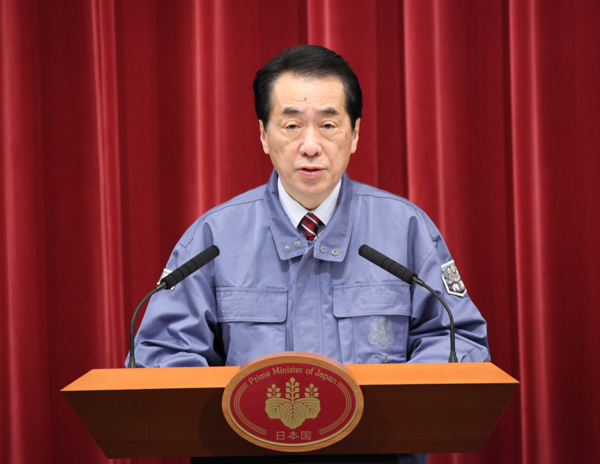
大河内清次のモデルとなったとされている菅直人の東日本大震災発生時の会見。映画では画像のような記者会見のシーンがある

本作品は東日本大震災のメタファーになっており、国家戦略担当大臣兼社会保障・税一体改革担当大臣の存在、緊急災害対策本部の設置、コンクリートポンプ車による冷温停止、米国のトモダチ作戦など、東日本大震災当時の民主党政権を彷彿させる描写が随所に見られるとする見解もある。大杉漣が演じた内閣総理大臣の大河内清次は菅直人、余貴美子が演じた防衛大臣の花森麗子は小池百合子をモデルにしているとする説もある。キャラクターとしてモデルにしているわけではないが、本作品の中心となる長谷川が演じる内閣官房副長官・政務担当の矢口蘭童と竹野内が演じる内閣総理大臣補佐官・国家安全保障担当の赤坂秀樹を現実の菅直人内閣に当てはめると、長谷川が演じた官房副長官は福山哲郎、竹野内が演じた総理補佐官は細野豪志となる。また、実際に東日本大震災当時の内閣官房長官であった枝野幸男や防衛大臣経験者の小池百合子が取材協力者となっている。取材にあたっては、ドワンゴ代表取締役でカラー取締役でもある川上量生がニコニコ動画の事業を通じて築いた政治家や官庁とのコネクションを活用している。架空の組織である巨災対について庵野は、一種の理想的・願望的な官僚組織であると述べている。
庵野は、最初期の企画会議において、巨大な存在がもたらす恐怖を克服し打破する人間の知恵と勇気を描くとともに、日本と日本人の本質を描き出し、大人の鑑賞に堪える一般映画を目指すことを企画意図とした。そして現代日本を描くために不可欠な題材として東日本大震災と福島第一原子力発電所事故のメタファーとした。庵野は、震災発生後に2度被災地を訪れており、その惨状を見て抱いた想いが本作品を制作するきっかけの1つであったとしている。
庵野は、実際に被災者のいる中で娯楽映画として制作することに思い悩んだといい、エンタテインメントとしてのバランスが難しかったと語っている。東宝側からもセンシティブな問題であるためゴジラから放射能の設定を外すことも提案されたが、庵野はゴジラを題材とする以上、放射性物質の問題を外すわけにはいかないとし、放射性物質の扱いや災害・被災の描写に真摯に向き合う覚悟を決めて描くこととした。一方で、劇中での震災や原発事故への直接的な言及は避けており、事故後に設立された原子力規制庁が登場することで震災を経験している世界観であることを示唆するにとどめている。ゴジラから発見された未知の放射性物質を半減期の短い設定としたのは、東宝側への配慮から現実感をぼかしたものである。
ゴジラによる被災描写についても、エンタテインメント性を重視して過剰な辛苦は排除している。庵野は、現代の日本人は震災の経験から市井の人々の直接的な被害を詳細に描かなくても想像する感性を持っているとの考えもあった。建物などの破壊描写についても、被災報道ではただ辛くなるだけだが、ミニチュアによる特撮映像であれば高揚感を感じられるとし、ドキュメンタリータッチの臨場感を表現しつつも、ミニチュア特撮の感覚も画面に活かすことを意図している。倒壊するマンション内での住人の描写は尾上の独断で加えられたもので、庵野はカットすることも考えたが、直接的な死を描いてはいないため残された。
ストーリー展開については、ゴジラシリーズのみならず怪獣を扱った作品が膨大な数存在するため、庵野は多少の段取りが重複しても気にしないことと決めていた。特に第1作『ゴジラ』と1984年版『ゴジラ』については、対戦怪獣が登場しないことから必然的に類似してしまうと述べている。樋口からは『帰ってきたウルトラマン』第5話・第6話をリスペクトしていると指摘されたこともあったが、庵野はそう言われて初めて類似に気づいたという。
ヤシオリ作戦のシーンでは、娯楽映画のクライマックスとして描くためにあえて非現実的な描写を積極的に用いている。庵野は、現実的に描きすぎると息苦しくなり、特撮作品のミニチュア感を与えることで作り物の世界であるという安心感を与え、それまでのシーンとは真逆の快楽を感じられる破壊描写とすることを意図していたと述べている。
庵野を中心とし、その意向を多分に反映させ「庵野秀明の映画」とも評される本作品であるが、庵野は自身の哲学や作品としての理念、美学などは入っているが、取材で得た現実を作品として紡いでいるので思想やイデオロギーなどはなくニュートラルであると述べている。総監督助手の轟木一騎は、本作品は庵野の作家性が強く出ているが、庵野が自身を出してはおらず、大人のスタンスで制作した映画であると評している。樋口は、本作品を通じて庵野が怪獣映画にまったく思い入れを持っていないことを感じたといい、だからこそゴジラという題材で面白い一般映画を作ることが出来たと語っている。

### 制作体制
制作費
本作品は、邦画の主流となっている製作委員会方式ではなく、東宝単独で制作された。庵野によれば、当初は予算が内容に見合わずカラーで協賛費を出資することも提案したが、ゴジラに関しては東宝が全額自社出資という方針であったと証言している。庵野は、過去に手掛けた実写映画『キューティーハニー』（2004年）で制作費のやりくりに失敗した経験から本作品では企画内容と予算枠を同期させることを重視し、クランクイン直前まで粘り強く交渉を続け撮影可能なギリギリのラインまでこぎつけた。庵野は、自身もヱヴァンゲリヲン新劇場版シリーズで自社制作を行っているためそのリスクも痛感しており、東宝プロデューサーの市川南が覚悟を決めてくれたことがありがたかったと述べている。当初の予算額では、全画面をスマートフォンなどで撮影した映像で構成するフェイクドキュメンタリーとすることも検討されていた。

プリヴィズ
本作品では、制作に際し事前映像となるプリヴィズを本格的に導入しているのも特徴である。一般的にはCGなどを用いるVFXシーンで用いられる手法で、本作品でも短い制作期間でポストプロダクション作業を前倒しするという目的もあったが、本作品では俳優が演じる本編部分も含めほぼ全編のプリヴィズ映像を制作している。これによりCGやミニチュアだけでなく本編セットやカメラアングルなども事前に検証することができ、作業の効率化が図られた。当初は本編・特撮とも樋口が画コンテを執筆する予定であったが、『進撃の巨人』制作のため作業が遅れており、事実上その代用も兼ねていた。プリヴィズの制作は、Aパートから鎌倉上陸までをカラー、タバ作戦と本編をジャストコーズプロダクション、CパートをunknownCASE、ゴジラの動きをBIGFOOTの熊本周平がそれぞれ担当した。プリヴィズの制作が間に合っていなかった部分には、画コンテや助監督による演技などを代用していた。
プリヴィズによる検証によりタバ作戦のシーンは脚本通りでは面白くないとの判断になり、画コンテとして鶴巻和哉が参加し、橋を吹き飛ばすシーンなどが追加された。官邸会議室もセットの図面を元にプリヴィズを制作した結果、当初机の上に置かれていたモニターは俳優の顔が映らなくなってしまうため除去され、逆に天井が映り込むためセットに天井が追加されるなど、セット制作に反映している。
庵野は、ヱヴァンゲリヲン新劇場版のころからプリヴィズに興味を持っており、本作品ではプリヴィズにより理想的なプランを固めることができたとしている。プリヴィズの制作にあたって庵野は、モデルの参考用にプラモデルやミニカー、鉄道模型などを自費で買い揃えた。一方で、庵野と他のスタッフらとではプリヴィズに対する認識が異なっており、樋口はプリヴィズを足がかりに現場での熱量を上乗せすることで生まれるグルーヴ感を重視していたが、庵野は足された要素を不要と感じ、VFXでも「プリヴィズ通りに」という理由でのリテイクが多かった。時には納得いかない画面を出すくらいならプリヴィズのまま公開した方がいいといい出すこともあったという。庵野は、CG合成用のプリヴィズと本編用のプリヴィズとでは違う使い方をしており、シーンによってプリヴィズの重要度も異なっていたが、そのことを他のスタッフと共有することができなかったのが大きな問題であったと述懐している。尾上は、プリヴィズを制作したことによりレイアウトやアングルにこだわる庵野の姿勢を知ることができたと述べている。

### 舞台設定・ロケーション
初期プロットでは、予算を考慮してゴジラの上陸は芝浦から1度だけとなっていたが、庵野復帰後の新プロットからは展開にメリハリを持たせるため上陸は2回となった。この段階では、1回目の上陸は羽田空港から京浜運河を北上し、芝浦から上陸して品川へ移動するという展開になっていたが、実際にロケハンで訪れた樋口から京浜運河は沿岸の画が面白味がないとして、呑川を北上して蒲田に上陸するという展開に改められた。呑川は川幅が狭いため、実際にゴジラが通れるか懸念されたが、プリヴィズによる検証でギリギリ入ると判断されたためこちらに決まった。八ツ山橋周辺は第1作でも登場した地域である。
2度目の上陸地点である鎌倉は、庵野が在住しているため土地勘があり、海と山が近い独特の地形となっており、観光都市であるため撮影に協力的で海外受けも良く、寺や日本家屋も多いため瓦越しの画を撮りたいという庵野の要望にも適ったものであった。同地が東宝特撮映画で怪獣に襲われるのは初である。
ゴジラが通過する洋光台は、庵野の行きつけのホームセンターがあり土地勘があったほか、樋口も起伏と団地があるのが良いとして賛成し決定した。
タバ作戦の舞台となった多摩川は、部隊が展開できる河川敷があり、ゴジラ上陸後の時間経過や地図上も境界線となっていることなどから選ばれ、実際にロケハンで訪れた樋口により丸子橋周辺となった。作戦指揮所は多摩川浅間神社に設けられたという設定で、撮影も同神社内のほかテント内は東宝スタジオ第5ステージのセットでも行われた。
ゴジラの放射線流で破壊される建物のうち、和光は第1作以来、霞が関ビルディングは『怪獣総進撃』（1968年）以来の被害であった。プリヴィズ段階では日本テレビ本社や電通本社ビルなども描かれていたが、完成作品では一般的なビルに変更されている。
ヤシオリ作戦の舞台となる東京駅は、庵野と樋口が東京タワー以外のランドマークとして他に浮かばなかったと述べており、高層ビルなど必要な要素が揃っていたため選ばれた。作戦により倒壊するビルには、当時開発計画が開始されたばかりの東京駅前常盤橋プロジェクトや東京駅前八重洲一丁目東地区市街地再開発事業で建設予定であったビルも登場させている。
ヤシオリ作戦指揮所が設けられた科学技術館屋上は、映画『太陽を盗んだ男』（1979年）でも沢田研二と菅原文太が対峙するクライマックスシーンに用いられており、同作品をオマージュしている。実際には、指揮所の正面方向に東京駅は位置していないが、見た目優先の位置関係で撮影された。作戦前に矢口がカヨコから米軍の参加を告げられるシーンは、当初指揮所の設定であったが撮影日が曇天であったため、別日に同館のロビーで撮影された。
神山による案では、ゴジラが電波に反応して上陸し東京スカイツリーを襲撃するという展開もあったが、諸般の事情によりスカイツリー自体が映画には登場しないこととなり、実景カットで映り込んだものも合成で消している。
志村と早船が情報交換する場所は昭和記念公園という設定だが、実際には青梅市で撮影された。
多摩モノレール運営基地は、ロケハンで別の場所へ向かう際に樋口が発見し使用された。
撮影終盤では、東宝スタジオ内の駐車場やスタジオの近所などが用いられた。
スタジオセットは可能な限り現実的なものとしており、美術の林田裕至は顔合わせの際に庵野から本作品にデザイン的な面白味は一切ないと告げられたという。

### 配役・演技
キャストは328名である。エンドクレジットは、長谷川・竹野内・石原とゴジラのモーションアクターを務めた野村萬斎を除き、役柄や序列を問わない50音順となっている。
キャスティングは、概ね樋口と東宝側の意向により決定された。樋口は、登場人物が多いため出番の短い俳優が多くなることから顔の印象が強い役者を重視し、また台本にないことをやりそうな俳優は避け、ニュートラルな芝居ができる者に絞ったと語っている。東宝プロデューサーの佐藤善宏によれば、小さい役でもいいからゴジラに出演したいという俳優や、庵野や樋口らのファンだという俳優などが多く、意外性のあるキャスティングになったと述べている。一方で、従来のイメージから切り離すため過去のゴジラシリーズの出演者は極力排しており、東宝プロデューサーの山内章弘は該当する俳優から出演の申し出も多く寄せられたが断ったことを証言している。巨災対のメンバーは、脚本ですでに「一匹狼、問題児、鼻つまみ者…」という紹介が記されていたため、それに合わせるかたちで配役が行われた。長谷川や石原をはじめ『進撃の巨人』から引き続いて出演している俳優も多いが、樋口は同作品に出演したという理由で起用はしていないものの、今度は違う面を見てみたいという想いはあったと述べている。庵野にとっては初対面の人物も多かったが、本読みの段階で上手い役者が多く、芝居場は大丈夫だと安堵したという。一方、樋口は本読みの際に柄本明が庵野のことを高く評価していたことで安心したと述懐している。
俳優の役作りについては、ミーティングの際に政治家や官僚の会話を録音して俳優に聞かせたうえで、「早口で、普段は使わない専門用語の多い言葉を流暢にかつ説得力を持って喋る」政治家や官僚のイメージを作るようにしたという。また、東日本大震災の発生当時に官房長官秘書官だった井上宏司が官邸の雰囲気などをレクチャーしたほか、会議の撮影時に現場で「総理入室時の起立と着席のタイミング」などを演技指導した。樋口によれば、セリフのスピードは現場でどんどん早くなっていったといい、失敗したらまた最初からやり直さなければならないため異常なまでの緊張感であったと証言している。長谷川や竹野内によれば、台本は一般的な映画の倍以上の厚さにセリフがぎっしりと書かれていたというが、石原は本読みの時点でセリフを全部入れており、竹野内は自身も一生懸命やらねばならないと触発されたことを語っている。庵野は、セリフのスピードやタイミングを自身がほぼコントロールしていたため、それ以外の芝居や演技プランについては俳優陣に委ねたと述べている。準備段階では、早口のセリフで2時間以内に収められるか検証するため、声優による通称「ラジオドラマ版」を収録していた。撮影中も、本職による指摘に基づいたセリフの修正を重ねており、大量の差し込み台本が発生したが、劇中「多摩川トンネル」とすべきところを「多摩トンネル」と脱字したまま収録してしまっている。
脚本では、各登場人物の性格設定や背景設定などは詳細には記されておらず、安田役の高橋一生は起きている状況に対峙することで各々の人間性が浮かび上がってくる逆説的な作りとなっており、あえて過去のドラマなどを排除することで観客の想像力を掻き立てていると評している。初期準備稿までは登場人物に名前はなく、役職で書かれていた。
ゴジラのモーションキャプチャーを担当したのは、狂言師の野村萬斎である。このことは公開当日まで伏せられており、公開初日の7月29日に「329人目のキャスト」として公表された。野村は「日本の映画界が誇るゴジラという生物のDNAに私が継承しております、650年以上の歴史を持つ狂言のDNAが入ったということで非常に嬉しく思っております」とコメントしている。樋口は、フルCGのゴジラに対する反発を考慮し、観客の心を動かすには人の入った着ぐるみと同じように伝統的な要素が必要であったと述べている。

### 撮影用カメラ・編集ソフト
使用カメラはハリウッドでも採用されるような映画向けハイエンドカメラからiPhoneまでが使用された。全国上映される規模の日本映画で、ランクの違うカメラがこれだけ混在し、それを編集するために、インディペンデント映画などで使用されることの多い、Adobe Premiereが使われたというのは国内では珍しい。
庵野によれば、当初iPhoneはアクアトンネルの投稿映像として使うだけの予定であったが、使い勝手が良いため自身でも撮影するようになった。撮影後半には撮影本体にもその有用性が認められ、積極的に用いられていった。IPhoneは4K解像度での撮影も可能であったが、庵野はそのことを知らず通常設定で撮影していた。D班監督の摩砂雪によれば、特殊なカメラが多かったことから長谷川や塚本ら出演陣もカメラに興味を示していたという。
（メインカメラ、レンズ）Arri Alexa XT studio（アーノルド&リヒター）、ツァイス Master Primeシリーズ＋アンジェニュー Optimo Lenses /（サブカメラ、レンズ）Red Epic（レッド・デジタル・シネマカメラ・カンパニー）、ツァイス Master Primeシリーズ＋アンジェニュー Optimo Lenses /（その他カメラ）キヤノン XC10、GoPro Hero 4 Black Edition、iPhone 6s Plus。
本作品の画面サイズは、画面アスペクト比1:2.35の東宝スコープである。庵野は、第2形態が横長であることなどからこのサイズを選んだが、直立した第3形態・第4形態ではビスタサイズの方が向いていたといい、サイズを使い分けても良かったとの反省を述べている。樋口は、シネマスコープ撮影用のアナモフィックレンズを使用することを提案していたが、庵野やプロデューサーの和田倉和利らはあまりメリットを感じず、アレクサがメインカメラとなった。XC10は、通常のシネマカメラよりコンパクトで4K撮影もできるものとして選ばれた。摩砂雪は、XC10のプロ仕様SDカードは1枚10万円するにもかかわらず58分しか録画することができず、撮影後複数のカードをハードディスクに移さねばならず撮影助手らが連日苦労していたことを証言している。
上述のように、編集作業は、通常の日本映画でしばしば使用される、業界標準とも言うべきAvid Media Composerシステムではなく、どちらかというと小規模な映像作品で使われることの多いAdobe Premiere Pro CCが使われた。これは、AvidとPremireでは映像素材をソフト内部で取り扱う方法が異なるためで、一言でいうと、堅牢で厳格な設計のAvidと比較し、Premiereでは様々な映像素材をミックスした「フレキシブルな編集」が「軽快」にでき、「レンダリングなしでも再生できる“やんちゃ”な設計」が利用できることと、複数での同時作業を組むシステム構築が容易であったためだという。また編集の際、マルチアングルの撮影素材の全静止画サムネールをA4に印刷して採用カットを決めていくなど、これまでの映画製作の常識では考えられない独自の方法にて仕上げられて行った。庵野は、技術的には退行した作業をVFXチームに要望しているため、彼らの今後の仕事に支障が出ないよう自身に「画像設計」の役職を課し、その責任を取るかたちとした。

### 撮影
撮影部隊は、本隊のA班、特撮兼任のB班、モニター画面などを手掛けるC班、遊撃部隊のD班からなる4班体制で編成された。D班監督の摩砂雪は、当初画コンテのみ担当する予定であったが打ち合わせで撮影への参加も言い渡されたといい、A班のカメラの隙間からゲリラ的に撮影を行っていたため現場ではメイキング班以下の扱いであったという。しかし、D班の映像は完成作品に多く用いられており、同班に参加した総監督助手の轟木は結果として庵野と摩砂雪が手掛けた映画『ラブ&ポップ』に近い雰囲気にもなったと述べている。
当初、庵野は脚本とプリヴィズおよびVFXの作業に従事するため撮影には参加しない予定であったが、自身が求める撮影素材の確保や現場の意識改革などのため可能な限り本人が現場へ参加するかたちとなった。庵野は後者の理由について、現場スタッフは日本映画の現場セオリーに基づいたルーティーンワークとなっており、そこからは面白さも新しさも生まれにくいとの考えからそれらを否定し、スタッフにパラダイムシフトを起こすことを目的としていた。それにより綺麗にまとまった芸術作品としての映画ではなく、現場の混沌としたエネルギーをそのまま紡ぎたかったと述べており、シーンごとにその目的も方法も異なっていたため現場が混乱することも承知であったが、演出意図を詳細に説明する時間が惜しく、説明することによってまとまってしまうことも嫌であったという。庵野は、スタッフにとっては年に何本かある仕事の1本であっても、自身にとっては特別な1本であり、『エヴァンゲリオン』のスタッフやファンを待たせているというプレッシャーは自身の問題であるものの、それに近い意識をスタッフに向かせることも意図していたと述べている。その結果、庵野は撮影現場では常にいらだっており、自身でもあまりいい記憶がなく、現場が保ったのは樋口が立ち回ってくれていたおかげであったと述懐している。樋口は、当初は反発するスタッフ・キャストをなだめつつ自身でもこれでよいのか思い悩んだが、最終的には庵野のやり方が面白そうだと感じるようになり、自身も過去に多くの人から助けられてきた経験から本作品では庵野に尽くすことを決めたという。プロデューサーの和田倉和利は、現場が和気あいあいとしていても出来上がりが良くなければ意味がなく、本作品で不安を感じていた人々もラッシュを観て皆面白いと言っていたので、終わり良ければすべて良しであると語っている。
クランクインは2015年5月31日で、北海道にて陸上自衛隊第7師団による模擬演習の撮影から始められたが、荒天のため撮影素材としては使用できず、白組のVFX参考用の映像となった。クランクアップは、俳優絡みの撮影は11月4日で終了していたが合成素材などの撮影は継続しており、公式なクランクアップ日である2016年4月18日となっているが、その後も5月26日まで撮影は続いた。
2015年9月6日に、蒲田で駅前の通行を規制して大規模なエキストラ撮影が行われた。9月9日には蒲田の梅屋敷商店街でも人止めをして大規模な撮影が行われたが、諸々の都合によりカットされた。
防衛省・中央指揮所のセットは、東宝スタジオ第10ステージに設けられ、9月8日に撮影が行われた。同セットでは、会議室奥のPCルーム側からは撮影を行わないため床や壁面はスタジオそのままとなっている。その後、統合任務部隊司令部に飾りかえられ、9月25日に同シーンの撮影が行われた。防衛省の各施設は正確な情報を得られなかったため、ハリウッド映画の米軍基地などを参考にしている。撮影の山田康介は、資料がないため照明にシアンの色味をつけて格好良さを重視して撮影したが、庵野からやりすぎだと指摘され補正している。
避難所として用いられている体育館のシーンは、デジタルハリウッド大学八王子キャンパスで9月18日に撮影された。飾りこみに時間がかかるため、避難生活中のシーンを先に撮影したのち、物資を撤去して避難直後のシーンが撮影された。
多摩川浅間神社でのロケセットの撮影は9月24日に行われた。指揮所のテント内のセットは東宝スタジオ第5ステージに設けられ、9月29日に撮影された。倒壊するギミックは双方で用いられた。
官房副長官執務室のセットは東宝スタジオ第9ステージに設けられ、10月1日から2日にかけて撮影が行われた。飾られている鉄道模型は庵野の私物で、叔父の形見でもある1/42スケールの国鉄D51形蒸気機関車は『ラブ&ポップ』にも登場していた。
首相官邸危機管理センター・幹部会議室のセットは第9ステージに設けられ、10月3、4、29日に撮影が行われた。同施設は写真などの情報が得られなかったため、有明の防災施設の会議室を参考にしている。
大田区の被災現場のオープンセットは、横浜市のスタジオ「本牧バックロット」に8月から2ヶ月かけて設営され、10月5日に撮影が行われた。日常と災害のつながりを表現するため無事な建物も3軒分建てられている。庵野は実際に見た東日本大震災の被災地を参考にしており、建材や生活用品などをこだわっていた。瓦礫や潰れた車などは美術部が制作したカポックだけではなく周辺の解体業者などから安く買い取った実物も用いており、美術デザインを担当した稲付正人は廃品などを持ち込んでいたため近隣住民から不法投棄を疑われたことが度々あったという。これらの廃棄物は、撮影後に可能な限り分別して処分している。同セットでは、矢口が瓦礫の中の家族写真を見つめる横で、父親を失ったその家族が横切っていくというシーンも撮影されていたが、庵野の判断により矢口が写真に手を合わせるだけのシーンに改められた。
総理執務室のセットは幹部会議室の隣に設けられ、10月7から9日にかけて撮影が行われたのち、官房長官執務室に改装された。官邸の各執務室は、美術スタッフが実際に見学したほか、写真などの資料も豊富に存在したため、実際の部屋を可能な限り再現している。見学では、撮影やスケッチ、採寸が禁止されていたため、スタッフは歩数などから寸法を算出した。調度品もメーカーまで調べ、同じデザインの棚を細かく採寸して再現したり、ソファも同じ布を用いたりするなど徹底していた。壁に掛けられている富士山の絵は、実際の執務室は絹谷幸二のものが飾られているが、撮影では富士山の絵としては絹谷に並び評されている片岡球子の絵の実物を用いている。複写を用いることも検討されたが、権利関係がかえって複雑になるため実物を用いることとなり、1億円の保険をかけ夜間にはガードマンがセットにつくなど異例の体制がとられた。カーペットのみ実際の製造元での800万円の見積もりであったため断念しプリントで再現しているが、これも撮影用のものとしては破格の費用であったという。隣接する秘書官室は、撮影に必要な部分のみ制作された。官房長官執務室の撮影は10月18日に行われた。
科学技術館屋上でのヤシオリ作戦のシーンの撮影は、10月14日から15日に行われた。指揮所の櫓は、総合火力演習で用いられていたものを参考にしている。装備品の多くはタバ作戦での装飾を流用している。別日の撮影では、顔の映らない防護服姿の人物はボランティアのエキストラが演じた。
総理応接室およびエレベーターのセットは第9ステージに設けられ、10月18日に両者の撮影が行われた。エレベーターは改装してインテリジェントビルのエレベーターとしても撮影されたが、同シーンはカットされた。
首相官邸・大会議室のセットは、第10ステージに設けられ、10月9日に撮影が行われた。当初はテーブル上にペットボトルを置く予定であったが、会議中にペットボトルは置かないという指摘により撤去された。10月13日に撮影された会見室も第10ステージに設けられたが、壁は2面のみが作られた。
立川広域防災基地内の各施設は、明星大学青梅キャンパス内のロケセットで10月21日から24日および11月2日、4日にかけて撮影された。外観は実際の基地のものを使用している。
架空の駅である東京メトロ千代田線「赤坂五丁目駅」A2番出口のセットは、第9ステージで10月25日に撮影された。当初はロケ撮影を予定していたが、撮影許可が降りる場所がなくセットを用いることとなった。背景の街並みは、グリーンバック合成で表現している。
10式戦車車長席のセットは、第9ステージで10月29日に撮影された。
巨災対が使用する首相官邸第二会議室のセットは第10ステージに設けられ、10月30日から31日にかけて撮影が行われた。
本作品ではヘリコプターによる空撮も多用しているが、アクアライン周辺は羽田空港の進入航路にかかるため離発着開始前の早朝しか撮影することが出来ず、B班監督の尾上は事前に綿密な計算をせねばならず苦労した旨を語っている。
避難民で渋滞するシーンは、宇都宮にてエキストラがマイカー持参で撮影している。
ドキュメンタリータッチにしたいという庵野の意向により、本編では効果音をつけず撮影時に同時録音されたものをそのまま用いている。俳優が装着するピンマイクでは、セリフ以外の音は入らず足音などがない状態であったが、庵野はそれもつけないよう指示したという。

### ミニチュア特撮
建物の破壊描写などにはミニチュア特撮も用いているが、従来の作品のような大掛かりなセットではなく民家数件分や室内など局所的な作りであった。庵野は、ミニチュア特撮が持つ手作りの温かさや擬似的なパース表現などが、硬質で禁欲的な本作品の世界観には合わなかったと述べている。それでもミニチュア特撮を用いた理由についてB班美術の三池敏夫は、潤沢な時間と予算があればすべてフルCGで表現することもできただろうが現状の日本では難しく、出来ているものを撮った方が早くて良いものになるという考えであったと述べている。
企画当初はCGとミニチュアの併用も検討され、1/38スケールのアニマトロニクスゴジラやそれに合わせた東京駅のミニチュアが用意されていたが、いずれも不採用となった。東京駅の制作はマーブリング・ファインアーツが担当していた。『進撃の巨人』でロケセットと合成を繋ぎやすいようにミニチュアセットを3DCGの素材として用いていたことから、本作品でも瓦礫の街のミニチュアが合成素材用に制作していたが、こちらも不採用となった。
第2形態に押しつぶされる民家は、1/10スケールで制作された。瓦は1枚ずつ屋根の上に乗せている。破壊シーンは、ウエスを貼った発泡スチロールをラテックスでコーティングした第2形態のダミー頭部を移動車に乗せて突っ込んでいる。
倒壊するマンションの室内は、1/4スケールで制作された。日用品も細かく作り込んでおり、サッカー好きの子供がいる家庭と想定して飾りつけている。倒壊するシーンは、セット全体を傾けている。撮影は、メインカメラのほかにGoProをミニチュアの中に数台仕込んで行われた。同じマンションの駐車スペースは、1/10スケールで別途制作された。
劇中写真で描写された海底の放射性廃棄物もミニチュアで撮影された。ドラム缶は1/4スケールのアップ用と1/10スケールのロング用が制作された。セットは、スモークと照明で海底を表現している。作業する人物は、スタッフが扮したものを合成している。
第4形態により崩壊する法面は、カポックで1/10スケールのものが作られ、壊れる部分のみ石膏に置き換えている。土砂は上から人力で落としている。破壊される家屋は、倒壊時に内側が見えても問題ないよう内部まで作り込んでいる。家屋を破壊するゴジラの足は、撮影では鉄骨のフレームに中華鍋を溶接しFRP製の爪をつけたものが用いられた。
倒壊するオフィスビル内部は、まず仮模型を用いて検証が行われたが、途中の障害物として用意された柱により昭和の建物のように見えてしまい、机が引っかかってリテイクになる可能性もあったため、この柱はオミットされた。本番のミニチュアは1/4スケールで制作された。キャスターが転がる椅子、トレイが引き出せるコピー機、ファイルの入った書類棚など小物類は精密に作られており、三池はこれらは実物を用いた方が安上がりだったかもしれないが、実物大セットを傾斜させる仕掛けを実現する予算はなかったと述べている。ヤシオリ作戦で爆破されるビル内部は、このミニチュアを飾り替えて撮影している。爆破シーンは当初東京駅地下街と想定していたが適当な場所が見つからず、庵野の提案によりビル内部という設定に改められ、廃棄寸前であったミニチュアを組み直している。爆薬のミニチュアには実際に火薬を仕込んで爆発させている。
アクアライン内部の泥流や変色する海水なども特撮で表現された。撮影に使用されたプールは、市販されているアメリカ製の家庭用プールを用いている。透明アクリルを用いて道路のアスファルトが溶ける描写も撮影された。

### VFX
CG制作は白組が中心となって行われ、『進撃の巨人』を手掛けたチームが中核をなしているほか、実写経験のない『STAND BY ME ドラえもん』のスタッフも参加している。VFXプロデューサーの大屋哲男は、白組を起用した理由について『進撃の巨人』で同社の底力を感じ、同社の制作体制も把握していたことなどを挙げている。白組は、映画『ALWAYS 続・三丁目の夕日』（2007年）でもゴジラのCGを手掛けていたが、そちらは山崎貴作品を担当する調布スタジオによるものであったため、本作品を手掛けた三軒茶屋スタジオのスタッフがゴジラを担当するのは初めてであった。
当初は、VFXスーパーバイザーの佐藤敦紀が同社に常駐し、CGディレクターの岩本晶が全体を統括、CGスーパーバイザーの伏見剛が3DCGを、コンポジットスーパーバイザーの小林晋吾が合成関連を、上西琢也がゴジラのモデリングをそれぞれ取りまとめるという体制がとられていた。しかし、岩本、伏見、小林らがCG合成カット以外も含めた本編撮影の多くに立ち会うこととなってしまい事前準備が進まず、ゴジラ初上陸時、タバ作戦、ヤシオリ作戦の各パートにシークエンスリーダーが立てられることとなった。佐藤は、編集作業を主としていたが、庵野と白組側との意思疎通がうまくいっていなかったため、自身が矢面に立ち庵野の要望を聞いて白組へ伝える調整役になったと述べている。大屋は、庵野と佐藤と白組のラインが機能し始めてから作業が急進展したと証言している。1画面の情報量が多く、レンダリングの負担を軽減するため白組社内に227台のマシンが増設された。
タバ作戦は実景にCGを合成するというかたちであったが、ヤシオリ作戦のシーンでは皇居や官公庁が近いため撮影の制限されている場所があり、また壊れるビルを実景からCGに差し替えると作業工程が増えてしまうなどの理由から、航空測量を行うアジア航測が制作した3Dモデルを参考に東京駅界隈はフルCGで描写された。ビルの倒壊シミュレーションは、StealthWorksのCGディレクターである米岡馨が協力している。伏見によれば、庵野はビル構造の精密さよりも、倒壊のタイミングやその動きのダイナミックさなどを重視していたと証言している。また、小林によれば庵野は煙の表現にこだわっていたといい、空間の広がりを見せるため画面端にも煙を届かせることを要望されたという。駅舎の描写にスチル素材を用いたいというポストプロダクション班の要望により、人のいない正月三が日に素材撮りが行われたが、完成作品では使用していない。CGプロデューサーの井上浩正は、東京駅周辺をフルCGにしたのは伏見の大英断であったと述べている。
タバ作戦での戦闘車両のCGは、メカニック専門CGモデラーの杉山タンク和隆が1人ですべて制作した。戦車の質感の表現には、伏見の趣味であるプラモデルの技法を応用して、薄く削ったパステルで模様を作り、その写真をCGに張り込むという手法を行っている。
放射線流で破壊されるビルは、「破壊されるビル」「熱線による溶解表現」「煙表現」「飛び散る破片」など複数のレイヤーに分けて制作されている。ゴジラが下手を向く際に熱線の位置が一部ずれてしまっているが、庵野の判断によりそのままとなっている。
『進撃の巨人』から導入されたピクチャーエレメントによるボディスキャンが本作品でも用いられた。エキストラ232人のスキャニングデータは完成映像では用いられなかったが、ゴジラの雛形やミニチュアのスキャニングなどで活用された。

### 音楽・音響
音楽には、庵野が監督を務めた『ふしぎの海のナディア』『新世紀エヴァンゲリオン』で音楽を担当した鷺巣詩郎が起用された。鷺巣によると、2015年1月1日に庵野夫妻との食事の席で参加を依頼されたという。庵野は、鷺巣の起用について音楽メニューなしでも組めるほど互いを理解していることのほか、鷺巣の父である鷺巣富雄（うしおそうじ）が円谷英二と縁のある人物であったことも理由に挙げている。鷺巣は、依頼を受けた翌日からインスピレーションが湧いていたといい、同年春までは『進撃の巨人』と同時進行で作曲を進めていた。
本作品では、『ヱヴァンゲリヲン新劇場版:Q』と同じく、庵野側から発注はせず鷺巣が自由に制作した候補曲を当てはめていくという手法がとられた。庵野は、鷺巣の音楽を聞くとインスピレーションが湧いてくるといい、そのシーンに音楽をつけると編集の必要がないぐらい尺にはまると述べている。一方、鷺巣は、庵野の映像に曲がはまると想像以上の相乗効果になっているといい、自身の曲であっても「庵野秀明の音楽」になっていると評している。
劇中では『エヴァンゲリオン』の音楽が使用されたほか、伊福部昭の音楽も使用されている。庵野は脚本執筆の段階でヤシオリ作戦のシーンで「宇宙大戦争マーチ」を使用することを決めており、オリジナルのモノラル音源が使用された。伊福部の曲は当初オリジナル録音版の上に当時の演奏を可能な限り再現・編集したステレオ再録版を被せた疑似ステレオ音源を使用する予定だったが、直前になって庵野の判断でオリジナル音源をそのまま使用することになった。没になった疑似ステレオ音源は『シン・ゴジラ音楽集』に収録されている。音楽プロデューサーの北原京子は、オリジナル音源では低音の響きが本来の狙った効果なのかテープの物理的な劣化によるものなのか判断が難しかったことを語っている。
第4形態上陸時の「ゴジラのテーマ」は、録音状態の良い『ゴジラvsメカゴジラ』でのものも検討されたが、インパクトの強さから『キングコング対ゴジラ』でのものが選ばれた。
エンディングテーマは、『ゴジラ』『三大怪獣 地球最大の決戦』『怪獣大戦争』『ゴジラvsメカゴジラ』の各メインタイトルで構成される。『怪獣大戦争』のテーマは「宇宙大戦争マーチ」と同じメロディを用いているが、庵野は被ることを承知で外せなかったと述べている。唯一、平成VSシリーズからの選曲となった『vsメカゴジラ』は、庵野が好んでいる楽曲であり、平成VSシリーズのファンへのサービスも兼ねたものであった。庵野は、本編でも同曲を用いたかったが使いどころがなかったと述べている。
また、巨災対の仕事や会議の場面では『エヴァンゲリオン』シリーズの音楽「EM20」が使用されている。当初、同シーンには音楽をつけない予定であったが、庵野はラッシュを観て寂しいと感じ、試しに同曲をつけたところ予想以上にはまったという。しかし、カラー内でのリサーチ試写では反対意見も挙がり、折衷案として後半は曲調を変えている。鷺巣は、観客からは「またこれか」と思われるかもしれないが、それを承知で打っているからこそ定石として成立していると語っている。
ラッシュ段階では、北品川での対戦車ヘリ現着シーンで『空の大怪獣 ラドン』の「ラドン追撃せよ」、ヤシオリ作戦の第1特殊建機小隊のシーンで『宇宙大戦争』のメインタイトル、第2・第3建機小隊のシーンで『宇宙大怪獣ドゴラ』の「航空隊攻撃開始」があてられていた。
効果音は、自衛隊装備などは現実の音を用いているが、現実的ではないゴジラの鳴き声や足音、放射熱線の音や爆発・破砕音などは昭和の東宝特撮の効果音を用いている。庵野は、当時の効果音はそれ自体がキャラクターとなっており、新しい音をつけてもゴジラのキャラクターにはなり得ず、変える必要を感じなかったと述べている。音響効果の野口透は、ある程度は調整しないと劇場で迫力のある音として聞こえないため、庵野に気づかれない範囲で修正するのに苦労した旨を語っている。北原は、担当外であったが効果音のマスター探しにも奔走することとなり、本作品で最も苦労した仕事に挙げている。
音響は、表記上5.1チャンネルとなっているが、実際にはリアスピーカーを使用しない3.1チャンネルである。これにより、モノラル音源であった伊福部楽曲や東宝特撮の効果音を違和感なく使用しているほか、「映画はスクリーンが前にあるから後ろの音は必要ない」という庵野が音響技師の柏原満から教えられた方針も踏襲している。この仕様については、同じ東宝配給であった『風立ちぬ』が1.1チャンネルのモノラル音声であったことも後押しになったという。庵野は、「画像設計」と同様に音響面でも退行した技術を要求しているため自身を責任者として「音響設計」の役職も兼任している。

### 年譜
- 2014年
  - 12月8日、東宝によりゴジラの新作映画の製作が発表された[出典 131]。
- 2015年
  - 4月1日、総監督・脚本に庵野秀明、監督・特技監督に樋口真嗣が起用されたことが発表された[出典 132]。
  - 9月23日、タイトルが『シン・ゴジラ』であり、出演者が長谷川博己、石原さとみ、竹野内豊であることが発表された[127][181]。
  - 11月2日、撮影が10月31日に終了したことを石原が公式LINEアカウントで報告した[184][185]。
  - 12月10日、公開日が2016年7月29日に決定したこと、ティザービジュアル、特報、キャッチコピー「ニッポン対ゴジラ。」、ゴジラの体長がシリーズ最大の118.5メートルであることが発表された[出典 133]。
- 2016年
  - 1月6日、本作品に登場するゴジラを東宝スタジオで写した写真4枚がFacebook上に流出した[188]。
  - 3月25日、本作品の公開を記念して『GODZILLA ゴジラ』を含む史上初のシリーズ29作品を一挙上映する企画「シン・ゴジラ映画総進撃」が同年5月7日 - 6月17日に神保町シアターにて開催されることが発表された[189][190]。
  - 4月14日、予告編が発表された。同時に、ゴジラの全身像、キャスト、スタッフも発表となった[出典 134]。
  - 7月1日、新予告編が一部の劇場限定で公開された[192]。
  - 7月19日、完成報告会見が品川プリンスホテルで開催された[出典 135]。
  - 7月25日、ワールドプレミアが東京のTOHOシネマズ新宿にて開催され、会場前の歌舞伎町のセントラルロードにゴジラの体長と同じ118.5メートルのレッドカーペットが設えられた[181]。レッドカーペットイベント前にはひかれたセントラルロードが、同日をもって正式に「ゴジラロード」と名付けられることとなり、命名式が執行された[195][181]。
  - 7月26日、大阪道頓堀のとんぼリバーウォークにて公開直前イベントが開催された[196][190]。長谷川と石原が登壇したほか、巨大ゴジラヘッドが初披露された[190]。

## 公開・興行成績

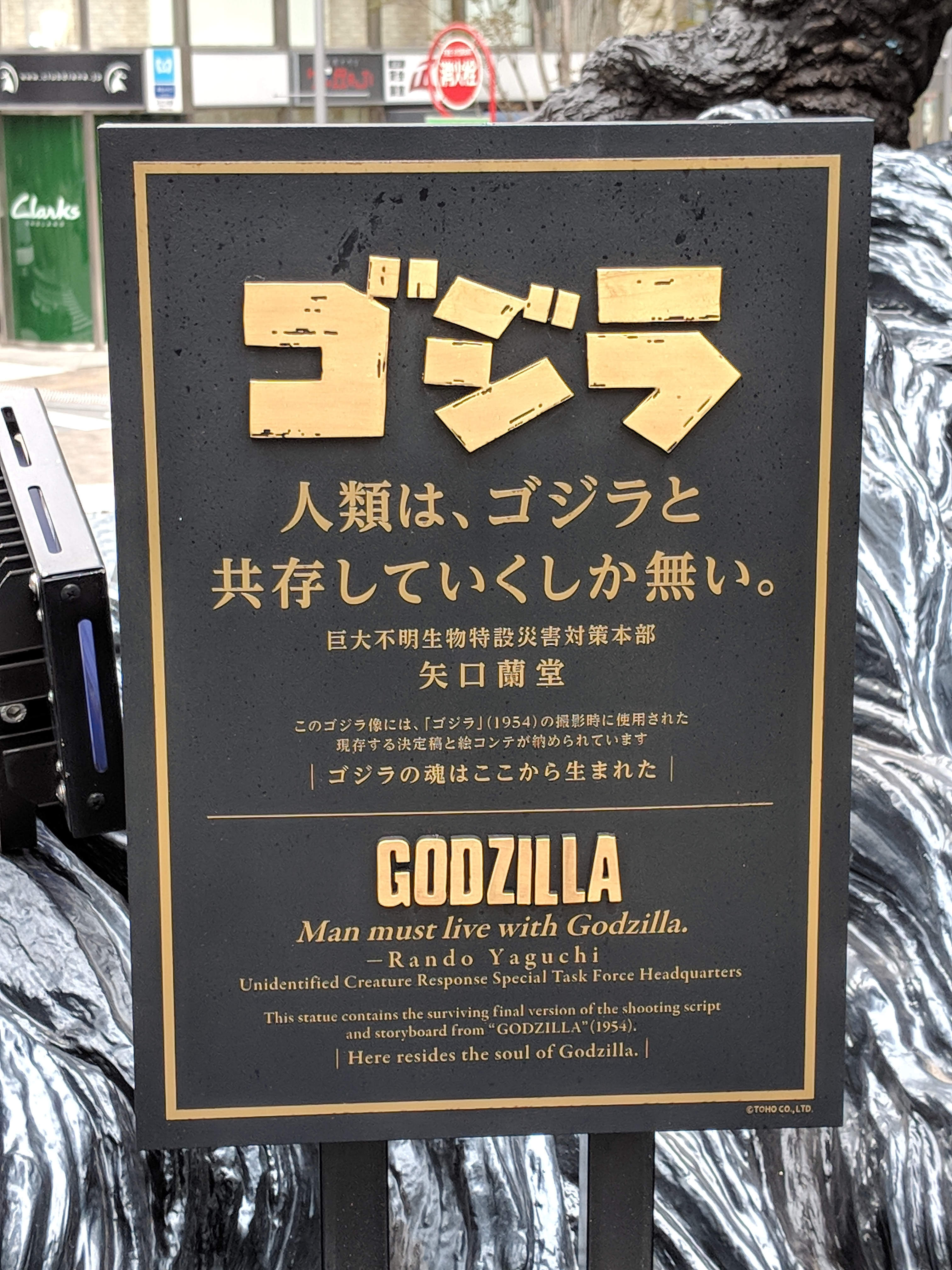
日比谷ゴジラスクエアのゴジラ像の側に設置されたプレート

2016年8月1日に発表された公開1週間目の映画観客動員ランキングでは約41万人の動員で第1位を獲得し、興行収入は約6億2,500万円を記録した。8月8日の興行通信社発表によると、公開2週目で2週連続1位となる累計動員約145万人・累計興収は約21.5億円となった。8月14日（公開17日間）に、累計動員約231万人・累計興収約33.8億円となって2014年夏に公開されたハリウッド版『GODZILLA ゴジラ』の最終興収約32億円を上回った。その後、公開5週目を迎えた7月29日から8月28日までの公開1か月で累計動員360万人・累計興収53億円を突破、2016年公開の邦画実写映画1位を獲得した。
さらに9月6日までで累計動員約421万人・累計興収約61.3億円に達し、1992年公開の第19作『ゴジラvsモスラ』の累計動員約420万人を突破して平成シリーズ以降で最高の動員数となった。公開7週目（9月10-11日）でベスト3圏外となったが、累計成績は動員約451万人、興収約65.7億円を記録した。その後もロングランとなって着実に記録を伸ばし、公開から111日となる11月16日には累計動員が約551万人、累計興収は80億円の大台を突破。最終興行収入は82.5億円となった。なお、これはゴジラシリーズとしては最大の国内興収でもある。
8月15日には発声可能上映（上映中の声出し、コスプレ、ケミカルライトの持ち込みOK）が新宿バルト9で行われ、『アオイホノオ』などで知られる漫画家・島本和彦が出席、さらにこの日は庵野総監督もサプライズ登壇した。また、8月24日には女性限定での上映イベント「女性限定鑑賞会議」が前述の発声可能上映同様の上映として開催され、出演した市川実日子、松尾諭、塚本晋也、片桐はいりが劇中衣装で登壇した。なお、同イベントのチケットは販売開始3分で売り切れるほどの人気となった。
このほか、公開日から8月10日まで行われたIMAX上映も映画のヒットを受ける形で8月25日から9月9日まで再上映するほか、TOHOシネマズ新宿では8月26日に本作品と庵野が監督を務めた『ヱヴァンゲリヲン新劇場版:序』、『ヱヴァンゲリヲン新劇場版:破』、『巨神兵東京に現わる』の3作品を一挙上映する「ゴジラ・エヴァ・巨神兵 シン・チャンピオンまつり」を実施、旧日本劇場時代からゴジラシリーズを上映してきたTOHOシネマズ日劇でも9月2日から15日までの大ヒット記念上映を行う。9月15日の19時30分の回から発声可能上映が、北海道から福岡まで日本全国26の劇場で上映開催された。
TOHOシネマズ新宿では、庵野秀明総監督をはじめ、市川実日子、松尾諭、高橋一生と、さらにサプライズゲストとして長谷川博己が登壇した舞台あいさつを開催、その模様が全劇場に生中継されたほか、ユナイテッド・シネマ札幌では同劇場のみの企画として島本和彦とSF作家の笹本祐一が登壇し、新宿と札幌の舞台挨拶のネット配信も行われた。
日本国外の公開は、台湾で2016年8月12日に行われたほか、シンガポールで16日、フィリピンで24日、香港で25日、タイ王国で9月8日にそれぞれ劇場公開された。アメリカでは10月3日にはロサンゼルス、10月5日にはニューヨークでプレミア上映が行われ、10月11日から18日にかけて全米440館以上で上映された。アメリカでの公開初日は全米興行収入ランキングで10位に食い込む快挙となった（Weekendでは、422館での公開で12位初登場）。アメリカとカナダでは上映を延長し、10月22日に200館で追加上映され、数館では10月27日まで毎日上映された。アメリカでの興行成績は約150万ドルとなった。オーストラリア、ニュージーランド、韓国でも公開された。
2016年11月、「シン・ゴジラ」が2016 ユーキャン新語・流行語大賞にノミネートされた。
2020年、新型コロナウイルスの影響で全国の映画館が軒並み休業。映画館の営業が再開した都道府県では新作の上映が出来ず、本作品のリバイバル興行が行われた。その結果、2020年5月16日 - 17日の週末動員ランキングで、6位にランクインした。

## モノクロ版
2023年、山崎貴監督による映画『ゴジラ-1.0』の公開に合わせたイベント「『ゴジラ-1.0』公開記念 山崎貴セレクション ゴジラ上映会」第4回において、本作のモノクロ版『シン・ゴジラ：オルソ』（英語題：SHIN GODZILLA:ORTHOchromatic）が公開された。同年10月27日、池袋HUMAXシネマズでのトークショー付き上映会と全国6館での生中継で公開ののち、10月28日と29日にも上映された。
上記上映会には庵野もゲストとして登壇したが、この依頼を受けた庵野による企画でモノクロ版が製作され、樋口真嗣と尾上克郎が監修を担当した。「オルソ」とはモノクロフィルムの「オルソクロマチックフィルム」から採られており、作品の質感もこのフィルムを目指して制作された。

## 評価
押井守は「最近の日本映画の中ではちゃんと出来ていて、まるで奇跡のようだ」と評価している。特に、ゴジラがキャラクター化し、まるで感情移入を誘うような作品群を批判しながら、ゴジラを舞台装置に留め官僚たちの苦悩を描いたシン・ゴジラの脚本を成功の要因に挙げている。一方、音響については苦言を呈しており、庵野秀明が音響監督にクレジットされていることについて、専門職に任せず関わりたがる性格について触れている。庵野を「コピーの天才」と喩えて、レイアウトやテーマが影響されたものが多くオリジナリティ要素が無いことを減点とし、押井の中では高評価だという70点を付けている。
東宝チャンピオンまつり時代のゴジラシリーズや『ゴジラ』（1984年版）などで特技監督を務めた中野昭慶は、ゴジラ単体で映画として成立させることは難しいとしており、その点について本作品はよくやったと評し、細かなディテールを描くなどCGだからやれた部分もあるだろうと述べている。一方、本作品が1984年版から影響を受けているとの指摘についてはそのような意識はないと述べており、両作品とも政治色が強いのはゴジラ単体ではそういった要素を入れ込まないとドラマとして成り立たないとしている。

### 批評家のレビュー
Rotten Tomatoesには44件の批評家レビューがあり、平均値は6.8点、支持率は84パーセントで、"Certified Fresh"（新鮮保証）印を受けている。このうち著名な"Top Critics"（トップ批評家）によるレヴューは8件あり、平均値は6.7点、支持率は75パーセントとなっている。Metacriticには12件の批評家レビューがあり、平均値は68点となっている。

### 受賞・ノミネート
第90回キネマ旬報ベスト・テンでの第2位選出は、ゴジラ作品としては史上初。
| 発表年 | 賞                                                           | 部門                              | 対象                                | 結果       |
| ------ | ------------------------------------------------------------ | --------------------------------- | ----------------------------------- | ---------- |
| 2016   | 第38回ヨコハマ映画祭                                         | 日本映画ベストテン                | シン・ゴジラ                        | 第4位      |
| 2016   | 第38回ヨコハマ映画祭                                         | 特別大賞                          | 庵野秀明                            | 受賞       |
| 2016   | 第41回報知映画賞                                             | 作品賞・邦画                      | シン・ゴジラ                        | ノミネート |
| 2016   | 第41回報知映画賞                                             | 監督賞                            | 庵野秀明                            | ノミネート |
| 2016   | 第41回報知映画賞                                             | 助演女優賞                        | 石原さとみ                          | ノミネート |
| 2016   | 第29回東京国際映画祭                                         | ARIGATO賞                         | シン・ゴジラ                        | 受賞       |
| 2016   | 第16回センス・オブ・ジェンダー賞                             | 特別賞                            | 市川実日子                          | 受賞       |
| 2016   | 日本映画ペンクラブ選定ベスト5                                | 日本映画部門 2016年度ベスト5      | シン・ゴジラ                        | 次点       |
| 2016   | 第34回ゴールデングロス賞                                     | 優秀銀賞                          | シン・ゴジラ                        | 受賞       |
| 2016   | 第58回日本レコード大賞                                       | 特別賞                            | シン・ゴジラ                        | 受賞       |
| 2016   | 2016年ヒット番付（日経エンタテインメント!）                  | 東関脇                            | シン・ゴジラ                        | 受賞       |
| 2016   | 2016年ユーキャン新語・流行語大賞                             | 候補語                            | シン・ゴジラ                        | ノミネート |
| 2017   | 第90回キネマ旬報ベスト・テン                                 | 日本映画ベスト・テン              | シン・ゴジラ                        | 第2位      |
| 2017   | 第90回キネマ旬報ベスト・テン                                 | 脚本賞                            | 庵野秀明                            | 受賞       |
| 2017   | 第90回キネマ旬報ベスト・テン                                 | 読者ベスト・テン（日本映画）      | シン・ゴジラ                        | 第2位      |
| 2017   | 第40回日本アカデミー賞                                       | 最優秀作品賞                      | シン・ゴジラ                        | 受賞       |
| 2017   | 第40回日本アカデミー賞                                       | 最優秀監督賞                      | 庵野秀明（総監督）/樋口真嗣（監督） | 受賞       |
| 2017   | 第40回日本アカデミー賞                                       | 優秀主演男優賞                    | 長谷川博己                          | 受賞       |
| 2017   | 第40回日本アカデミー賞                                       | 優秀助演女優賞                    | 石原さとみ/市川実日子               | 受賞       |
| 2017   | 第40回日本アカデミー賞                                       | 優秀音楽賞                        | 鷺巣詩郎                            | 受賞       |
| 2017   | 第40回日本アカデミー賞                                       | 最優秀撮影賞                      | 山田康介                            | 受賞       |
| 2017   | 第40回日本アカデミー賞                                       | 最優秀照明賞                      | 川邉隆之                            | 受賞       |
| 2017   | 第40回日本アカデミー賞                                       | 最優秀美術賞                      | 林田裕至/佐久嶋依里                 | 受賞       |
| 2017   | 第40回日本アカデミー賞                                       | 最優秀録音賞                      | 中村淳（録音）/山田陽（整音）       | 受賞       |
| 2017   | 第40回日本アカデミー賞                                       | 最優秀編集賞                      | 庵野秀明/佐藤敦紀                   | 受賞       |
| 2017   | 第71回毎日映画コンクール                                     | 日本映画大賞                      | シン・ゴジラ                        | 受賞       |
| 2017   | 第71回毎日映画コンクール                                     | 女優助演賞                        | 市川実日子                          | 受賞       |
| 2017   | 第71回毎日映画コンクール                                     | 美術賞                            | 林田裕至・佐久嶋依里                | 受賞       |
| 2017   | 第71回毎日映画コンクール                                     | 監督賞                            | 庵野秀明                            | ノミネート |
| 2017   | 第71回毎日映画コンクール                                     | 脚本賞                            | 庵野秀明                            | ノミネート |
| 2017   | 第71回毎日映画コンクール                                     | 撮影賞                            | 山田康介                            | ノミネート |
| 2017   | 第71回毎日映画コンクール                                     | 音楽賞                            | 伊福部昭・鷺巣詩郎                  | ノミネート |
| 2017   | 第71回毎日映画コンクール                                     | 録音賞                            | 中村淳                              | ノミネート |
| 2017   | 第59回ブルーリボン賞                                         | 作品賞                            | シン・ゴジラ                        | 受賞       |
| 2017   | 第59回ブルーリボン賞                                         | 助演女優賞                        | 石原さとみ                          | ノミネート |
| 2017   | 平成28年度（第67回）芸術選奨文部科学大臣賞                   | 映画部門                          | 庵野秀明（『シン・ゴジラ』の成果）  | 受賞       |
| 2017   | 第20回文化庁メディア芸術祭                                   | エンターテインメント部門大賞      | シン・ゴジラ（庵野秀明・樋口真嗣）  | 受賞       |
| 2017   | 第26回東京スポーツ映画大賞                                   | 作品賞                            | シン・ゴジラ                        | ノミネート |
| 2017   | 第26回東京スポーツ映画大賞                                   | 監督賞                            | 庵野秀明・樋口真嗣                  | 受賞       |
| 2017   | 第26回東京スポーツ映画大賞                                   | 助演女優賞                        | 市川実日子                          | ノミネート |
| 2017   | おおさかシネマフェスティバル2017                             | 日本映画作品賞ベストテン          | シン・ゴジラ                        | 第4位      |
| 2017   | おおさかシネマフェスティバル2017                             | 撮影賞                            | 山田康介                            | 受賞       |
| 2017   | 第37回日本SF大賞                                             | 特別賞                            | シン・ゴジラ（庵野秀明）            | 受賞       |
| 2017   | 第48回星雲賞                                                 | メディア部門                      | シン・ゴジラ（庵野秀明）            | 受賞       |
| 2017   | 映画秘宝2016年                                               | 映画ベストテン                    | シン・ゴジラ                        | 1位        |
| 2017   | HIHOはくさいアワード（2016年度）                             |                                   | シン・ゴジラ                        | 5位        |
| 2017   | エランドール賞（2016年度）                                   | プロデューサー賞映画部門          | 山内章弘                            | 受賞       |
| 2017   | 第21回日本インターネット映画大賞                             | 日本映画部門 作品賞（ベストテン） | シン・ゴジラ                        | 2位        |
| 2017   | 第21回日本インターネット映画大賞                             | 日本映画作品賞最多投票者数        | シン・ゴジラ                        | 受賞       |
| 2017   | coco賞2016                                                   |                                   | シン・ゴジラ                        | 1位        |
| 2017   | ぴあ映画生活ユーザー大賞2016                                 | 大賞                              | シン・ゴジラ                        | 受賞       |
| 2017   | 日本オタク大賞2016                                           | 大賞                              | シン・ゴジラ                        | 受賞       |
| 2017   | FILMARKS AWARDS 2016                                         | 総合ベストテン                    | シン・ゴジラ                        | 第2位      |
| 2017   | FILMARKS AWARDS 2016                                         | 邦画編ベストテン                  | シン・ゴジラ                        | 第2位      |
| 2017   | 第11回アジア・フィルム・アワード                             | 視覚効果賞                        | 大屋哲男                            | 受賞       |
| 2017   | 第11回アジア・フィルム・アワード                             | 音響賞                            | 中村淳                              | ノミネート |
| 2017   | 第29回日刊スポーツ映画大賞・石原裕次郎賞                     | 作品賞                            | シン・ゴジラ                        | ノミネート |
| 2017   | 第29回日刊スポーツ映画大賞・石原裕次郎賞                     | 石原裕次郎賞                      | シン・ゴジラ                        | ノミネート |
| 2017   | VFX-JAPANアワード 2017                                       | 劇場公開実写映画部門最優秀賞      | シン・ゴジラ                        | 受賞       |
| 2017   | デジタル・コンテンツ・オブ・ジ・イヤー'16／第22回AMDアワード | 優秀賞                            | シン・ゴジラ                        | 受賞       |
| 2017   | 第19回シナリオ作家協会 菊島隆三賞                            | 菊島隆三賞                        | シン・ゴジラ                        | ノミネート |
| 2017   | 第7回ロケーションジャパン大賞                                | 行楽部門                          | 『シン・ゴジラ』×神奈川県川崎市     | 受賞       |
| 2017   | 第36回藤本賞                                                 | 特別賞                            | 山内章弘、佐藤善宏                  | 受賞       |
| 2017   | 第43回サターン賞                                             | インターナショナル映画賞          | シン・ゴジラ                        | ノミネート |

## ゲーム
『シン・ゴジラ』スペシャルデモコンテンツ for PlayStation®VR
2016年10月13日配信。PlayStation VR向けVR映像。期間限定無料配信。
2016年8月3日には都内で試遊会が開催され、樋口によるトークショーも行われた。

## VRアクティビティ
ゴジラVR
2018年9月13日より『VR ZONE OSAKA』で、2018年11月3日より『VR ZONE SHINJUKU』で稼働のVRアクティビティ。

## イベント
ゴジラシリーズ全体を扱ったものも含む。
西川伸司原画展 呉爾羅百態（2016年6月23日 - 7月4日）
渋谷パルコで開催された、ゴジラシリーズでデザイナーを務めた西川伸司の原画展。本作品のゴジラをモチーフとした「伸・ゴジラ」も展示された。
ゴジラ展
福岡市美術館にて2016年7月15日から8月31日に開催。本作品の関連資料が初展示された。
同年9月9日から10月23日には、北海道立近代美術館でも開催され、三池敏夫の講演会や佐野史郎のトークショーなども行われた。
ゴジラと特撮美術の世界展（2016年7月16日 - 8月21日）
2015年に宮崎で開催された展示の発展版で、山形県の鶴岡アートフォーラムにて開催された。三池敏夫による本作品のセットデザイン画も展示された。
シン・ゴジラ展（2016年8月2日 - 6日）
毎日放送の主催によりMBSちゃやまちプラザで開催された。
大ゴジラ特撮王国
2016年8月17日から9月4日に横浜市のランドマークホールにて開催された。
同年12月23日から2017年1月9日には、広島市のNTTクレドホールでも開催された。広島市で大型ゴジライベントが開催されるのは初めてであった。
「シン・ゴジラ」を語る会 ネタバレOK!! 独身者限定（2016年8月27日）
パセラリゾーツ新宿本店にて、独身者限定の街コンイベントとして開催。
同年11月3日には東京と大阪で「シン・ゴジラをもっと語る会」も催された。
シン・ゴジラのロケ地を巡るツアー（2016年10月11日）
川崎市や大田区、東京湾岸のロケ地を巡るバスツアー。
2017年2月8日には第2弾も開催された。
ゴジラ誕生祭2016（2016年11月2日 - 3日）
第1作の公開日に合わせて開催されているオールナイト上映会。本作品と『ゴジラ』（1984年版）『ゴジラ2000 ミレニアム』が上映され、本作品の平泉成と『ミレニアム』の村田雄浩、造形師の若狭新一らが登壇した。
初ゴジ・シンゴジ結合上映会（2016年11月3日）
THOシネマズ新宿にて本作品と第1作を上映。イベント名は庵野が命名した。
株式会社カラー10周年記念展（2016年11月23日 - 30日）
ラフォーレミュージアム原宿で開催されたカラーの10周年記念展示。

## 主なコラボレーション

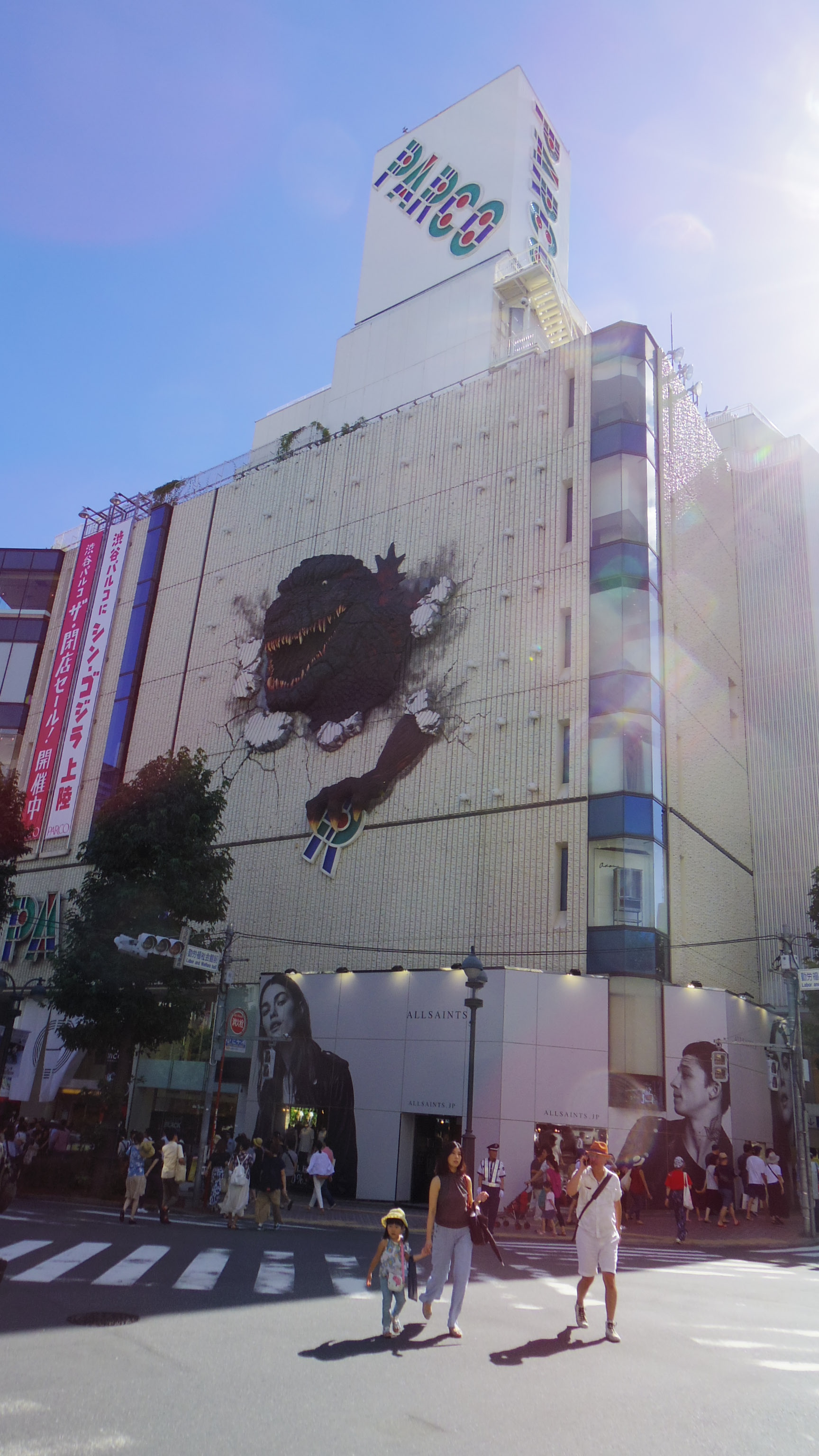
渋谷パルコの壁面オブジェ

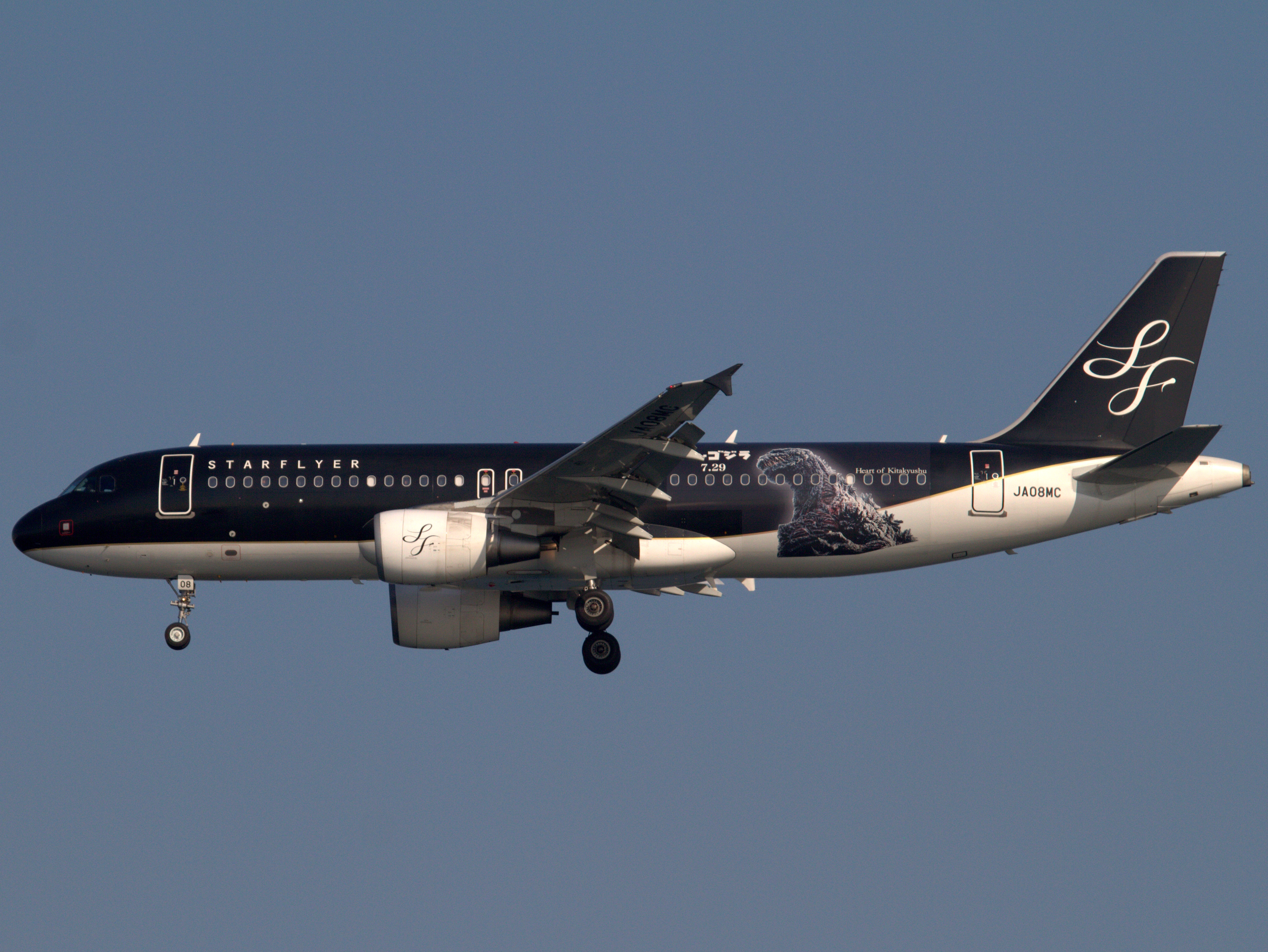
スターフライヤー シン・ゴジラジェット (JA08MC)

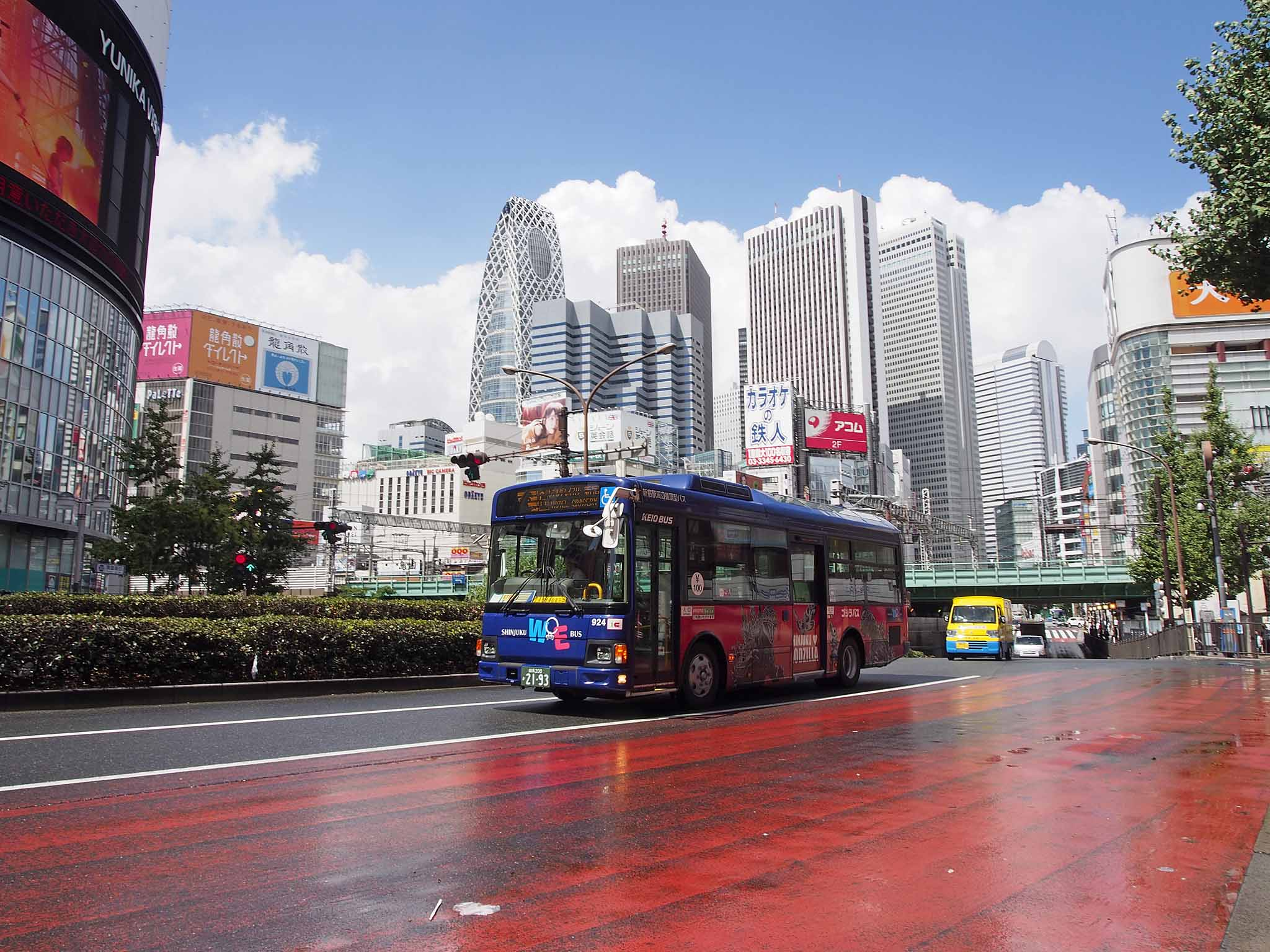
新宿WEバス「ゴジラバス」(A20924)

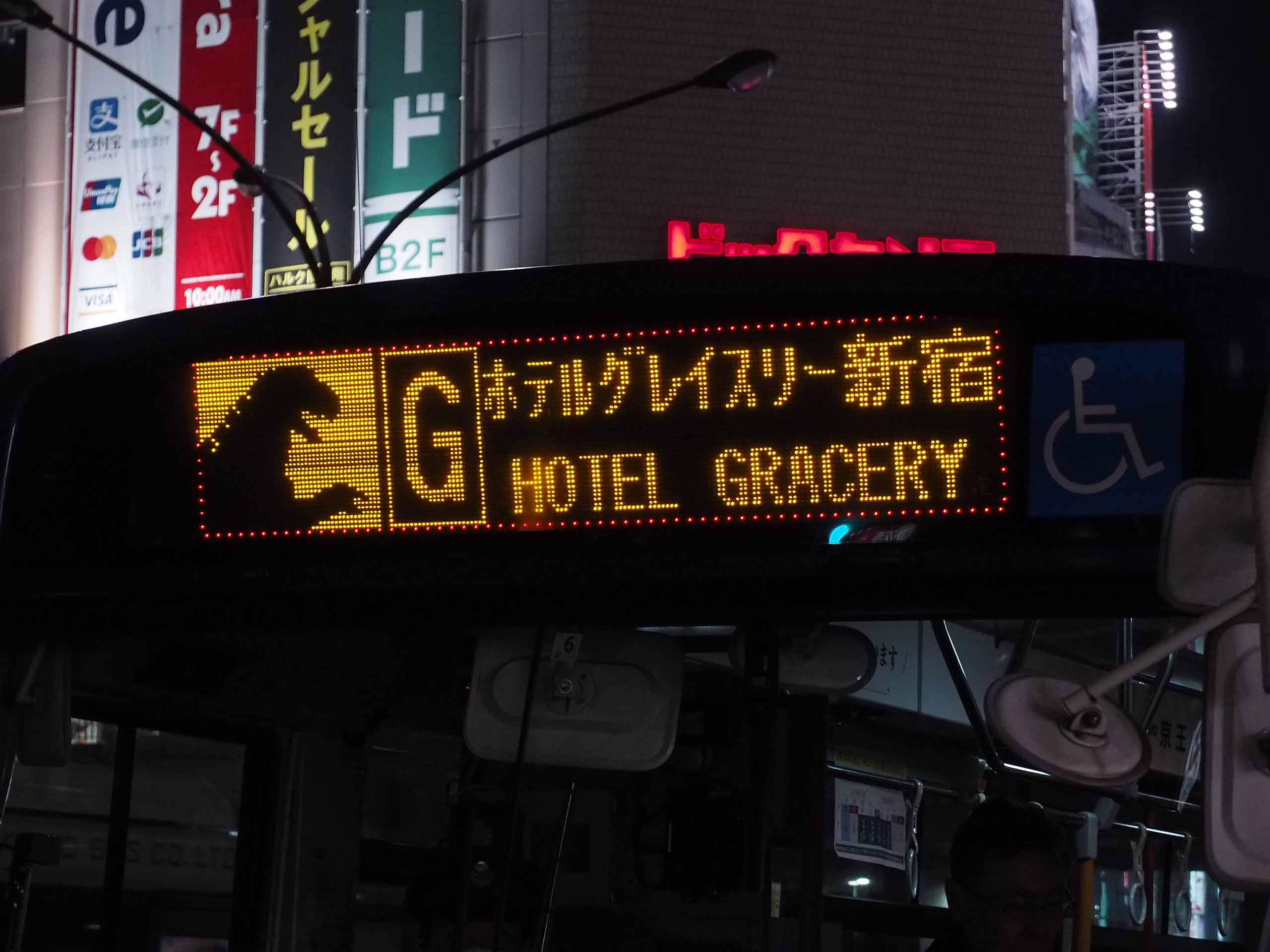
新宿WEバス歌舞伎町ルートの行き先表示(A20923)

シン・ジャパン・ヒーローズ・ユニバース
庵野秀明らを中心に制作された、タイトルに「シン」を冠する映画4作品のコラボレーション。
新世紀エヴァンゲリオン
本作品の総監督の庵野が同じく総監督を務めるアニメ作品。2016年4月1日に発表された「ゴジラ対エヴァンゲリオン」の特設サイトにて、さまざまな商品やイラストが発表されている。2016年7月から9月にかけては、新宿・渋谷・広島でコラボショップが設置された。海洋堂フィギュアミュージアム黒壁龍遊館では、「ゴジラ対エヴァンゲリオン ジオラマ大決戦」と題した展示も行われた。
こういった縁もあり、2021年劇場公開の『シン・エヴァンゲリオン劇場版𝄇』では東宝が東映やカラーと共同で配給を担当している。
シン・ウルトラマン
本作と同じく「空想特撮映画」を銘打つ。『シン・ウルトラマン』冒頭に『シン・ゴジラ』のタイトルが現れる他、『シン・ウルトラマン』のキャストは同作品の公式サイトでも『シン・ゴジラ』に言及している。
シン・仮面ライダー

映像作品
クレヨンしんちゃん
2016年7月22日放映分の回にてコラボアニメ「しんのすけ対シン・ゴジラだゾ」が放送された。2017年11月10日には、後述の地上波初放送を記念して再放送された。
第67回NHK紅白歌合戦
「紅白対ゴジラ」と題したコラボレーション。横浜に上陸したゴジラが渋谷のNHKホールに襲来し、矢口ら巨災対メンバーや大河内の呼びかけによって、出場歌手の歌の力でゴジラを凍結させる「渋谷紅白迎撃作戦」を展開した。また、本作品の音楽を担当した鷺巣詩郎がオープニングテーマを作曲した。

コンピュータゲーム
スーパーロボット大戦X-Ω
2016年8月1日より、本作品の公開を記念して前述の『ゴジラ対エヴァンゲリオン』のイベントが開催された。ゴジラ、『ゴジラ×メカゴジラ』などに登場する家城茜と3式機龍、『ヱヴァンゲリヲン新劇場版』とコラボした3式機龍乙型がゲーム内に登場した。
にゃんこ大戦争
2021年6月7日から21日まで、スマートフォン向けゲームアプリ『にゃんこ大戦争』との期間限定コラボイベントが開催された。時期は同年公開の『ゴジラvsコング』に重なるが、キービジュアルや公式Twitterには同作に登場するモンスターバース版のゴジラではなく本作品のゴジラが用いられている。

企業
白戸家（ソフトバンク）
2016年11月3日から11日までは「いい買物の日」、19日以降は「Apple Pay」とのコラボレーションCMが放送された。
信濃屋
本作品と初代ゴジラのコラボボトルウイスキーを発売。2016年7月23日にはカフェアートレストランSUNDAYで試飲会が催された。
ビームス
コラボグッズを発売。新宿の店舗では本作品関連の展示も行われた。
A BATHING APE
コラボグッズを発売。新宿伊勢丹の期間限定ストアでは、2016年11月3日にミレニアムゴジラが登場するグリーティングイベントも開催された。

交通機関
スターフライヤー
北九州空港に本拠を置く日本の航空会社。本作品のゴジラが機体に描かれたジェット機「シン・ゴジラジェット」が2016年12月まで就航し、機内では特別コラボグッズも販売された。2016年7月10日には、北九州空港で機体のお披露目式が催された。
京王バス「新宿WEバス」
新宿駅周辺を循環する路線バス。2016年7月29日より専用車両の一台をシン・ゴジラ仕様のラッピングバスで運行する。バス車内のショーケースではゴジラのフィギュアと新宿区の特別住民票を展示、降車ブザー音はゴジラの咆哮が流れる。2020年5月まで運行された歌舞伎町ルート、および2024年9月まで運行された新宿御苑ルートではTOHOシネマズ新宿最寄りの「ホテルグレイスリー新宿」停留所を経由していて、歌舞伎町ルートでは行き先表示にゴジラのシルエットが追加（表示は他のWEバス専用車も実施）された。
海ほたるパーキングエリア
本作品のロケ地となったことから、2016年6月25日から10月31日にかけて公開記念キャンペーンが開催された。初日には樋口真嗣によるトークショーも行われた。
川崎側デッキには、ゴジラの実物大足跡が描かれた。
多摩都市モノレール
本作品のロケ地となったことから、2016年11月5日に車両基地の見学会が催された。

商業施設
パルコ
2016年8月7日より建て替えに伴う休業が決まっていた渋谷パルコにて、建物壁面を突き破るようなゴジラのオブジェが制作された。
仙台パルコや名古屋パルコでは本作品関連の展示が行われた。
日比谷シャンテ（東京・日比谷）
2016年8月20日から9月25日にかけて「シン・ゴジラフェア」を開催した。
前面にある合歓の広場を改装して「日比谷ゴジラスクエア」に改称し、『シン・ゴジラ』版ゴジラ像（高さ3m）を設置して2018年3月22日に除幕式を行った。
伊勢丹
新宿伊勢丹にて2016年9月14日から24日にかけて「ゴジラ×伝統工芸」と題して、九谷焼など伝統工芸品とのコラボグッズを発売した。
福岡タワー
3階展望室が本作品のゴジラと同じ118.5メートルに位置することから、「福岡タワー対ゴジラ」と題して同展望室にゴジラの頭部パネルが設置された。
ホテルグレイスリー新宿
ゴジラの誕生日である2016年11月3日に記念イベントを開催した。

飲食店
ビッグボーイ
2016年7月15日より全国のビッグボーイおよびヴィクトリアステーションでゴジラステーキなどのコラボメニューを販売、スカジャン応募キャンペーンの開催などシン・ゴジラキャンペーンを展開。調布店では内装も本作品によるラッピングが施された。

テーマパーク・遊興施設
箕面温泉スパーガーデン
2016年7月1日から8月31日にかけてコラボ展示やクイズキャンペーンなどを展開した。
ナンジャタウン
2016年7月15日から11月6日に体感型アトラクション「シン・ゴジラ対ナンジャタウン」が設置された。
ユニバーサル・スタジオ・ジャパン
2017年1月13日から6月25日に開催された「ユニバーサル・クールジャパン2017」にて、本作品をモチーフとしたアトラクション「ゴジラ・ザ・リアル4-D」が設置された。本作品のコラボグッズも発売された。

イベント
ニコニコ超会議2016（2016年4月29日・30日開催）
「帰ってきた特撮博物館」と題して本作品に関連する造型物などの展示が初めて行われた。
東京おもちゃショー2016（2016年6月9日 - 12日開催）
「S.H.Figuarts ゴジラシリーズ」の発表会で樋口真嗣とプロデューサーの山内章弘が登壇した。
いしかり浜サンドパーク2016（2016年6月18日 - 7月10日開催）
デコによるゴジラの足跡のサンドアートが制作された。
第9回大人の文化祭（2016年7月2日 - 3日）
本作品関連の展示が行われた。
ワンダーフェスティバル2016夏（2016年7月24日開催）、2017冬（2017年2月19日）
海洋堂ブースにて本作品関連の展示が行われた。2016夏では同社社長宮脇修一と竹谷隆之によるトークショーも開催された。2017冬では、第5形態の雛形が初展示された。
大シュタイフ展（2016年7月27日 - 8月1日）
松坂屋名古屋展で開催されたシュタイフのイベントにてシュタイフ製ゴジラのぬいぐるみが発売されたほか、テープカットに樋口真嗣も登壇した。
超☆汐留パラダイス!2016SUMMER（2016年8月1日 - 14日）
日本テレビタワーで開催された日本テレビ主催のイベントにて、本作品に関連する展示が行われた。
ちちんぷいぷい物産展（2016年8月10日 - 15日）
阪急百貨店うめだ本店で開催されたテレビ番組『ちちんぷいぷい』のイベント。番組とコラボしたゴジラのトリックアートが展示された。
Adobe MAX Japan（2016年9月2日）
東京国際展示場で開催されたアドビ主催のクリエイター向けイベントにて、VFXスーパーバイザーの佐藤敦紀によるトークイベント「映画『シン・ゴジラ』を紡ぎあげるまで」が催された。
第12回どーんとかがし祭（2016年11月1日 - 12月4日）
福岡県筑前町で開催されたイベントにて、稲刈り後のわらを用いた全高7メートルのゴジラオブジェが制作された。
COUNTDOWN JAPAN（2016年12月28日 - 31日）
本作品のフォトジェニックブースが設置され、コラボTシャツも発売された。
博多祇園山笠
2018年7月1日、キャナルシティ博多に『シン・ゴジラ』版ゴジラを題材とした飾り山が設置された。

スポーツ
読売ジャイアンツ
2016年6月29日に東京ドームで開催された中日ドラゴンズにてゴジラコラボが展開された。
日本プロサッカーリーグ
小田急マッチデー
町田市立陸上競技場で開催されたFC町田ゼルビアとジェフユナイテッド千葉の試合のキックオフセレモニーに本作品を記念してゴジラが登場。着ぐるみはミレニアム版のものが用いられた。
多摩川クラシコ
FC東京と川崎フロンターレが対戦する「多摩川クラシコ」とのコラボで、2016年7月21日から22日に等々力陸上競技場にゴジラの足型芝生アートが描かれ、試合当日の23日には「多摩川クラジゴ」と題しコラボイベントが開催された。
ジャパンラグビートップリーグ
2016年8月26日に秩父宮ラグビー場で行われた開幕戦にて、「ゴジラデイ」としてコラボイベントが開催された。
日本中央競馬会
2016年12月25日に開催される有馬記念とのコラボレーション。中山競馬場でゴジラを凍結させることが最終目的である。

地方自治体・地域振興
大田区
ロケ地となった東京都大田区では、本作品の公開に合わせた地域PR施策が行われた。大田区商店街連合会によるゴジラモチーフのフラッグ掲出、区内銭湯でゴジラシリーズのポスター展示がされ、銭湯・大田黒湯温泉第二日の出湯では2016年7月から11月初旬までの期間限定で、銭湯ペンキ絵師田中みずきによるシン・ゴジラをモチーフとしたペンキ絵が壁面に描かれた。
大田区役所では、2016年8月18日から25日にロケ風景写真のパネル展示が行われた。
大田区議会議員のおぎの稔は、本作品を地域振興に当てることが議題に上がった際に、破壊されたことを観光資源にすることに対し反対する意見も挙がっていたと証言している。
川崎市
ロケ地となった神奈川県川崎市では、「映像のまち・かわさき」のPRとして市内でタイアップ企画が行われた。グランツリー武蔵小杉や中原市民館で本作品に関連する展示が行われたほか、市内5箇所を巡るスタンプラリーが2016年6月19日から7月22日に開催された。
東京都
東京都庁の東京観光情報センターにて、フィルム・コミッション作品として本作品に関連する展示が行われた。
立川市
本作品のロケ地となったことから、2016年10月15日に立川広域防災基地内の立川災害対策本部予備施設の見学会が催された。同施設の一般公開はこれが初めてであった。
2016年11月5日から6日には、花みどり文化センターをメイン会場とした「たちかわ楽市2016」でタイアップ展示が行われた。
田舎館村
青森県田舎館村の「田んぼアート」の図柄に本作品が採用された。
洋光台
本作品のロケ地の1つとなったことから、洋光台まちづくり協議会およびルネッサンスin洋光台の主催でイベントが展開された。JR洋光台駅前サンモール広場には、実物大のゴジラの足跡が描かれた。

## 書籍
- 『ジ・アート・オブ シン・ゴジラ』企画・責任編集 庵野秀明、企画・編集・発行：カラー 販売：グラウンドワークス、2016年12月30日。ISBN 978-4-905033-08-0。
- 『シン・ゴジラ【オリジナル・トートバッグ付き】』 出版社:宝島社、2016年7月15日。ISBN 978-4-80-025609-6
- 『シン・ゴジラ&全ゴジラ怪獣大ずかん』 出版社:講談社、2016年7月26日発売。ISBN 978-4-06-344652-4
- 『シン・ゴジラWalker [怪獣王 新たなる伝説]』KADOKAWA、2016年8月6日。ISBN 978-4-04-895632-1。
  - 『シン・ゴジラWalker 完全形態』 出版社:KADOKAWA/角川マガジンズ、2017年3月31日発売。ISBN 978-4-04-895980-3
- 『シン・ゴジラ×ぐでたま ランチボックスBOOK 出版社:宝島社、2016年8月9日発売。ISBN 978-4-800258-60-1
- 『「シン･ゴジラ」、私はこう読む』 出版社:日経BP社、2016年10月25日配信、電子書籍
- 『「シン・ゴジラ」をどう観るか』 出版社:河出書房新社、2016年10月26日発売。ISBN 978-4-309-27773-8
- 『ゴジラ幻論 ――日本産怪獣類の一般と個別の博物誌』 出版社:工作舎、著：倉谷滋、2017年2月18日発売。ISBN 978-4-87502-482-8
- 『シン・ゴジラ機密研究読本』編著 柿谷哲也 協力 東宝、KADOKAWA（富士見書房）、2017年2月28日。ISBN 978-4-04-072208-5。
- 『シン・ゴジラ 造形作品集』 出版社:ホビージャパン、2017年3月17日発売。ISBN 978-4-7986-1406-9
- 『シン・ゴジラ スコア音楽集/鷺巣詩郎』 楽譜、出版社: ヤマハミュージックメディア、2017年3月26日発売。ISBN 978-4-8002-6861-7
- 『シン・ゴジラ 巨大不明生物との戦いの記録 (e-MOOK)』（分子構造解析図を大胆にプリントしたビッグトートバッグ付き）出版社:宝島社、2017年3月28日発売。ISBN 978-4-8002-6861-7
- 『シン・ゴジラ GENERATION』ホビージャパン〈ホビージャパンMOOK〉、2017年7月31日。ISBN 978-4-7986-1417-5。
- 『シン・ゴジラ政府・自衛隊 事態対処研究 (ホビージャパンMOOK 789)』 出版社:ホビージャパン、2017年3月31日発売。ISBN 978-4-7986-1422-9
- 『'16年鑑代表シナリオ集』日本シナリオ作家協会 編、日本シナリオ作家協会、2017年7月20日発行、ISBN 978-4-907881-06-1

## 音楽ソフト
- 『シン・ゴジラ音楽集』（2016年7月30日発売）[301]
  - 発売2週目で8,427枚（累積1.0万枚）を売り上げ、8月15日付オリコン週間アルバムランキングで前週34位→5位に急上昇した。『ゴジラ』関連作のアルバムTOP5入りは『GODZILLA THE ALBUM』は1998年5月25日付で5位を獲得して以来、18年3か月ぶり[302]。8月29日付オリコン週間アルバムランキングでは3位にランクインした[303]。
- 『シン・ゴジラ劇伴音楽集』（2017年3月22日発売）
  - 上記『〜音楽集』とは異なり、映画本編で使用された音源をそのまま使用したものになっている。UHQCDでの発売となった。
  - 2016年10月12日に配信限定として、24bit/48kHzのハイレゾ音源（映画用音声フォーマット）で販売されていた。
- 『Welcome to the stage!』（2017年3月22日発売）
  - 挿入歌「Who will know」を高橋洋子がカバーしたものが3曲収録されたシングル。

## DVD・BD
オリコン週間BDランキング（集計期間：2017年3月20日 - 26日）で、『シン・ゴジラ』のBlu-ray Disc作品『シン・ゴジラ Blu-ray特別版』と『シン・ゴジラ Blu-ray』が、初週売上8.2万枚、5.5万枚で総合BD1位、2位を獲得した。同一作品による総合BD1位、2位独占は、邦画作品としては本作品が史上初となる。
オリコン週間BDランキング（集計期間：2017年6月5日 - 11日）で、『シン・ゴジラ Blu-ray特別版』が、累積売上枚数を10.0万枚とし、邦画BD作品史上初の累積売上10万枚突破作品となった。
TSUTAYA・レンタルDVDランキングで、2017年3月20日 - 26日、3月27日 - 4月2日と2週連続レンタルDVDランキング首位を獲得した。4月3日 - 9日のレンタルDVD週間ランキングも首位を獲得し、3週連続首位となった。4月10日 - 16日のレンタルDVD週間ランキングでは2位となった。
- 2017年3月22日発売[309]。東宝製作作品および実写邦画のセルソフトでは初となる4K Ultra HDブルーレイ版も同時リリース。
  - 本編映像は劇場公開時の映像・音声に対して音楽の音量、劇中テロップの調整などの変更が加えられたマスター（ver,2.0）となっている。
  - Blu-ray 特別版 3枚組（本編1枚、特典DISC（Blu-ray）2枚）、品番:TBR27003D
  - Blu-ray 特別版4K Ultra HD Blu-ray同梱 4枚組（本編2枚（Blu-ray&4K ULTRA HD Blu-ray（外付同梱））、特典DISC（Blu-ray）2枚）、品番:TBR27002D
  - Blu-ray 2枚組（本編1枚、特典DISC（Blu-ray）1枚）、品番:TBR27004D
  - DVD 2枚組（本編 1枚、特典DISC（DVD）1枚）、品番:TDV27005D
- 2024年5月1日発売。『シン・ゴジラ：オルソ』
  - Blu-ray （本編1枚）、品番：TBR34175D
  - DVD （本編 1枚）、品番：TBR34175D

## 映像配信
映像配信サービス「TSUTAYA TV」による、2017年上半期視聴ランキング（2017年1月1日から同年6月30日までの期間に、視聴者数の多い順にランキング）では、総合2位、邦画1位という結果であった。

## テレビ放送
- 2017年7月8日20時から22時15分にWOWOWにてテレビ初放送。
- 2017年11月12日21時から23時20分にテレビ朝日系列にて地上波初放送[311]。不祥事のあった小出の出演シーンとエンドロールがカットされたほかは、ほぼ本編ノーカット[312]。平均視聴率は15.2パーセントを記録した（ビデオリサーチ調べ、関東地区・世帯・リアルタイム）[313]。
- 2018年1月28日22時から翌0時10分に日本映画専門チャンネルの『日曜邦画劇場』枠にてCS初放送。なお当日は、同じ庵野総監督によるテレビアニメ『新世紀エヴァンゲリオン』全話ならびに劇場版2作品一挙放送との同日放送であった。
- 2018年12月16日21時から23時19分にテレビ朝日系列の『日曜プライム』にて2度目の地上波放送[314]。前回の地上波放送でカットされた小出の出演シーンは放送された[315]。平均視聴率は9.7%を記録した（ビデオリサーチ調べ、関東地区・世帯・リアルタイム）[316]。

## 備考
- 本作を鑑賞した元防衛相の石破茂は、「なぜ防衛出動となったのか理解できない。ゴジラは自衛権発動の三要件を満たさない天変地異的存在であり、法的には害獣駆除として災害派遣すべき（大意）」との感想を述べ、各種マスメディアで話題となった[出典 139]。
- ゴジラ映画に造詣の深いことでも知られる俳優の佐野史郎は、2016年10月8日に北海道立近代美術館で開催中だった「ゴジラ展」のトークショーで本作品についても触れており、本作品への出演に備えてスケジュールを空けていたが、依頼が来なかったことを明かしている[321]。
- 『池上彰が選んだ2016年 決定的瞬間！〜教えてもらう前と後〜』（TBS系）で、この作品を使って日本の危機管理と米国の影を取り上げた[322][323]。
- 本編に登場する第4形態のゴジラについて、東宝は2020年9月にフィギュアや玩具などの分野で立体商標を特許庁に申請したが、同庁は登録を認めず、2024年3月の東宝による不服申し立てでも「恐竜や想像上の動物をかたどった形状の一類型に過ぎない」として、同社の主張を退けたため、同社は同年5月に提訴した。知的財産高等裁判所は同年10月に「無数のひだが刻まれ、岩肌のような複雑な陰影を醸し出す体形はゴジラのキャラクター形状として、消費者に広く、認識されている」とし、60年以上にわたってゴジラシリーズの新作を公開していることも踏まえて、特許庁による審決を取り消す判断を出した[324]。